# Émile Berchmans
Vous lisez un « article de qualité » labellisé en 2024.
Pour les articles homonymes, voir Berchmans.
Émile Berchmans, né le 8 novembre 1867 à Liège et mort le 5 novembre 1947 à Bruxelles, est un artiste peintre, dessinateur, illustrateur, décorateur et graveur belge. Il est surtout l'un des principaux affichistes belges au tournant du XXe siècle.
Fils du peintre Émile-Édouard Berchmans, le jeune Émile montre rapidement une prédisposition pour les arts plastiques. Il étudie à l'Académie royale des beaux-arts de Liège de 1882 à 1888, et, en parallèle, il aide son père dans la réalisation de divers projets de plafonds et de panneaux décoratifs. C'est alors le début d'une longue et fructueuse carrière artistique, qui se développe principalement en région liégeoise et se poursuit jusqu'en 1934. Sa carrière artistique, Émile Berchmans la mène de front avec celle de professeur (1904-1934) puis directeur (1930-1934) à l'Académie royale des beaux-arts de Liège. Il se retire à Bruxelles à partir de 1934.
Artiste pluridisciplinaire, il se distingue dans l'utilisation de nombreuses techniques artistiques : dessin, pastel, peinture à l'huile, aquarelle, gouache et lithographie, et de multiples formes d'art : l'Art nouveau et le japonisme, qui sont surtout présents dans les affiches et les thèmes mythologiques, le réalisme, l'intimisme et l'impressionnisme, que l'on retrouve particulièrement dans sa peinture de chevalet, et le symbolisme qui imprègne l'ensemble de sa création artistique. Il réalise plus de 380 œuvres, dont la peinture murale qui orne depuis 1903 le plafond de l'Opéra royal de Wallonie, l'affiche réalisée en 1896 pour l'Association pour l'encouragement des beaux-arts de la ville de Liège, reproduite dans Les Maîtres de l'affiche, ou encore la lithographie Renouveau, publiée en 1897 dans L'Estampe moderne.

## Biographie

### Jeunesse et formation (1867-1888)
Émile Berchmans naît le 8 novembre 1867 à Liège, en Belgique. Il est le fils du peintre Émile-Édouard Berchmans, frère du sculpteur Oscar Berchmans, neveu du peintre et professeur Henri Berchmans, et cousin du sculpteur Jules Berchmans,,.
Comme le décrit Maurice des Ombiaux, « dès sa plus tendre enfance, Émile Berchmans vit donc dans une atmosphère d'art. Il joue avec les couleurs qu'il trouve dans la maison. » La famille Berchmans vit dans la périphérie de Liège, dans une maison de la route de Campine située à côté d'un relais de diligence. « Les chevaux tout harnachés qui attendaient immobiles, l'arrivée de la patache » inspirent au jeune Émile ses premiers essais : « le visage collé à la grille, il les regardait longuement, puis essayait de les dessiner, voire […] de les peindre ». Même s'il ne parvient pas à les reproduire comme il le désire, « il ne se découragea pas pour cela ; on ne le voyait jamais que crayonnant ou peinturlurant ».
Il commence dès 1882 à étudier à l'Académie royale des beaux-arts de Liège, où il est l'élève d'Adrien de Witte,, et de Charles Soubre, en même temps qu'il esquisse pour son père des projets de plafonds et de panneaux décoratifs. Il s'adapte bien aux exigences du métier de décorateur, sachant utiliser différentes formes d'art plastique pour satisfaire aux commandes. D'esprit curieux, il se renseigne également sur tout ce qui se fait en la matière en Angleterre, en France et en Allemagne.

### Découverte de la gravure, premières affiches etCaprice revue(1888-1890)
Il participe à la courte aventure (décembre 1887 - mai 1889) de Caprice Revue,,, « un hebdomadaire artistique de 8 pages, où les poèmes, les nouvelles et les billets d'humeur côtoient des critiques artistiques et théâtrales et des chroniques mondaines ». Sur les 76 magazines publiés, 28 sont agrémentés d'une planche de bande dessinée en quatrième de couverture. Ces planches sont illustrées par un groupe de jeunes artistes de la maison Bénard, fondateur de la revue : Armand Rassenfosse, Auguste Donnay, Ernest Marneffe et enfin Émile Berchmans, qui sont tous alors âgés de vingt à vingt-cinq ans. Georges Marc en est le rédacteur en chef, puis il est remplacé par Maurice Siville, qui est alors co-directeur de la revue littéraire La Wallonie,,.

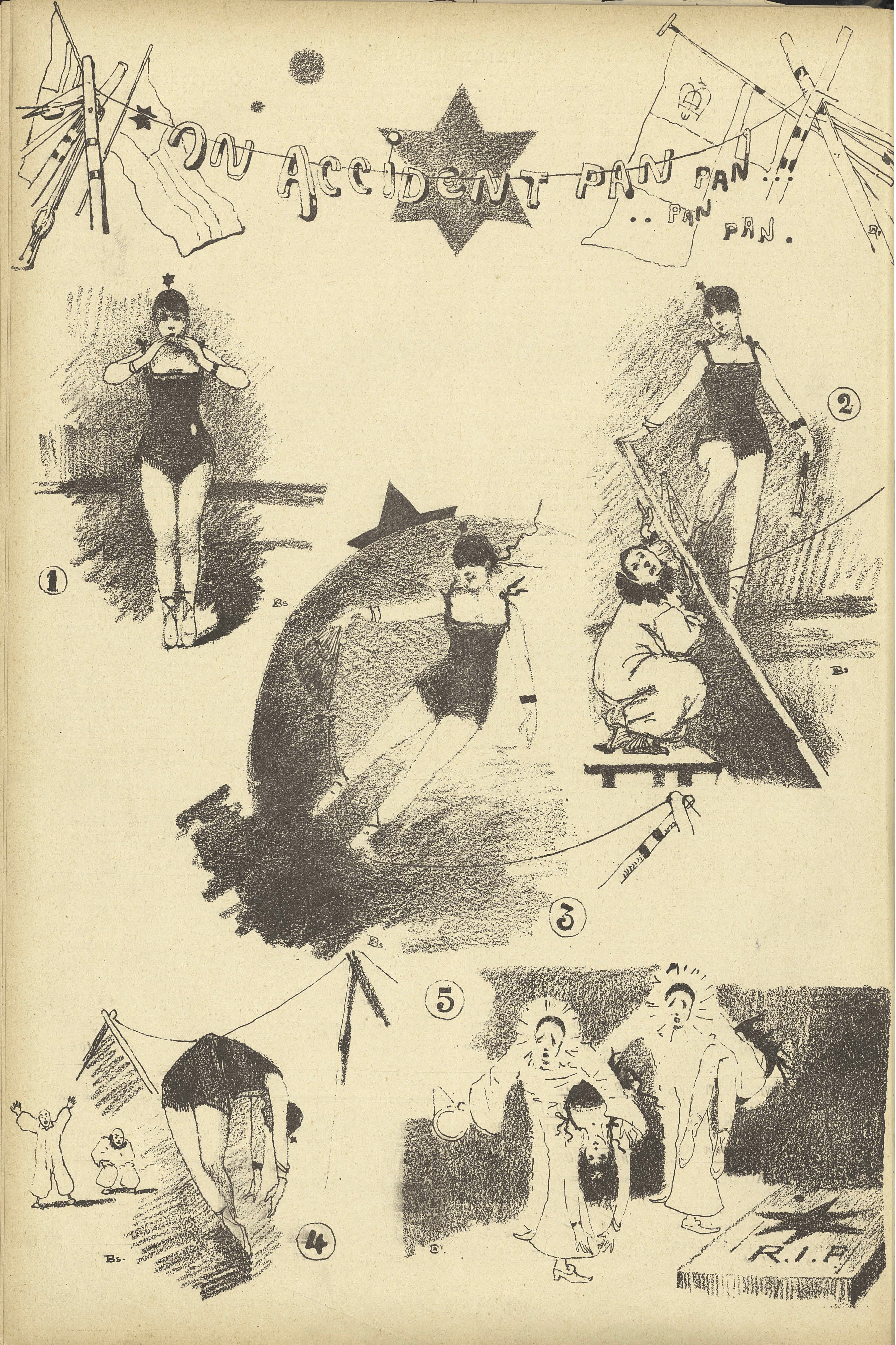
Un accident pan pan… pan pan, 11 février 1888, Caprice Revue (inv. Renardy no C-4), Liège, université de Liège.

Émile Berchmans livre quatre planches pour Caprice revue, « toutes muettes, aux chutes cruelles et violentes ». Frédéric Paques se penche sur deux d'entre elles : Le faro ou le robinet mal placé (Caprice revue no 32 du 7 juillet 1888) où « un cafetier enfonce dans son crâne le robinet qu'il destinait à un tonneau » et Un accident pan pan… pan pan (Caprice revue no 11 du 11 février 1888) où « une acrobate est coupée en deux par le fil sur lequel elle faisait un numéro d'équilibriste ». Il observe que Berchmans y « explore différentes possibilités graphiques : cases rondes ou carrées, voire absence de cases, rendus en aplats noirs, grisés ou hachures » et y « développe un style graphique personnel qu'on aurait aimé voir s'affiner ».
En 1888, une fois ses études à l'Académie achevées, Émile Berchmans se réunit chaque semaine avec François Maréchal, Armand Rassenfosse et Auguste Donnay, et, ensemble, ils s'initient à la gravure sous la tutelle d'Adrien de Witte,. Durant cette période, il expérimente l'eau-forte, la pointe sèche, l'aquatinte, le vernis mou, mais aussi la lithographie et l'illustration,. Cette même année, il présente sa première exposition à l'Association pour l'Encouragement des Beaux-Arts et commence à créer, avec Armand Rassenfosse, des affiches pour l'imprimerie d'Auguste Bénard à Liège,,.

### L'affichiste, peintre décorateur et illustrateur (1890-1904)
Émile Berchmans réalise la plus grande partie de sa carrière dans la région de Liège et y effectue de nombreux travaux de décoration dans des édifices privés et publics. Il décore la coupole de l'église Saint-Michel à Aix-la-Chapelle,, ainsi que plusieurs grands plafonds : celui du foyer et de la salle de spectacle du Grand-Théâtre de Verviers,,, celui d'une des salles du Casino de Spa, et surtout celui du Théâtre royal de Liège qu'il peint en 1903 (son frère Oscar Berchmans réalise le lustre),,.

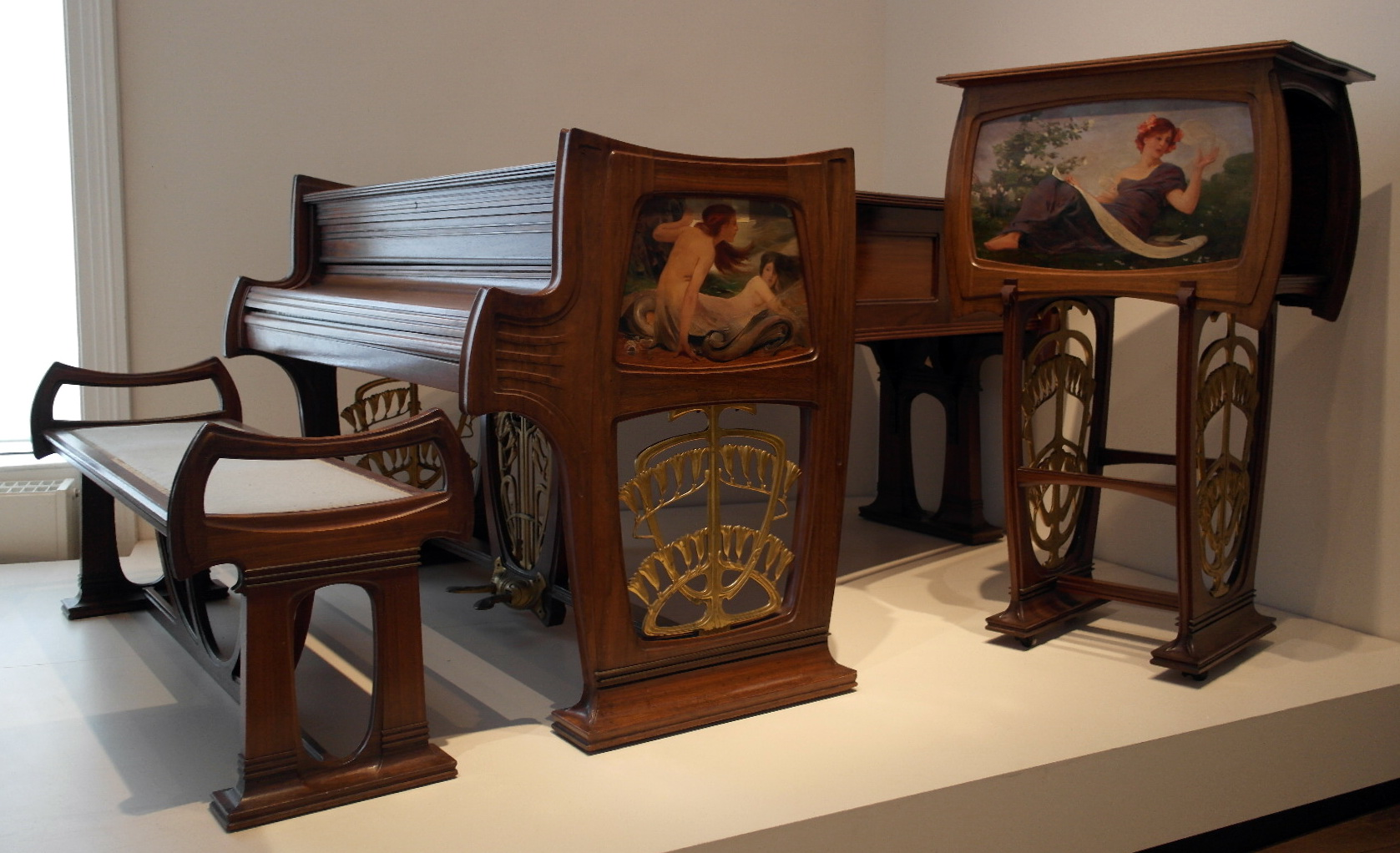
Gustave Serrurier-Bovy (meubles) et Émile Berchmans (peintures), piano de style Art nouveau (inv. Renardy no J-2), 1902, Liège, Grand Curtius.

Il collabore avec Gustave Serrurier-Bovy à la décoration du château de La Chapelle-en-Serval, près de Compiègne, en 1901,. Ce dernier est engagé pour meubler le château et réalise, entre autres, un piano, qui est exposé au Grand Curtius. Émile Berchmans y réalise les panneaux peints du piano ainsi que du casier à musique. Il est également l'auteur de l'affiche imprimée chez Bénard pour le magasin de Bruxelles de la maison Serrurier-Bovy,.

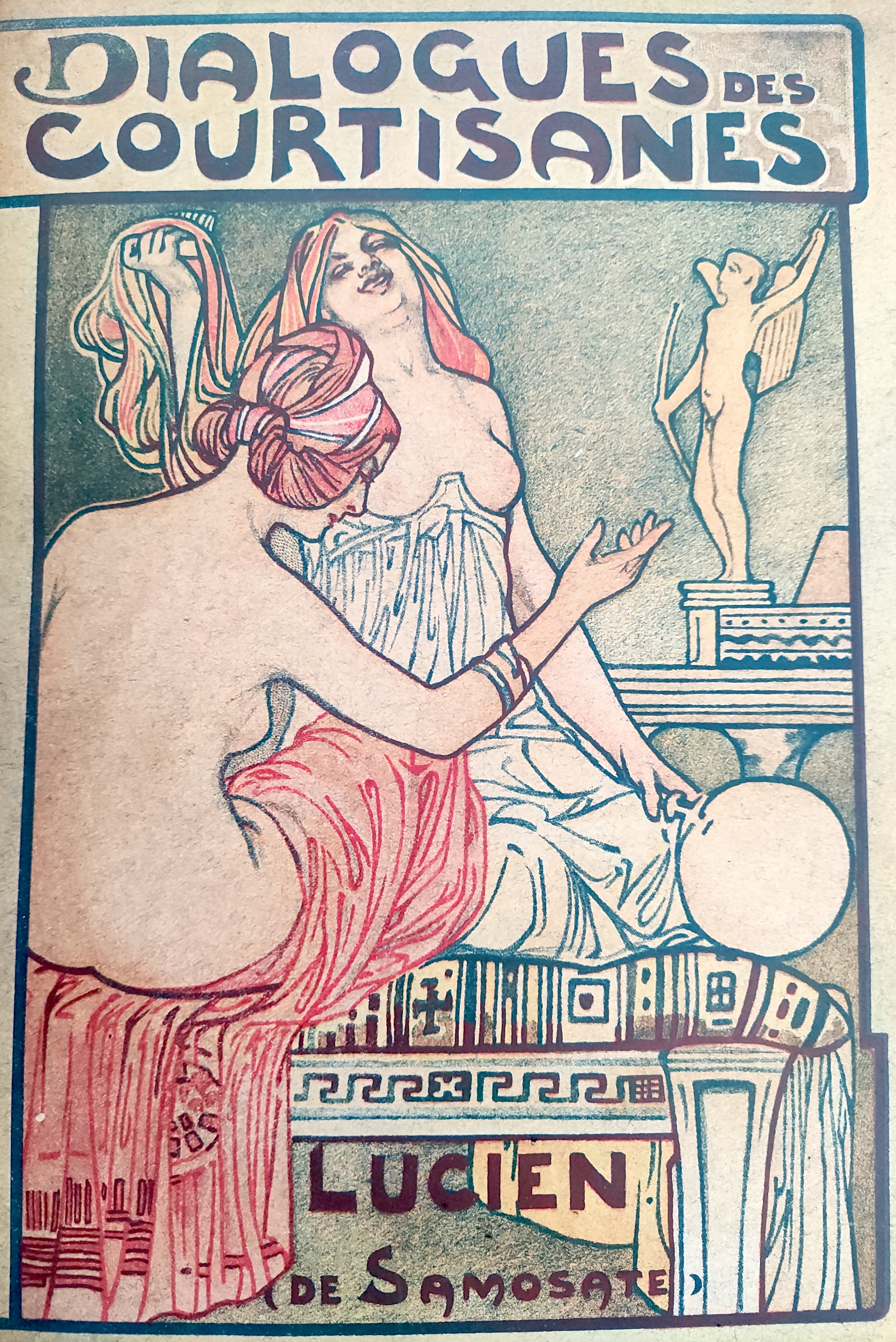
Lucien de Samosate, Dialogues des courtisanes, 1902 (traduction par Jules de Marthold ; lithographies d'Émile Berchmans ; inv. Renardy no C-9 ; Paris, édition Boudet), collection privée.

Il signe des lithographies illustrant, en 1902, une nouvelle édition traduite par Jules de Marthold des Dialogues des Courtisanes de Lucien de Samosate,,. Il illustre les Paroles d'un croyant de Félicité de La Mennais et réalise des dessins originaux (en-têtes, culs-de-lampe, lettrines) pour le magazine La Plume de Léon Deschamps durant de nombreuses années,,. Il collabore aussi à la Revue illustrée,,.
Avec Armand Rassenfosse et Auguste Donnay, Berchmans devient l'un des principaux affichistes de l'imprimerie d'Auguste Bénard à Liège, : la collaboration entre les trois artistes liégeois et l'imprimeur français est à la base d'une production graphique à l'avant-garde de l'art de l'affiche en Europe à la fin du XIXe siècle et au début du XXe siècle, comme le décrit le critique d'art et artiste Alexandre Demeure de Beaumont en 1897 dans un article du Petit Bleu et dans son ouvrage L'Affiche belge : « Ils ont, par les moyens les plus simples, avec des éléments presque rudimentaires, exprimé tout leur art national, presque la quintessence de son génie et ainsi se sont placés au summum de l'Affiche belge,. »

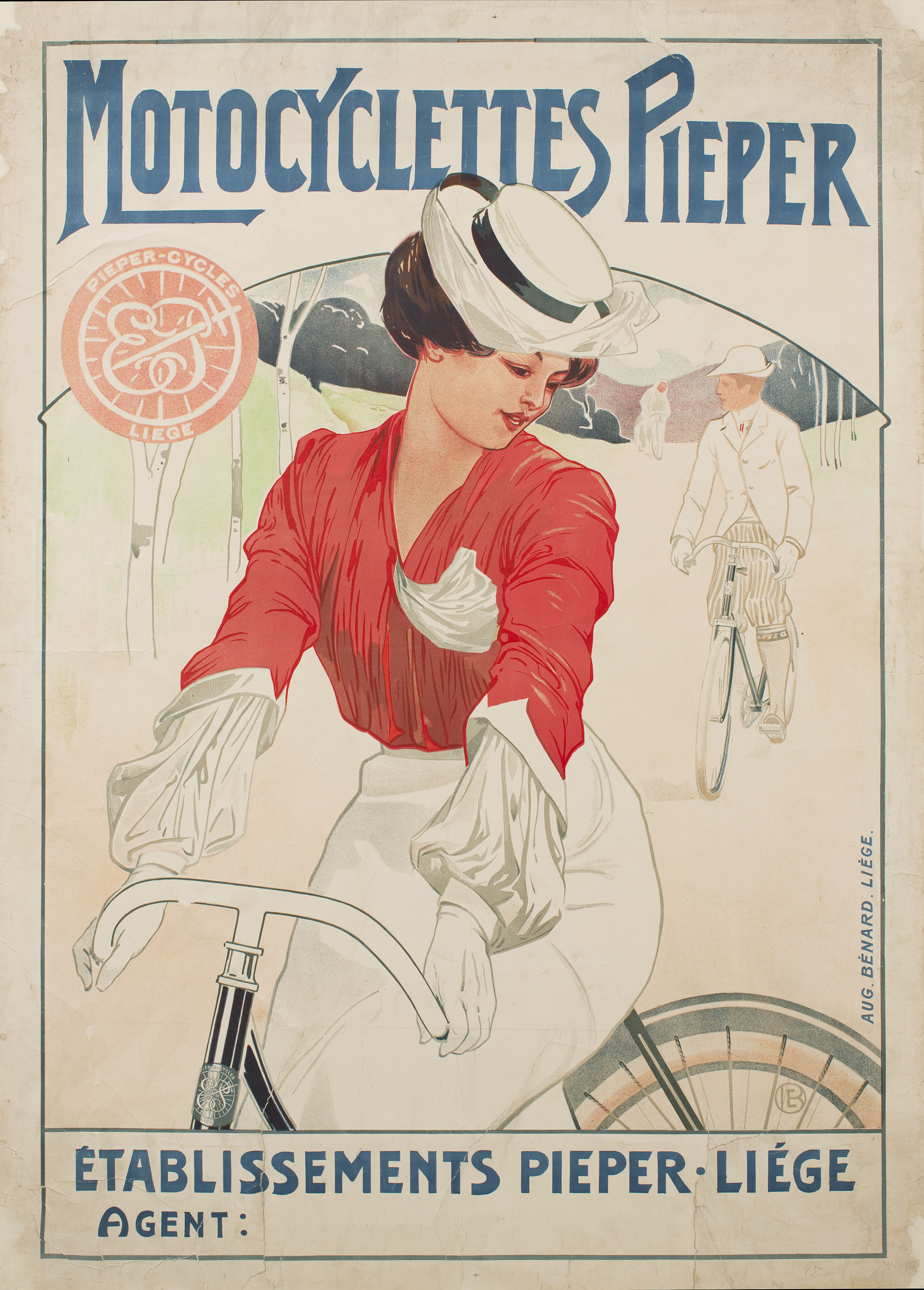
Motocyclettes Pieper, vers 1900 (lithographie en couleurs ; inv. Renardy no B-45 ;), Barcelone, musée national d'Art de Catalogne.

En juillet 1893, il épouse Mlle Élisabeth Joséphine Pieper, héritière de la fabrique d'armes Établissements Pieper de Herstal, qui produit aussi des bicyclettes et des motocyclettes. Le ménage s'installe à Liège, d'abord rue Jonruelle puis dans une maison construite par Paul Jaspar rue de la Paix. C'est là que naît fin août 1899 l'unique fille du couple, Marcelle,, qui épouse Jean-Alphonse Beneke en août 1921 et meurt alors qu'elle est seulement âgée de 30 ans en laissant deux enfants, Jean et Jeanine.
Il expose régulièrement durant cette période : au Cercle des Beaux-Arts de Liège de 1892 à 1903, aux salons d'Anvers (1888, 1891),, de Gand (1889, 1895),, de La Libre Esthétique (1895, 1896, 1899),, et de Bruxelles en 1903, mais aussi au Salon des indépendants de 1899 à Paris, et à l'Esposizione internazionale di « Bianco e nero » de Rome de 1902.

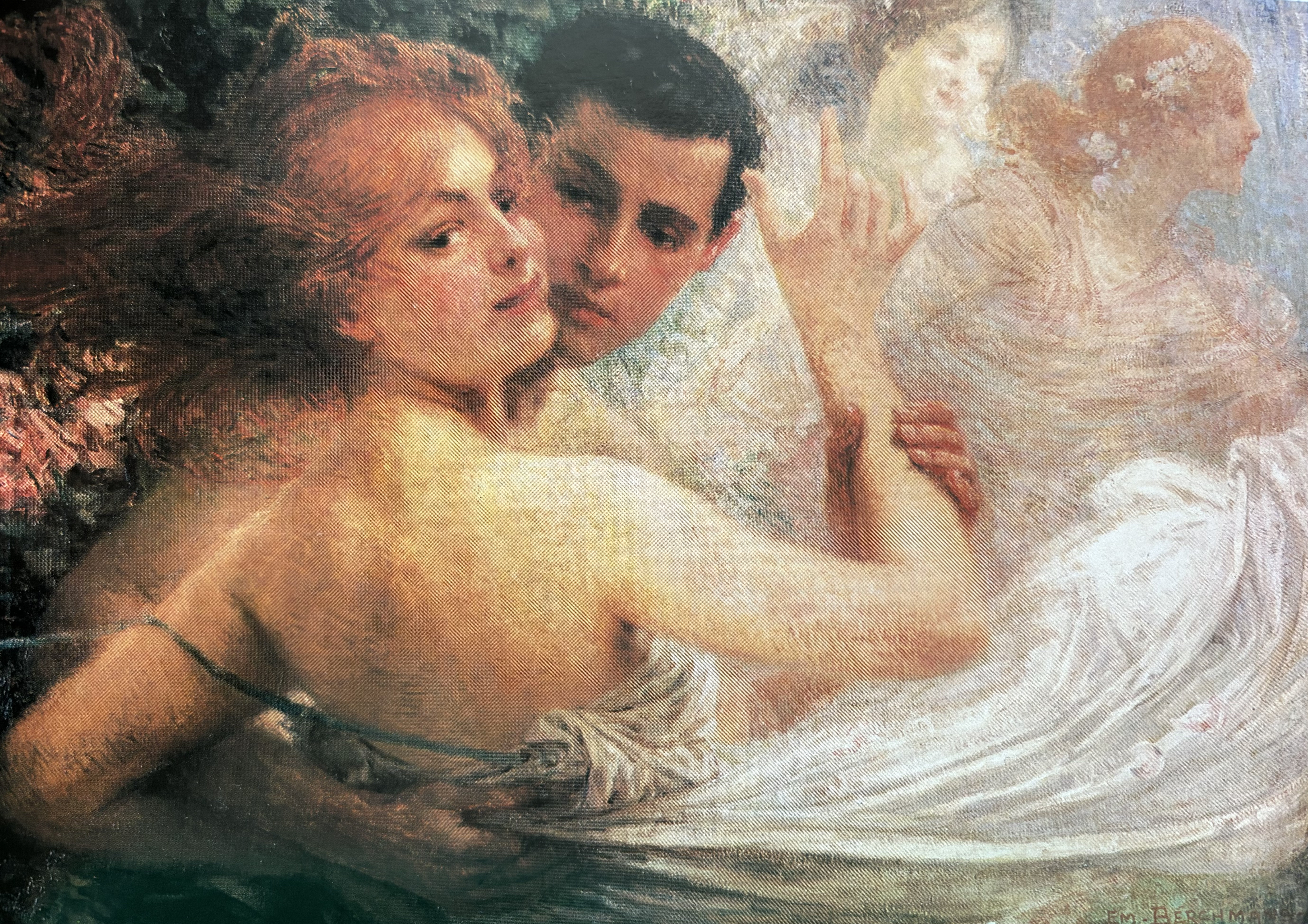
Jeunesse, 1902 (huile sur toile ; inv. Renardy no F-35 ;), Liège, La Boverie.

En 1902, Émile Berchmans réalise Jeunesse, peinture à l'huile qui fait partie des collections du musée des Beaux-Arts de Liège,. En décembre de la même année, une exposition d'art japonais est organisée au Cercle athlétique de Liège grâce aux collections que possèdent, et prêtent pour l'occasion, Émile Berchmans, Auguste Donnay, Armand Rassenfosse et le professeur à l'université de Liège Hans de Winiwarter. L'exposition, qui serait « la première de ce genre à Liège » selon l'auteur de l'article publié dans le journal La Meuse, permet au public de « se familiariser avec les beautés et les "bizarreries" de l'art japonais ».

### Carrière à l'Académie des beaux-arts de Liège (1904-1934)
En 1904, Émile Berchmans est nommé professeur de composition historique, et de modèle vivant à l'Académie royale des beaux-arts de Liège,,,, où il assure les cours supérieurs de peinture et d'arts décoratifs respectivement à partir de 1920 et 1922 à la suite des décès d'Ernest Marneffe et d'Auguste Donnay,,. Il y crée aussi le cours de croquis, qui disparaît à son départ de l'Académie,,. Il est désigné directeur de l'Académie en 1930,,,, exerçant cette fonction jusqu'en 1934,,,.

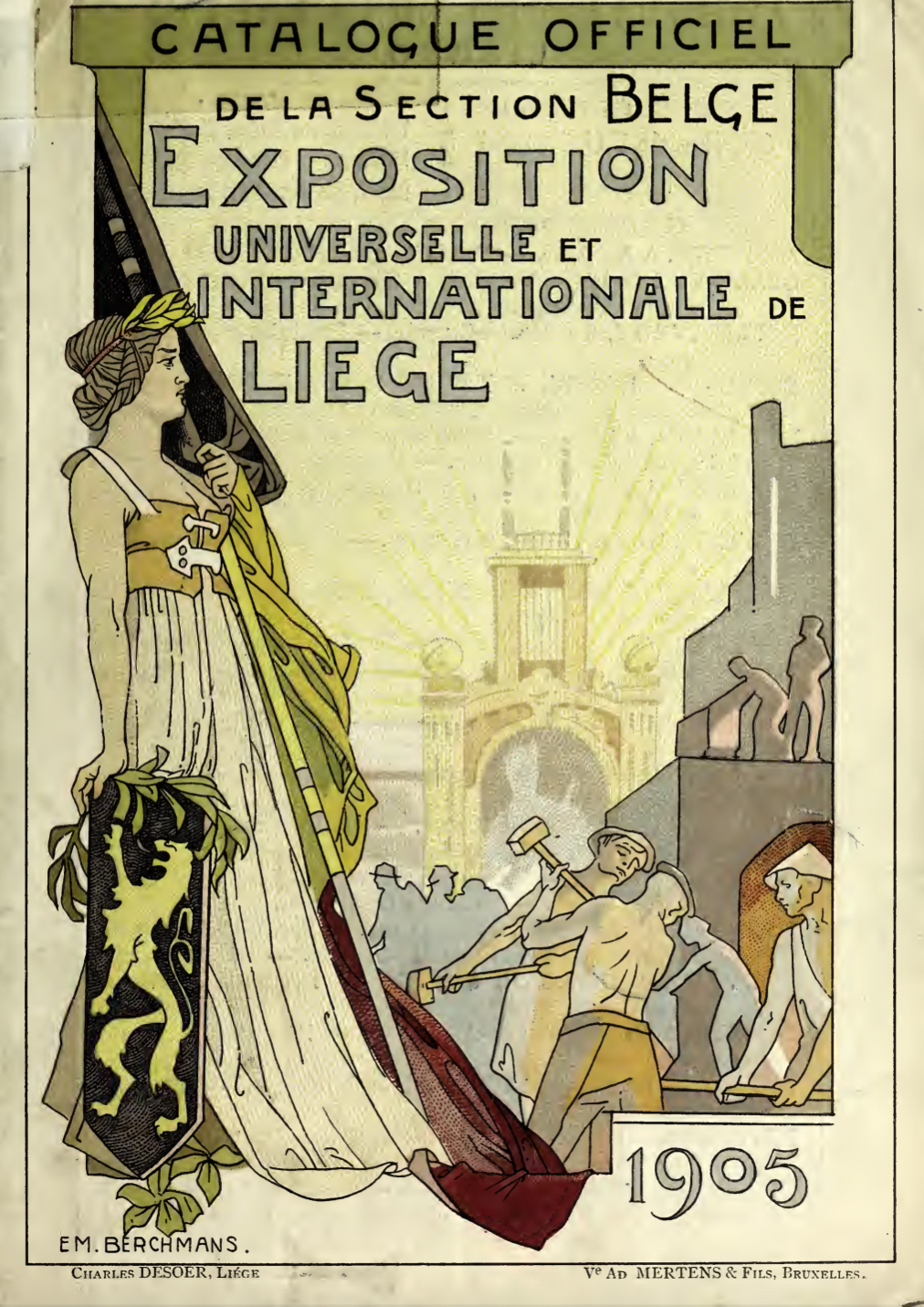
Exposition universelle de Liège de 1905, Catalogue officiel de la section belge, 1905 (lithographie en couleurs ; frontispice), Liège, Charles Desoer éditeur.

Berchmans poursuit également son activité artistique durant cette période. Il illustre le frontispice du Catalogue officiel de la section belge et le Diplôme de Médaille d'Or de l'Exposition universelle de Liège de 1905,,. Durant cette dernière, il expose deux peintures, Mélancolie et Vision, à l'Exposition internationale des Beaux-Arts,. En 1907, il effectue un dessin pour la couverture de l'ouvrage Les Farces de Sambre-et-Meuse de Maurice des Ombiaux. En 1910, il travaille avec Gustave Serrurier-Bovy à la décoration du château Wiser à Embourg. Enfin, il est membre du comité organisateur de l'Exposition internationale de Liège en 1930.

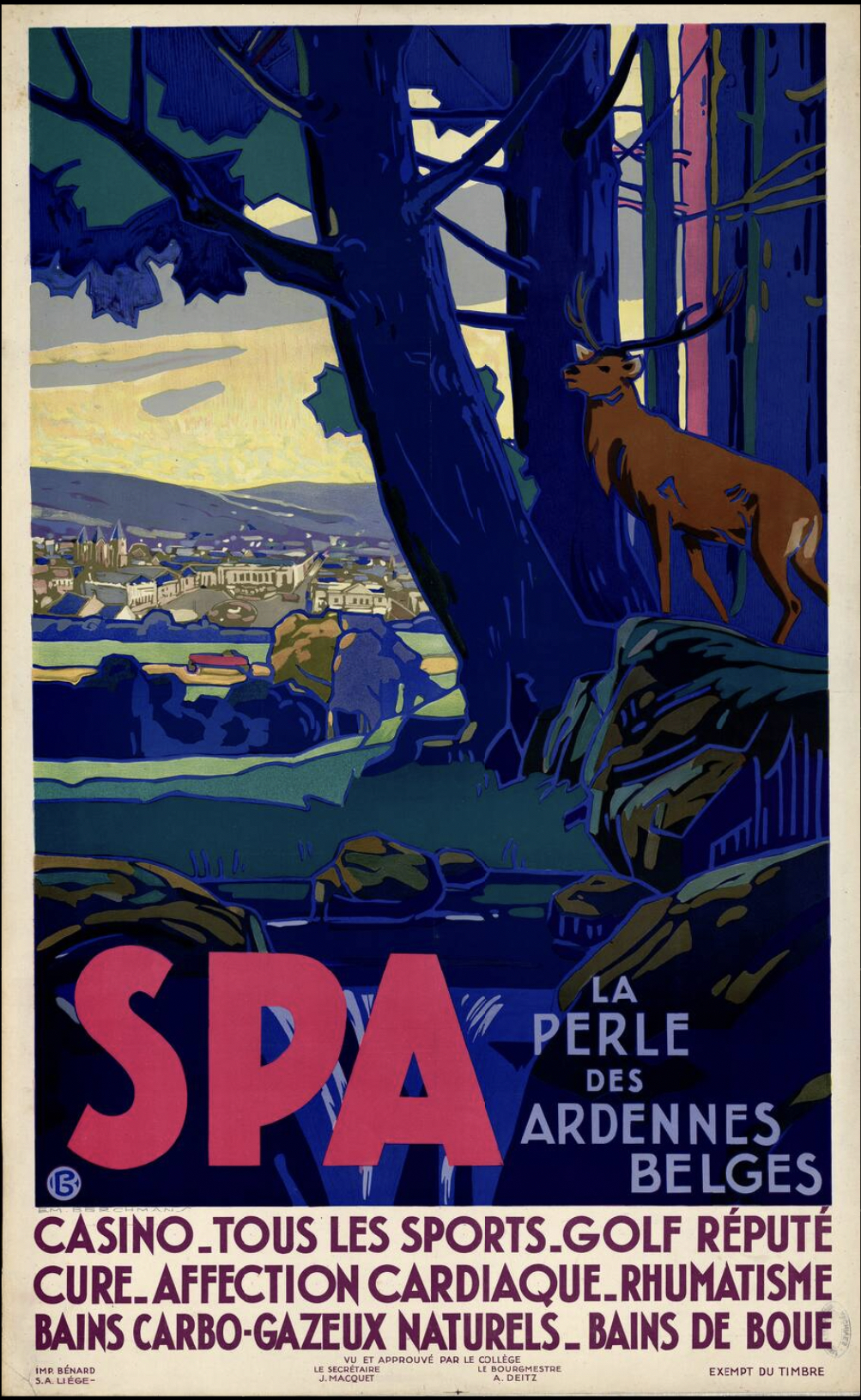
Spa, la perle des Ardennes belges, 1933-1934 (lithographie en couleurs ; inv. Renardy no B-53 ;), Liège, musée de la Vie wallonne.

Parallèlement, il continue jusqu'en 1934 son activité d'affichiste pour l'imprimerie d'Auguste Bénard, transformée en société anonyme en 1908 après le décès de l'imprimeur en septembre 1907,. Armand Rassenfosse, qui est associé de Bénard depuis 1890, reste membre du conseil d'administration de la société anonyme jusqu'à son décès en 1934.
En 1907, Maurice des Ombiaux fournit l'un des rares commentaires qui laisse entrevoir la personnalité de l'artiste. Il pointe que lors d'un premier contact, l'artiste « apparaît réservé et même froid », et que cette attitude n'est ni « timidité ou raideur » mais découle du fait que Berchmans a « un sentiment très haut de sa dignité et qu'il n'entend point galvauder sa cordialité ». En résumé, « il ne se donne point facilement ». Des Ombiaux, ayant établi que la retenue d'Émile Berchmans « ne sert donc qu'à éloigner les importuns », remarque que « dès que l'on a acquis sa sympathie, on constate vite combien sa nature est fine et vibrante » et que « son amitié est pleine de prévenance et de délicatesse ». Il conclut son analyse : « Berchmans est d'une grande distinction d'esprit et de sentiments, s'il parle peu, l'effusion de ses regards est plus significative que bien des mots et des phrases. »

### Dernières années à Bruxelles (1934-1947)
En 1934, il se fixe à Bruxelles,, où il meurt quelques jours avant son 80e anniversaire le 5 novembre 1947,. Il est inhumé au cimetière de Robermont à Liège.

## Œuvre

### Style et techniques artistiques
Émile Berchmans s'illustre dans le maniement de nombreuses techniques artistiques : dessin, pastel, peinture à l´huile, aquarelle, gouache, et lithographie (ainsi que quelques essais à la pointe sèche, l'eau-forte, l'aquatinte ou au vernis mou) dans des genres tels que le portrait, la nature morte, le nu, la scène de genre ou les compositions allégoriques et symboliques,,. Il développe un style décoratif et synthétique, proche du symbolisme de Pierre Puvis de Chavannes,,.

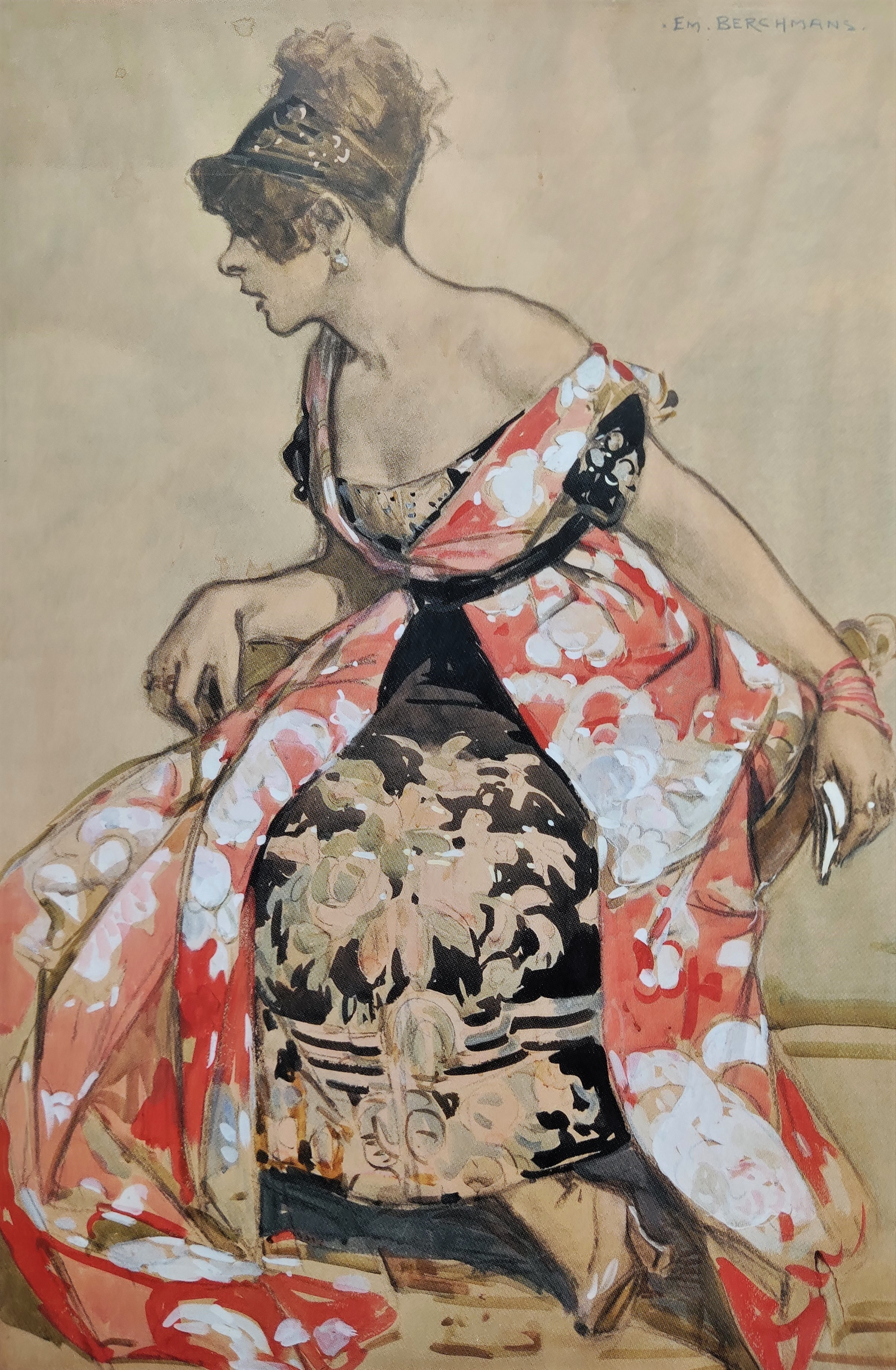
Portrait de Nade Martiny, 1918-1924 (fusain, aquarelle, gouache et encre de Chine ; inv. Renardy no G-13 ;), Liège, La Boverie.

Il utilise différentes formes d'art pour s'adapter aux sujets abordés, comme le note Albert Moxhet :

« Le talent d'Émile Berchmans est multiple parce que, généralement, appliqué à des techniques différentes et subordonné au sujet traité. Ayant conservé de l'enseignement reçu d'Adrien de Witte, un sens très solide de la composition, le peintre peut varier son expression : proche de l'Art Nouveau dans les affiches et les thèmes mythologiques, son pinceau se fait différent dans sa peinture de chevalet où il sera tour à tour symboliste, réaliste, intimiste, et, dès 1910, plus impressionniste, sous l'influence peut-être d'Auguste Donnay, avec qui Berchmans allait volontiers peindre sur le motif. »

D'autres auteurs abondent dans le même sens, comme Maurice des Ombiaux qui signale qu'« Émile Berchmans, comme Auguste Donnay, plient leur talent aux nécessités de la commande » et que « la souplesse de Berchmans s'accommode de toutes les difficultés, on dirait même qu'il les recherche pour la joie d'exercer son ingéniosité naturelle », ou encore Vittorio Pica (cité par Alfred Micha) qui remarque que « cet artiste possède une souplesse de talent et une chaleur d'imagination vraiment surprenantes qui lui font traiter avec une égale aisance les sujets les plus variés, changeant de technique comme il change d'inspiration ».
Jules Bosmant détecte chez Berchmans « une souplesse ondoyante, un goût délicat, un esprit plein d'images aimables et de métaphores ingénieuses » et observe qu'il a « a prouvé son goût et sa gracieuse imagination dans bien des œuvres qui suffisent à assurer sa réputation ». Jeanne de la Ruwière, quant à elle, met en avant l'apport à l'art wallon de ceux que Maurice des Ombiaux et Jules Bosmant ensuite ont baptisé comme Les Quatre : « Auguste Donnay fut avec Rassenfosse, Émile Berchmans et Maréchal parmi les premiers peintres, graveurs et dessinateurs wallons qui firent preuve d'une belle originalité. »

### Affiches

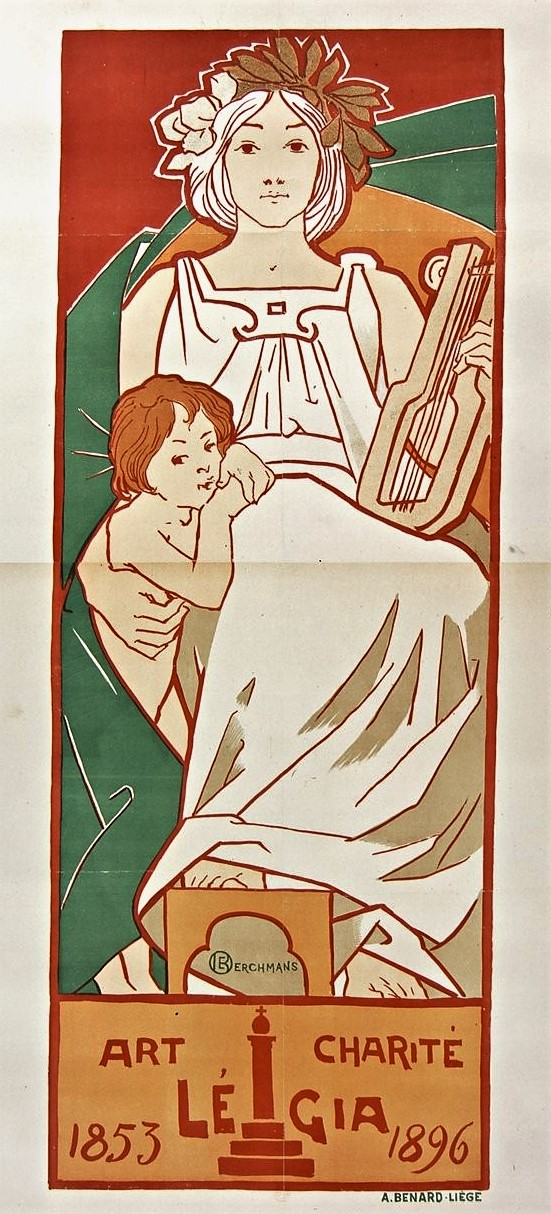
Art Charité - Légia, 1896 (lithographie en couleurs ; inv. Renardy no B-5 ;), Paris, Bibliothèque nationale de France.

Émile Berchmans est considéré comme l'un des « trois excellents affichistes wallons », avec Auguste Donnay et Armand Rassenfosse,, et sa production d'affiches dans la dernière décennie du XIXe siècle est l'un des éléments qui lui permet de consolider sa réputation en tant qu'artiste. Les affiches qu'il réalise composent une part importante de son œuvre : le catalogue établi par Cécile Renardy en 1978 dénombre 65 affiches et affichettes publicitaires. Dans cette catégorie sont incluses toutes les estampes qui annoncent ou commentent un produit ou un événement, mais aussi la lithographie qui illustre le Diplôme de Médaille d'Or de l'Exposition universelle de Liège de 1905. Le catalogue est néanmoins incomplet, des affiches connues n'y étant pas listées alors que certaines sont présentes dans les collections de plusieurs musées, comme Le tout Liège au Kursaal de Chaudfontaine et Union artistique. Exposition d'œuvres d'art en la salle de […] de la bibliothèque nationale de France ou l'Institut commercial des industriels du Hainaut du musée national d'Art de Catalogne.
Dans les affiches qu'il réalise, Émile Berchmans « donne d'autant plus de vigueur aux aplats de couleurs qu'il les souligne par le dessin » et il se distingue donc en particulier comme coloriste. L'auteur et artiste Maurice Bauwens, pour sa part, signale qu'il « possède admirablement le sens de la composition et de la coloration » et que « toutes les affiches d'Émile Berchmans ont une réelle originalité et se différencient absolument les unes des autres ». Alexandre Demeure de Beaumont pointe que, dans ses affiches, Berchmans a « la majesté de l'Académie et le rayonnement de la couleur » et qu'il a pour lui « la force et la noblesse sous l'éclat et la variété des teintes ». Jules Bosmant considère que l'artiste « a composé d'admirables affiches : les plus claires, les plus spirituelles, les plus légères peut-être que jamais l'Art belge ait produites ». Enfin, Fabienne Dumont ajoute : « [Émile Berchmans] crée des compositions sobres, aux formes en aplats de couleurs vives, soulignées d'un cerne. The Fine Art… est une de ses plus célèbres compositions ; datée de 1895, elle est stylisée, sobre et reflète l'influence de l'Art nouveau [souples arabesques du fond, très décoratives]. » Plusieurs commentateurs détectent également l'influence du japonisme dans ses affiches,.
Parmi les nombreuses affiches créées par Émile Berchmans, Maurice des Ombiaux loue particulièrement certaines de ses créations : « D'Émile Berchmans, il faut citer en première ligne : La Legia, La Musique, le Bock de Koekelberg, The Fine Art, L'Amer Mauguin, Pôle Nord, où la sûreté du dessin se marie à l'éclat de la couleur, où la vigueur n'oublie jamais d'être élégante. On pourrait encore en citer d'autres qui firent, autant que celles-là, le renom de l'artiste à l'étranger. »
Maurice Bauwens commente dans l'ouvrage Les Affiches étrangères illustrées plusieurs affiches de l'artiste, dont certaines sont par ailleurs déjà mentionnées par Maurice des Ombiaux :
- « Sa première affiche pour une Exposition d'Architecture et d'Art décoratif séduit par une charmante simplicité de tons et de lignes ; le mouvement de la jeune fille qui dépose une gerbe sur un chapiteau est absolument gracieux[80]. »
- « L'amusante affiche qu'il a exécutée pour l'ouverture du Pôle Nord à Bruxelles est moins personnelle que ses autres œuvres[89]. »
- « M. Berchmans a dessiné pour le Sunlight Savon une affiche qui est un petit chef-d'œuvre : une mère lave son enfant, tandis que celui-ci insouciant lance des bulles de savon. Ce délicieux spécimen d'affiche, qui ne forme qu'une bande assez petite, réunit toutes les qualités spéciales de l'annonce murale ; il montre bien à quel magnifique résultat un artiste peut arriver avec des moyens fort simples et une fraîcheur de tons charmante[89]. »
- « Nous tenons à mentionner spécialement une curieuse pièce affichée à Paris et faite pour l'Art Indépendant. Le texte fort long de cette affiche se fusionne si agréablement avec le dessin, que, loin de lui enlever sa légèreté, il le complète d'intéressante façon[93]. »

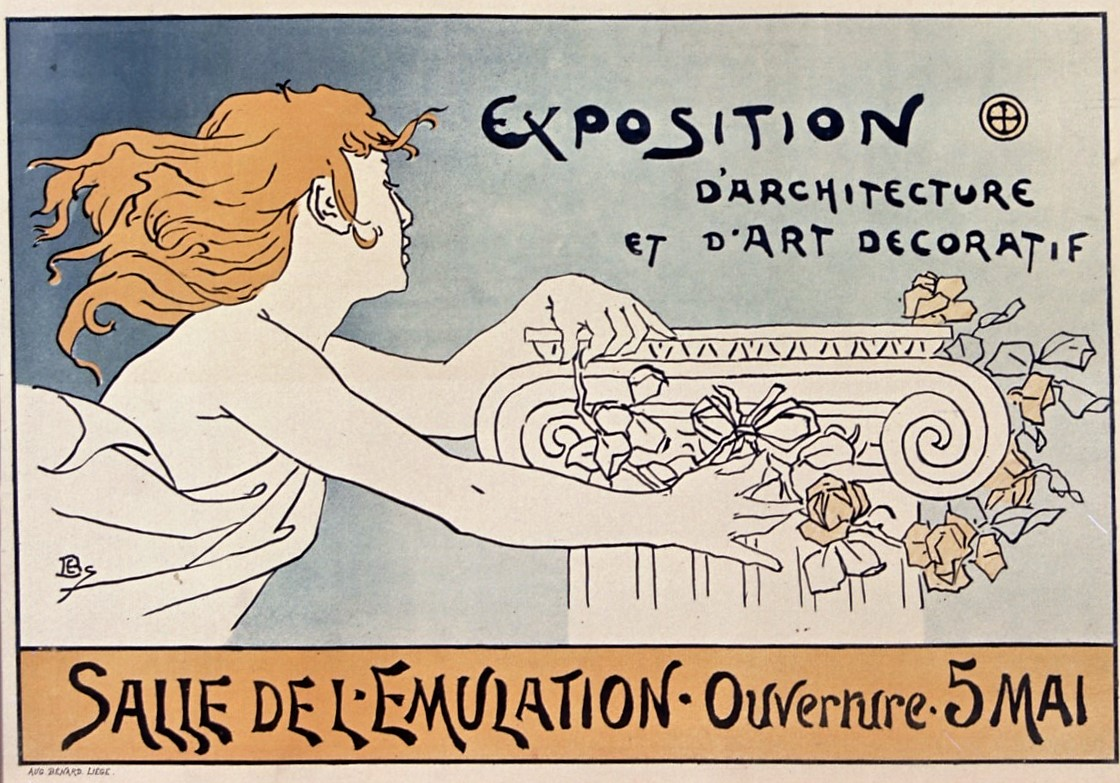
Exposition d'Architecture et d'Art décoratif, vers 1895 (lithographie en couleurs ; inv. Renardy no B-22 ; 55 × 73 cm), Paris, Bibliothèque nationale de France.
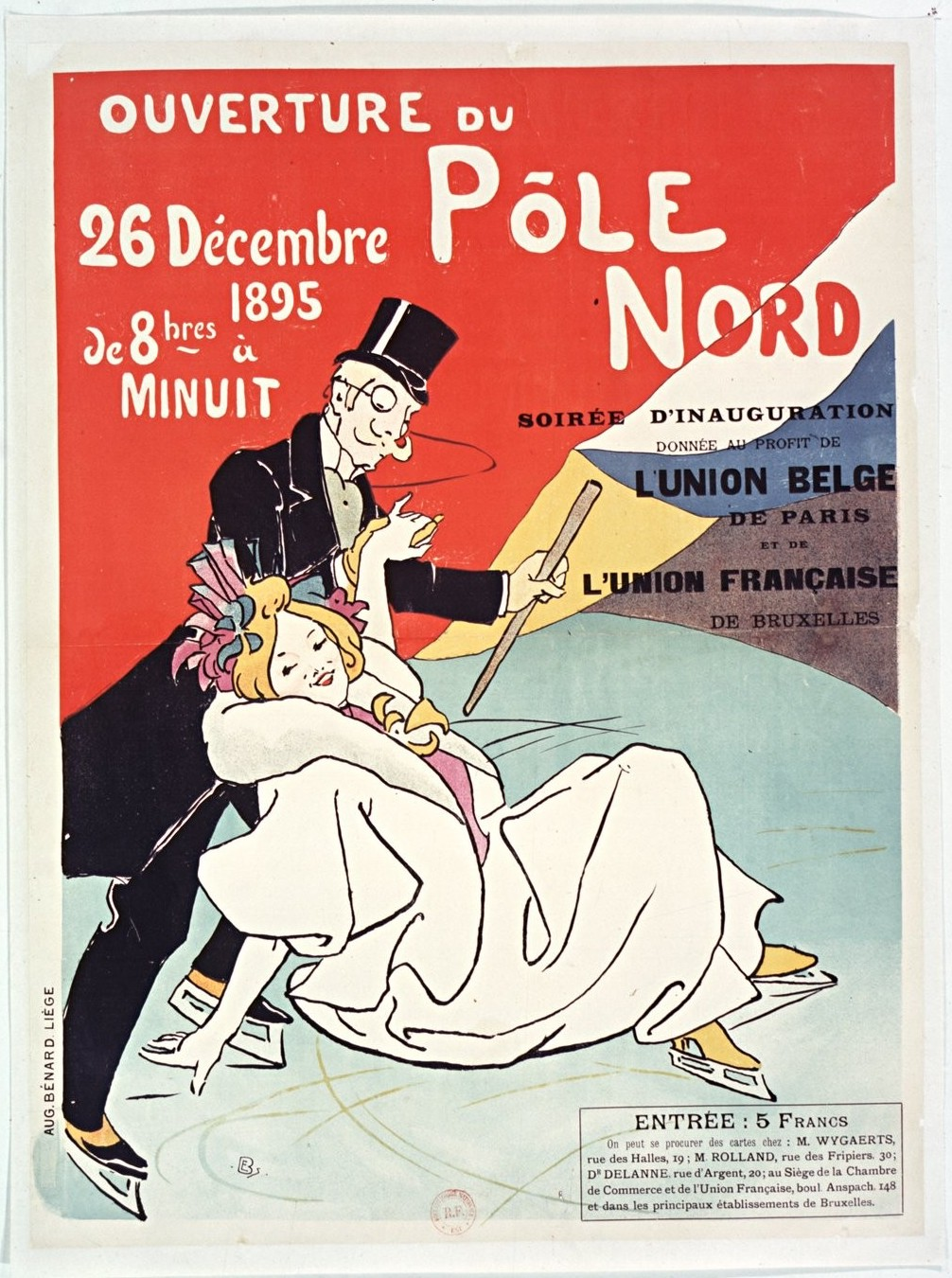
Ouverture du Pôle Nord, 1895 (lithographie en couleurs ; inv. Renardy no B-43 ; 80 × 65 cm), Paris, Bibliothèque nationale de France.
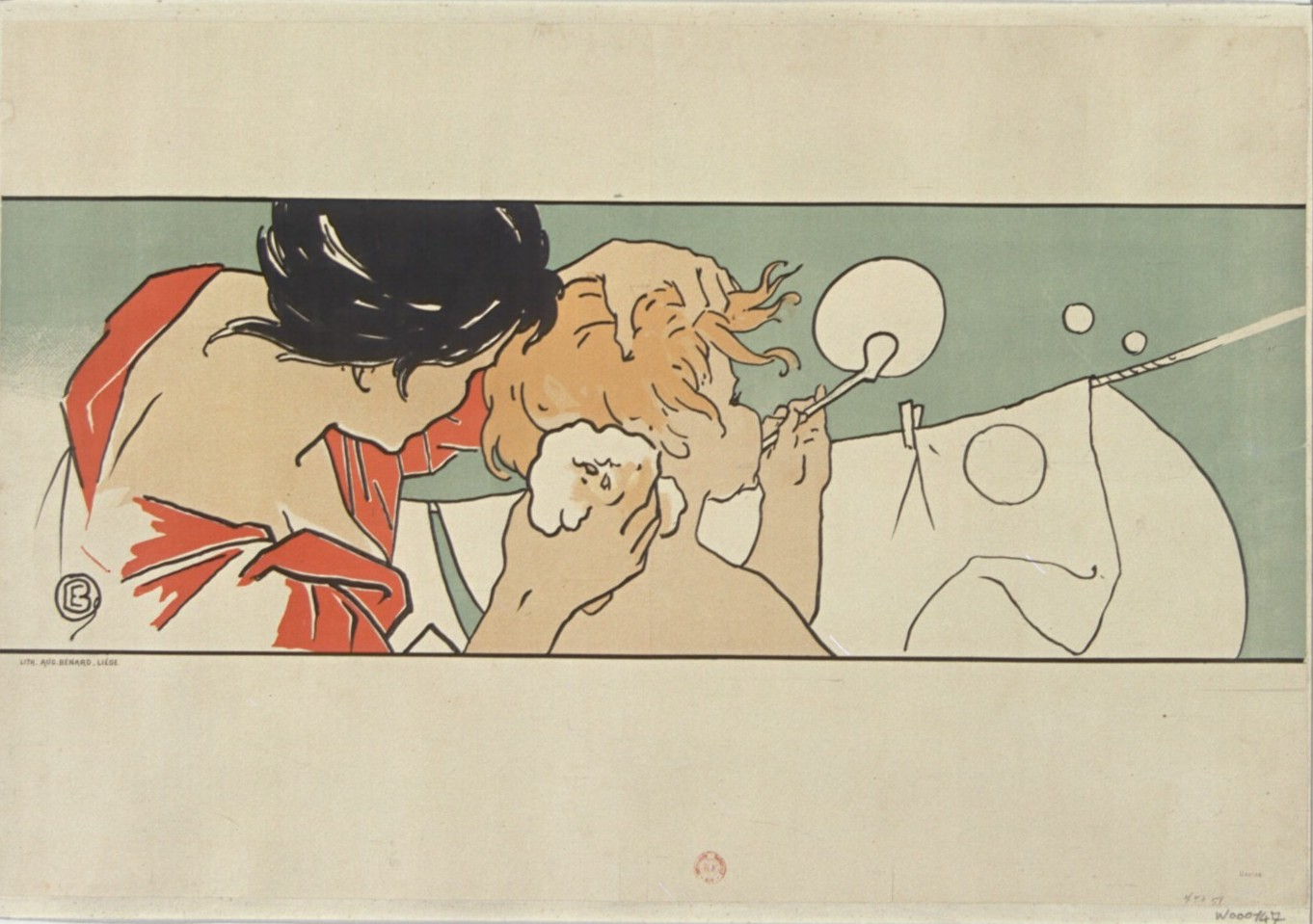
N'employez que le Sunlight Savon, vers 1900 (lithographie en couleurs avant la lettre ; inv. Renardy no B-39 ; 51 × 75 cm), Paris, Bibliothèque nationale de France.
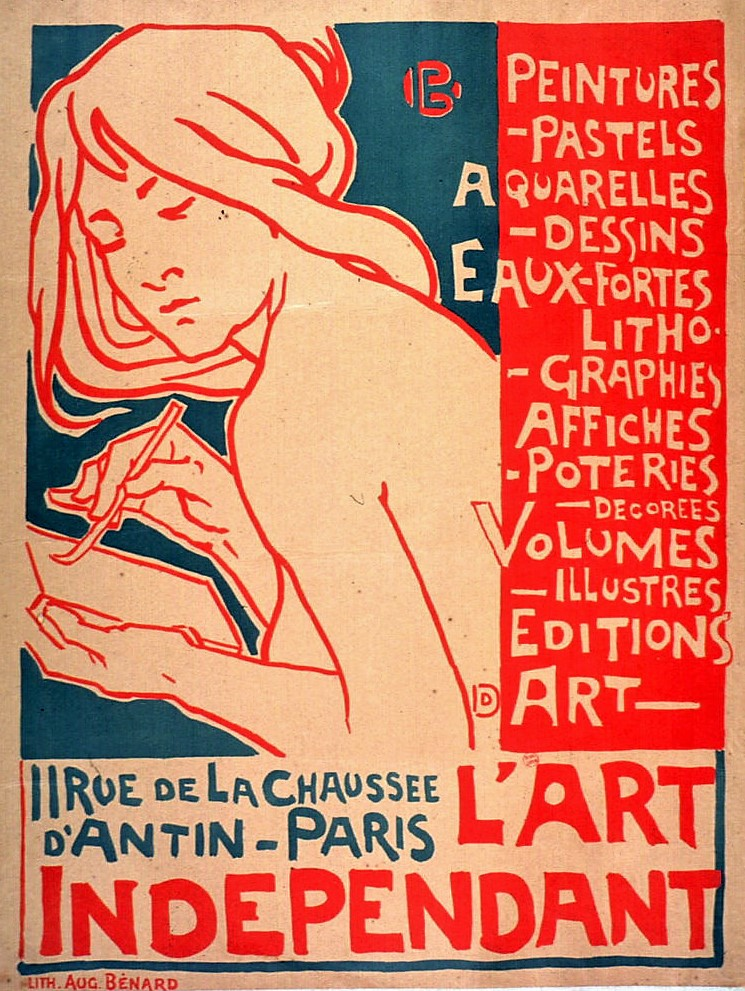
L'Art Indépendant, 1897 (lithographie en couleurs ; inv. Renardy no B-44 ; 60,7 × 45 cm), collection privée.

#### La Compagnie lyonnaise:Exposition des nouveautés d’hiver(1888) etPrintemps été(1890)

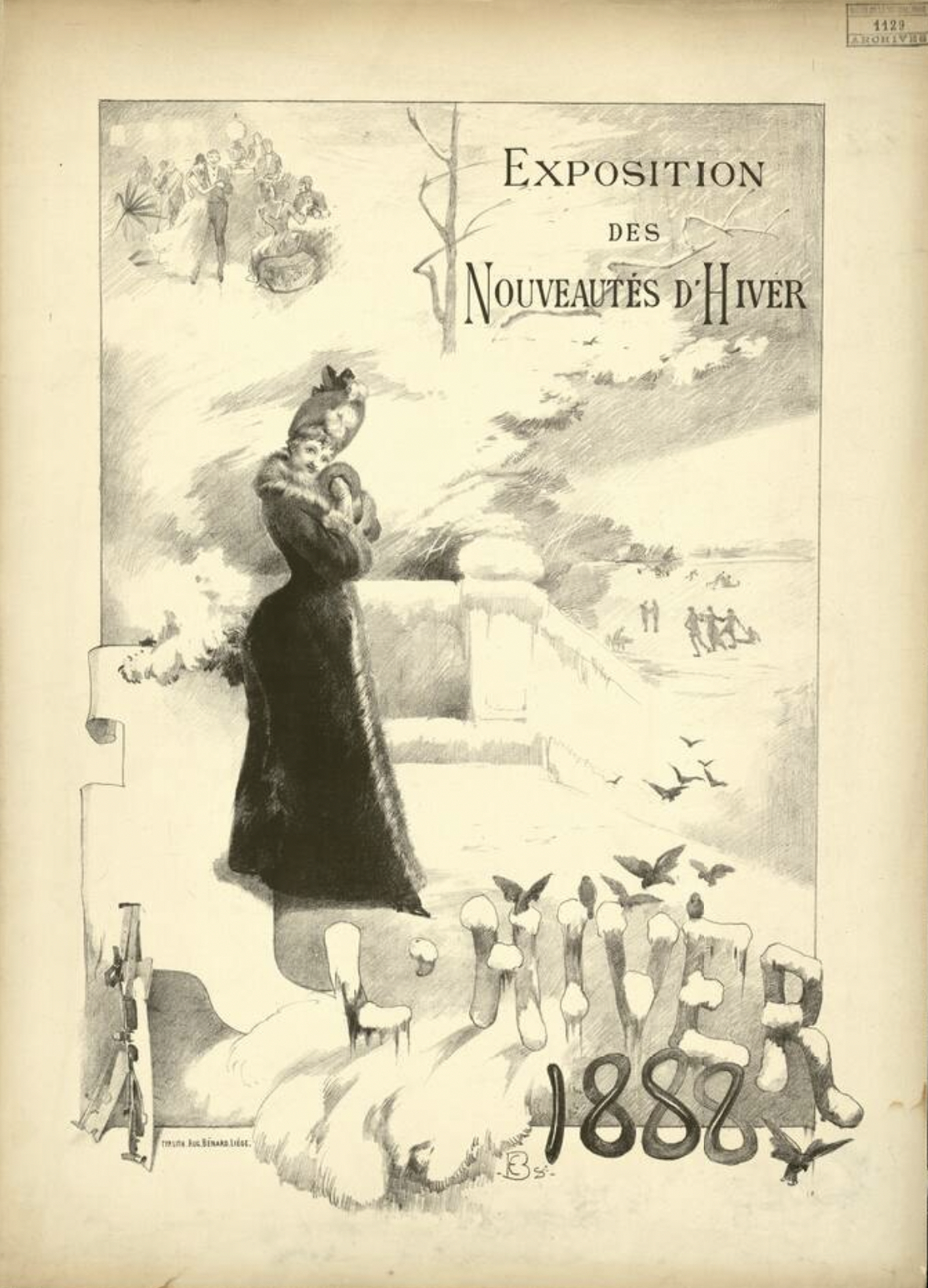
Exposition des Nouveautés d'Hiver, 1888 (lithographie ; inv. Renardy no B-24 ;), Liège, musée de la Vie wallonne.

Les affiches sont réalisées pour la Compagnie lyonnaise, qui est « l’une des boutiques de confection les plus réputées à la Belle Époque ». Constituée entre 1862 et 1873, elle opère jusqu’en 1909. En plus de son principal point de ventes situé à Liège au coin des rues Cathédrale et de l'Université, elle a deux succursales à Spa et Namur.
Les patrons de la compagnie réalisent des campagnes publicitaires de qualité, sous forme d’affiches, prospectus ou dépliants, afin de promouvoir leurs produits. Émile Berchmans réalise deux affiches pour la Compagnie lyonnaise, la première Exposition des nouveautés d’hiver date de 1888 et elle est probablement destinée « à être placée en vitrine ou à l’intérieur du magasin » alors que la seconde Printemps été date de 1890 et elle est sûrement une affiche d’extérieur.

#### Association pour l'encouragement des beaux-arts de la ville de Liège(1896)

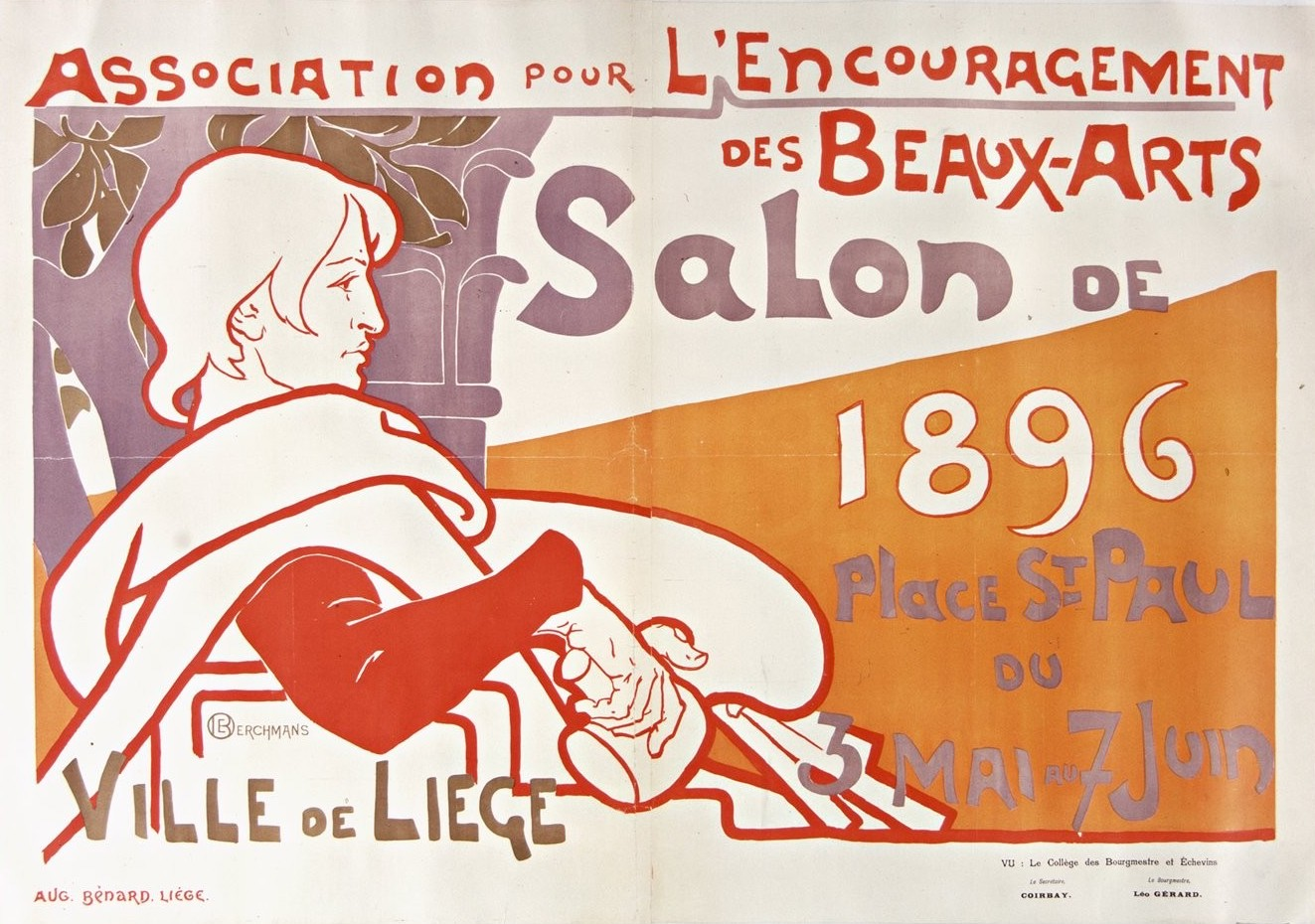
Association pour l'encouragement des beaux-arts de la ville de Liège, 1896 (lithographie en couleurs ; inv. Renardy no B-6 ;), Paris, Bibliothèque nationale de France.

L'affiche, réalisée en 1896 pour l'Association pour l'encouragement des beaux-arts de la ville de Liège, est reproduite dans Les Maîtres de l'affiche (planche 108), mais aussi dans plusieurs autres ouvrages dédiés aux affiches comme Les Affiches étrangères illustrées et L'Affiche belge d'Alexandre Demeure de Beaumont, et dans différents catalogues d'exposition tels que La Belle Époque : Belgians Posters et L'Affiche belge : 1892-1914.
Berchmans y représente l'allégorie des arts plastiques sous les traits d' « un jeune homme, l'air sévère et noble, qui tient la palette du peintre dans la main gauche et le maillet du sculpteur dans le main droite ». Demeure de Beaumont, quant à lui, la décrit dans L'Affiche belge : « L'artiste, de ligne sévère et noble, se repose un instant de l'œuvre accomplie. Il la
regarde, cherchant les imperfections à corriger, prêt à tout détruire si plus tard il devait rougir du nouveau-né. Le repos c'est encore l'action : l'activité qui se recueille pour les efforts prochains. »

#### Amer Mauguin(1895) etBock de Koekelberg(1896)

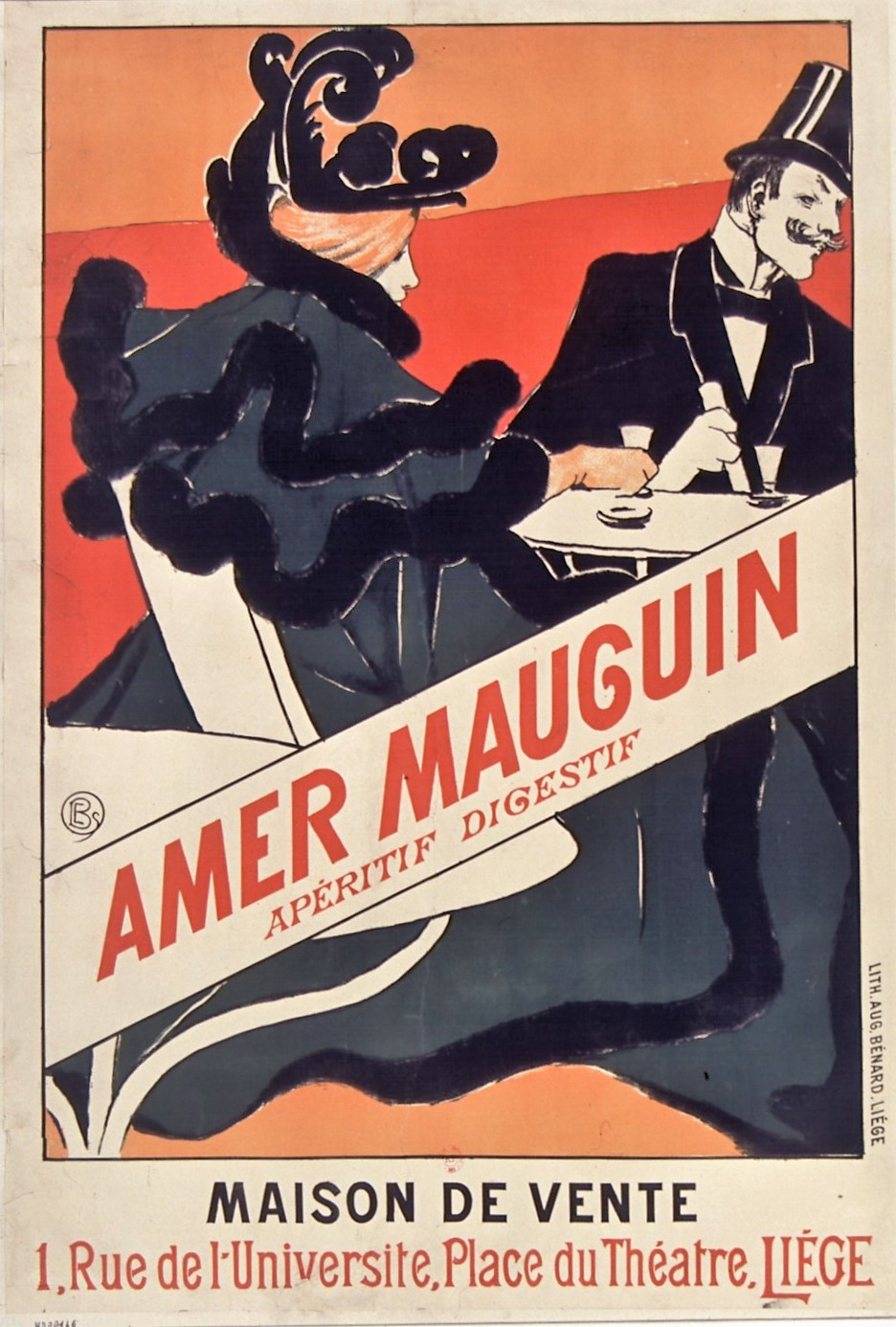
Amer Mauguin, 1895 (lithographie en couleurs ; inv. Renardy no B-2 ;), Paris, Bibliothèque nationale de France.

Alexandre Demeure de Beaumont fournit une originale description de la scène dépeinte par l’artiste dans l'affiche Amer Mauguin : « Il a rencontré une jolie femme, le corps gentiment moulé dans une robe vert sombre, dissimulant le frisson frileux de son épiderme délicat sous un collet à double rang de fourrures. Avec son flair de boulevardier, Il a prévu là une aventure galante qui remplirait agréablement le vide oisif de sa nuit. Et aussitôt, brusquant l'assaut, Il a offert l’Aper, accepté comme offert. Sans rien dire encore, ils s’observent. Elle, du coin de l’œil, tout en sirotant sa liqueur, estime la générosité du quidam, tout de même que Lui soupèse la valeur marchande, « l’étoffe » de la petite dame, et son inventaire est bien plus vite fait, favorable d’ailleurs – cependant qu’Elle, pas encore fixée, repose lentement le petit verre sur la sous-tasse – car déjà Il s’appuie sur sa canne et se soulève pour un geste de départ,. »

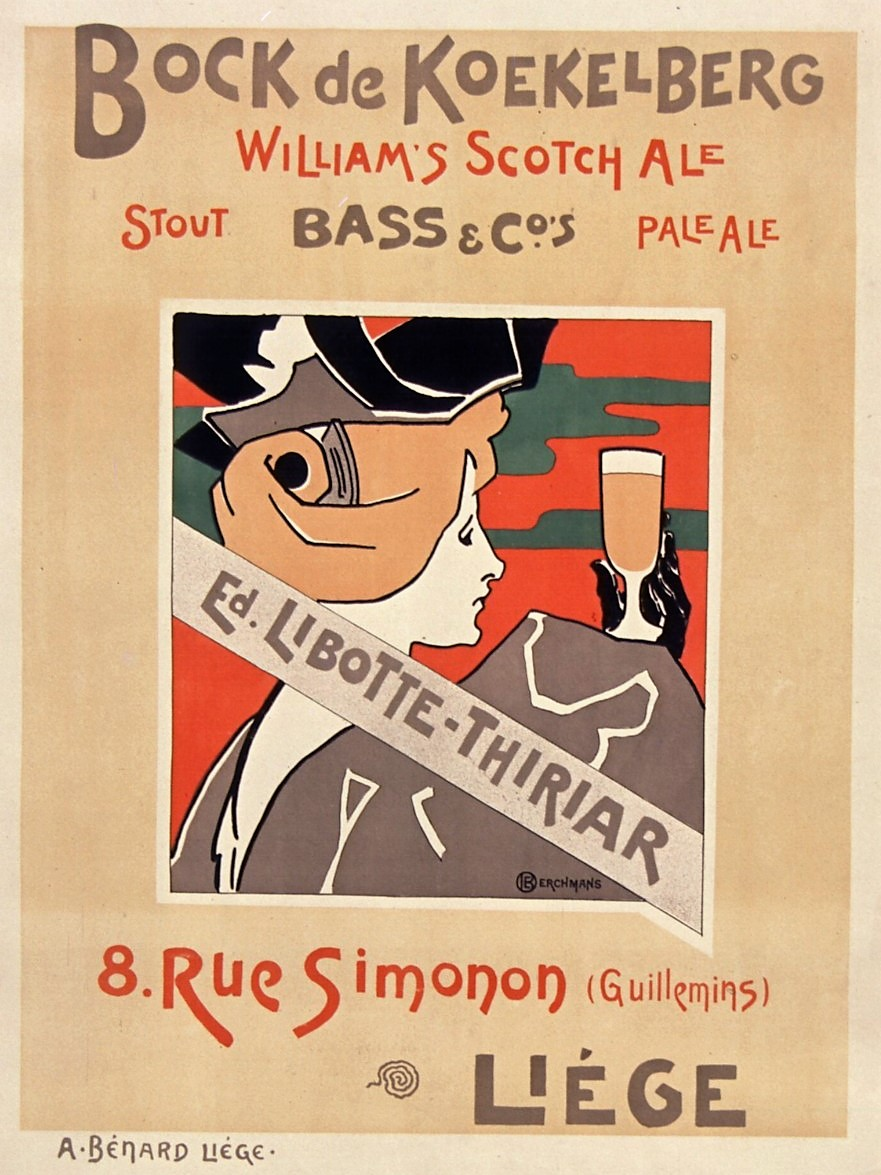
Bock de Koekelberg, 1896 (lithographie en couleurs ; inv. Renardy no B-10 ;), Paris, Bibliothèque nationale de France.

Le produit annoncé, l’Amer Maguin, est « une production originale de la maison éponyme, spécialiste de l’épicerie fine ». Comme le remarque l'historien de l'art Jean-Patrick Duchesne, cette affiche, tout comme celle du Bock de Koekelberg, anticipe le procédé du texte en biais, « accrocheur d’œil », qui est souvent utilisé depuis dans la publicité moderne.
Maurice Bauwens se centre surtout sur l'influence de l'art japonais dans l'affiche du Bock de Koekelberg que Berchmans réalise en 1896 : « M. Libotte-Thiriar annonce sa brasserie par une des meilleures affiches d'Émile Berchmans ; elle représente une jeune femme levant un verre de bière. L'affichiste liégeois, qui recourt souvent aux teintes plates, s'est cette fois directement inspiré des Japonais. Certains critiques le blâmeront sans doute d'avoir mis à profit sa science de l'art japonais, mais je ne pense pas que les Anglais aient seuls le privilège d'appliquer à la décoration les étonnants procédés de cet art. »
Les deux affiches sont reproduites dans Les Affiches étrangères illustrées et L'Affiche belge de Demeure de Beaumont.

#### The Fine Art and General Insurance:Assurances contre le vol de bijoux(1896 et 1897)
Les deux affiches, qui datent de 1896 et 1897, sont réalisées pour la compagnie d’assurance The Fine Art and General Insurance, société dirigée par le critique d’art Maurice Siville qui a collaboré avec Auguste Bénard en tant que rédacteur en chef de Caprice Revue en 1888-1889.

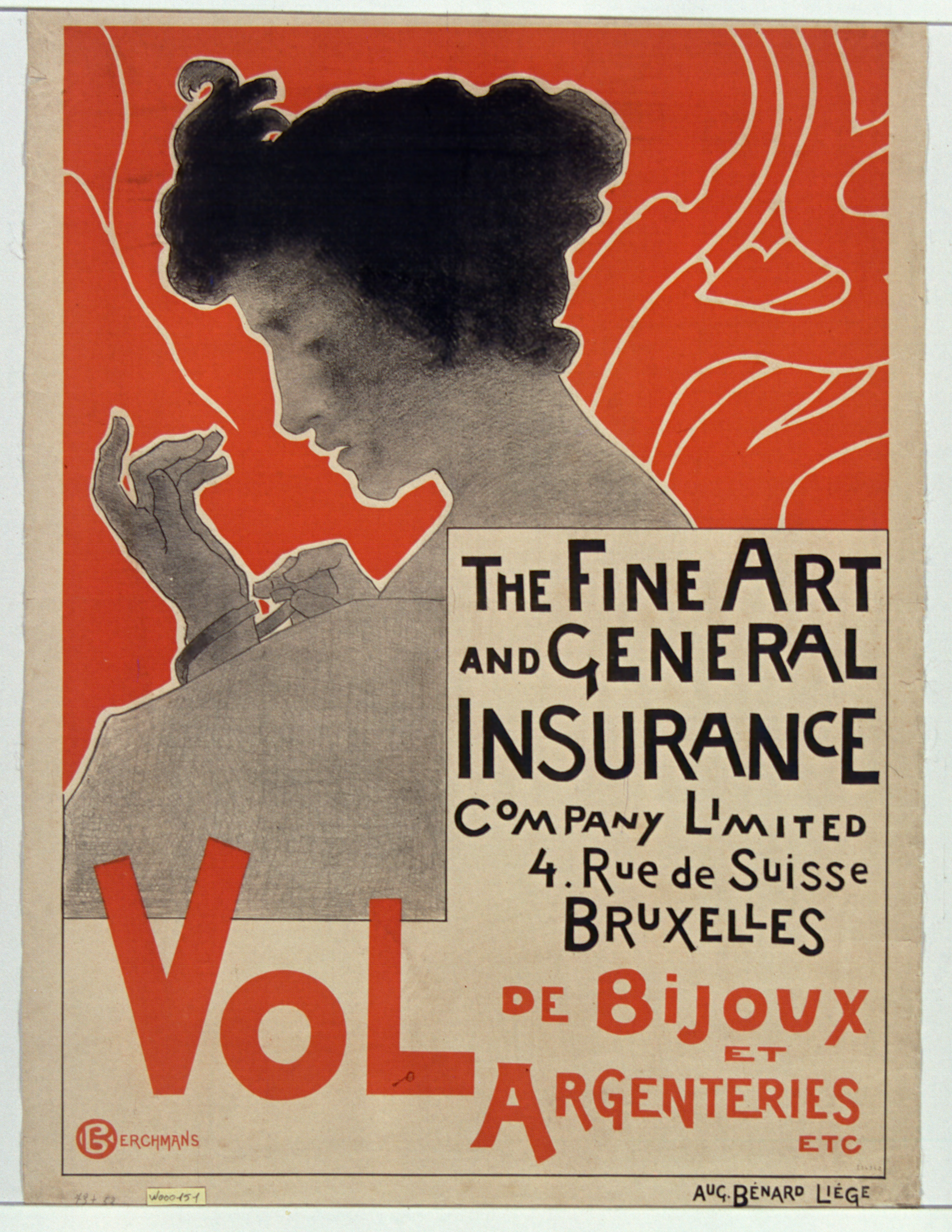
The Fine Art and General Insurance, 1896 (lithographie en couleurs ; inv. Renardy no B-29 ;), Barcelone, musée national d'Art de Catalogne.

Dans la première œuvre de 1896, Émile Berchmans représente le profil d’une jeune femme qui apparaît menacée « par les flammes sur lesquelles elle se détache » ainsi que par « les traits formés par le « V » et le « L » du mot « Vol », agrandies au point de mordre sur le bas du buste ». Cette dernière caractéristique confirme l’intérêt que l’artiste porte au « potentiel expressif de la typographie ». Demeure de Beaumont dépeint dans un style imagé la scène représentée par Berchmans : « Dans une vision d'incendie, une jeune femme fait jour le fermoir de son bracelet, sans crainte des voleurs ni autres accidents multiples où s'effrite la richesse. Que redouterait-elle ? Elle est assurée. Elle pense que peut-être en ce même moment,
telle de ses amies a perdu le bijou le plus brillant de sa parure, ravi par la main subtile d'un pickpocket, fondu dans le brasier d'une maison effondrée, et cette idée est si vive qu'elle croit voir au loin comme un reflet de flammes échevelées. » Jean-Patrick Duchesne estime que l’affiche est réalisée « tout en délicatesse » dans un style proche de celui d’Adrien de Witte. Maurice Bauwens, quant à lui, la présente comme une « excellente affiche pour une compagnie d'Assurance contre le vol de bijoux : un fond rouge, adroitement disposé, fait ressortir le dessin, d'une finesse merveilleuse ». L'œuvre est reproduite dans plusieurs ouvrages comme Les Affiches étrangères illustrées, L'Affiche belge de Demeure de Beaumont, l'Histoire de l'affiche de B. Hillier mais aussi dans différents catalogues d'exposition tels que La Belle Époque : Belgians Posters et L'Affiche belge : 1892-1914 et dans le numéro d'avril 1898 du magazine culturel The Artist.

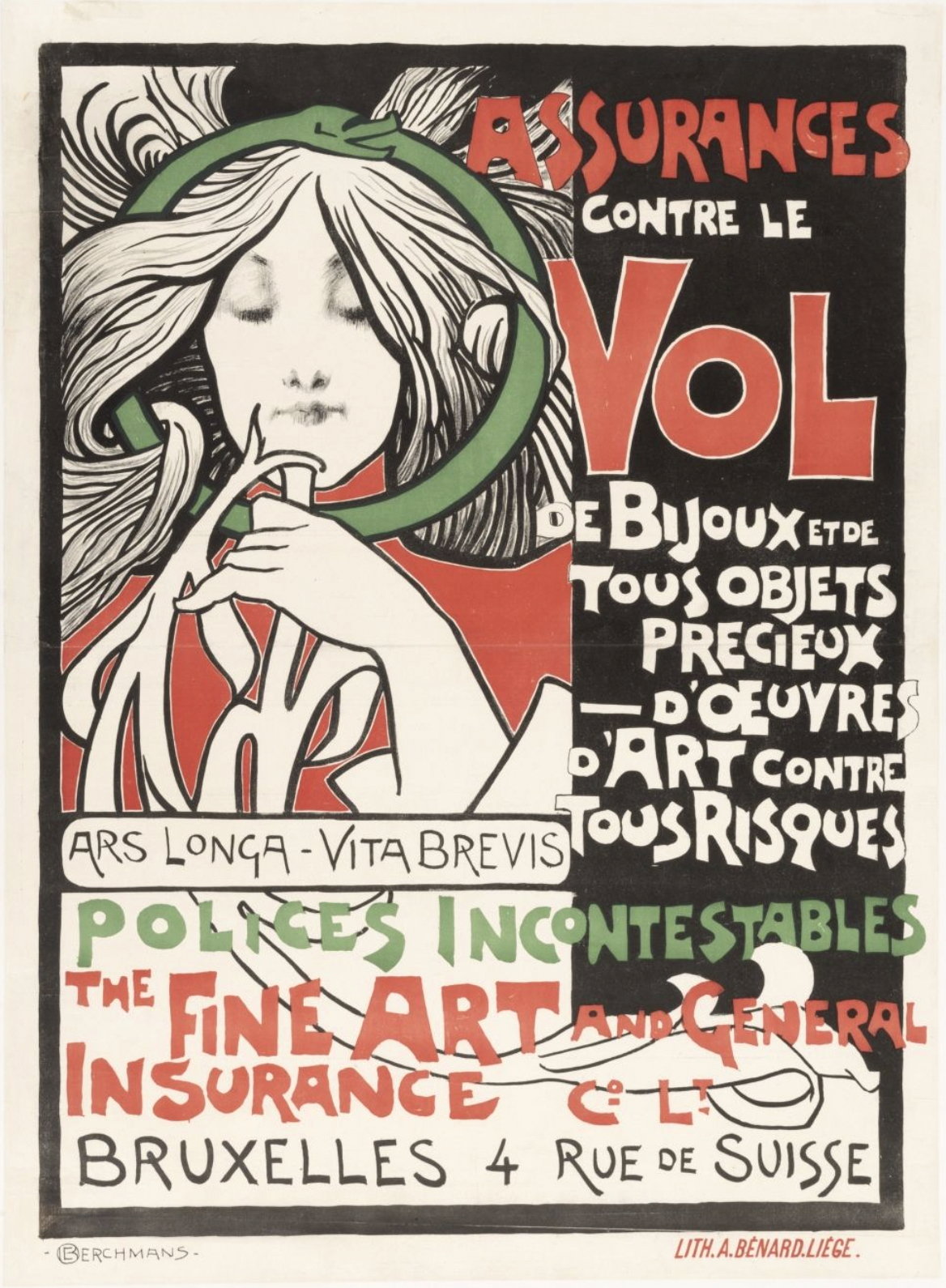
Assurances contre le vol de bijoux, 1897 (lithographie en couleurs ; inv. Renardy no B-7 ;), collection privée.

Maurice Bauwens commente à propos de la seconde affiche réalisée en 1897 : « Signalons enfin un magnifique projet destiné à The Fine Art, la Compagnie d'Assurance contre le vol de bijoux […] : un enfant, une merveille de dessin, avec un serpent en manière d'auréole, tient en main un lis brisé, emblème de la vie fugitive, tandis que le serpent, symbolisant l'éternité, justifie la devise ; Ars longa, vita brevis. […] Ce délicieux document, simplement tiré en vert, rouge et noir, ne sera pas placardé avant le mois de décembre prochain […]. » Pour sa part, Demeure de Beaumont y voit une réalisation « merveilleuse de vie, de lumière, de vigueur » et il estime que « Berchmans se montre l'intellectuel qui sait fixer sa pensée en une claire allégorie par le rappel de vieux symboles - la fragilité du lys et l'éternité du serpent - que son talent sait rajeunir ». Cette dernière affiche est également reproduite dans l'ouvrage L'Affiche belge et dans le numéro d'avril 1898 du magazine The Artist.

#### Cycles à chaîne, cycles sans chaîne(1897-1898)
La présente affiche illustre particulièrement les qualités plastiques et les compositions allégoriques typiques des affiches de Berchmans,.

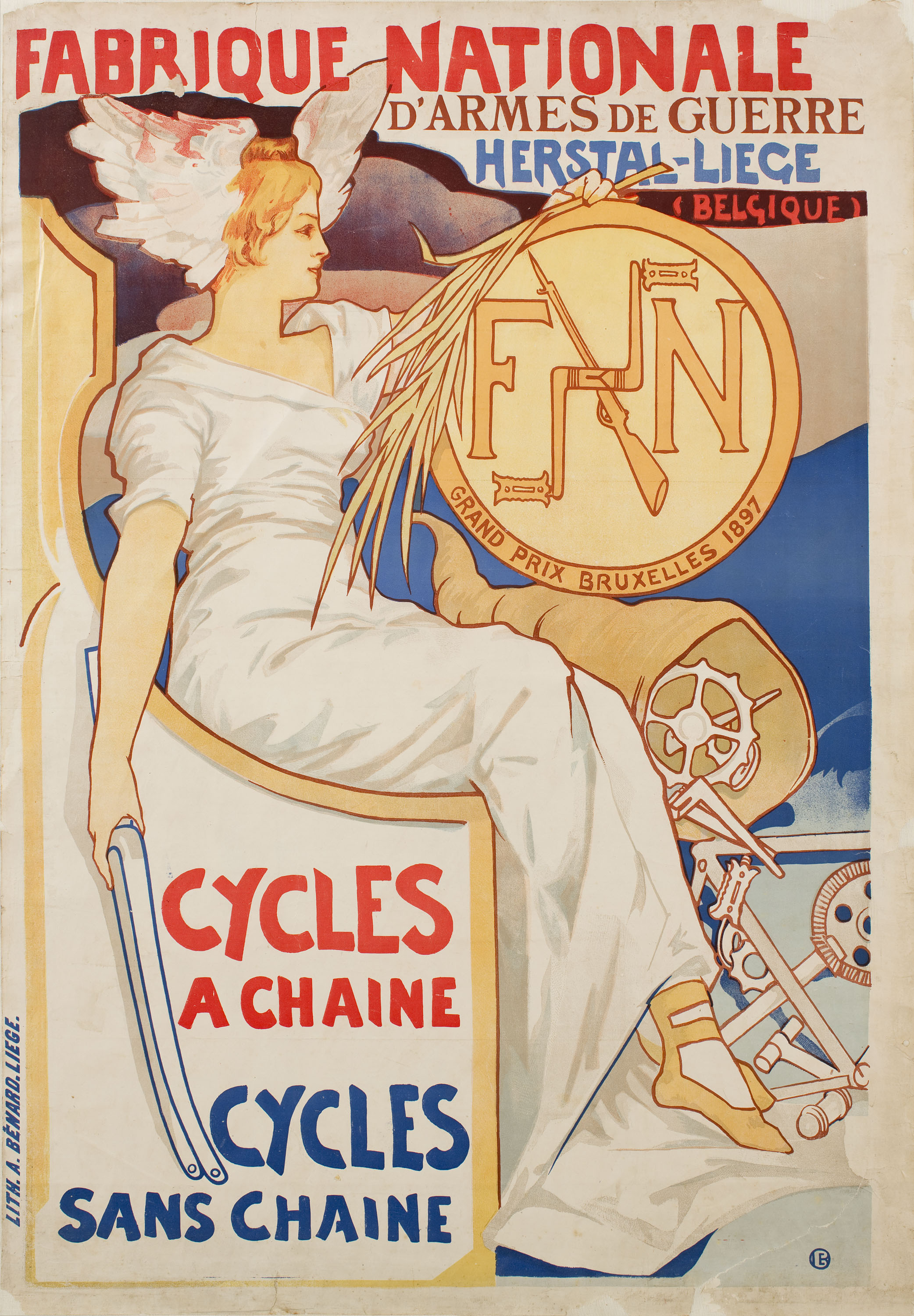
Fabrique Nationale, cycles à chaîne, cycles sans chaîne, 1897-1898 (lithographie en couleurs ; inv. Renardy no B-27 ;), Barcelone, musée national d'Art de Catalogne.

Au sujet de celle-ci, l'historien Alexandre Sumpf souligne dans un article de 2011 « la souplesse du trait et la pureté du coloris » qui dotent la composition de vitalité, et que l'on retrouve, selon son analyse, « dans l'inscription de la marque (Fabrique Nationale) et des produits proposés (cycles à chaîne et cycles sans chaîne), qui se fait en grosses lettres avec des couleurs vives (rouge et bleu) qui tranchent avec le fond blanc ».
Il pointe ensuite « le médaillon qui montre l'emblème de la marque (une paire de pédales croisée d'un fusil entourées des lettres FN, pour Fabrique Nationale) qui rappelle les produits qu'elle propose et qui mentionne la distinction remportée par la bicyclette de la marque à l'Exposition internationale de Bruxelles de 1897 ».
Enfin, il se centre sur « la représentation d'une divinité antique, Niké, déesse ailée (qualité représentée ici à hauteur de tête) de la mythologie grecque qui symbolise la victoire, et qui, dans l'affiche, tient une fourche de vélo à la place du glaive traditionnel. À sa droite, autre référence mythologique, une corne d'abondance, qui regorge de pièces mécaniques (pédalier, boulons, etc.) ».
Alexandre Sumpf affirme ensuite dans son article que l'affiche « insiste sans hésiter sur le thème guerrier (les « victoires », l'emblème et les roues/cibles), exploitant la double vocation d'Herstal (son image de marque) comme un argument de vente auprès des clients » et que l'excellence technique de la marque et du produit est évoquée par l'abondance du motif mécanique (les pièces détachées) et les mentions des distinctions. L'ensemble suggère une « notion de victoire » : la marque est « performante et, ses « armes » à la main, fin prête à conquérir un nouveau terrain en battant les autres (succès aux concours), tout comme les militaires qu'elle équipe le font dans leur domaine ».
Jean-Patrick Duchesne met en avant les « qualités plastiques » de cette affiche : « souplesse du dessin, qui confère à l'allégorie une vitalité d'habitude refusée à ses paires, fraîcheur du coloris, éclat du blanc du papier ».

#### Diplôme de Médaille d'Or de l'Exposition universelle de Liège (1905)

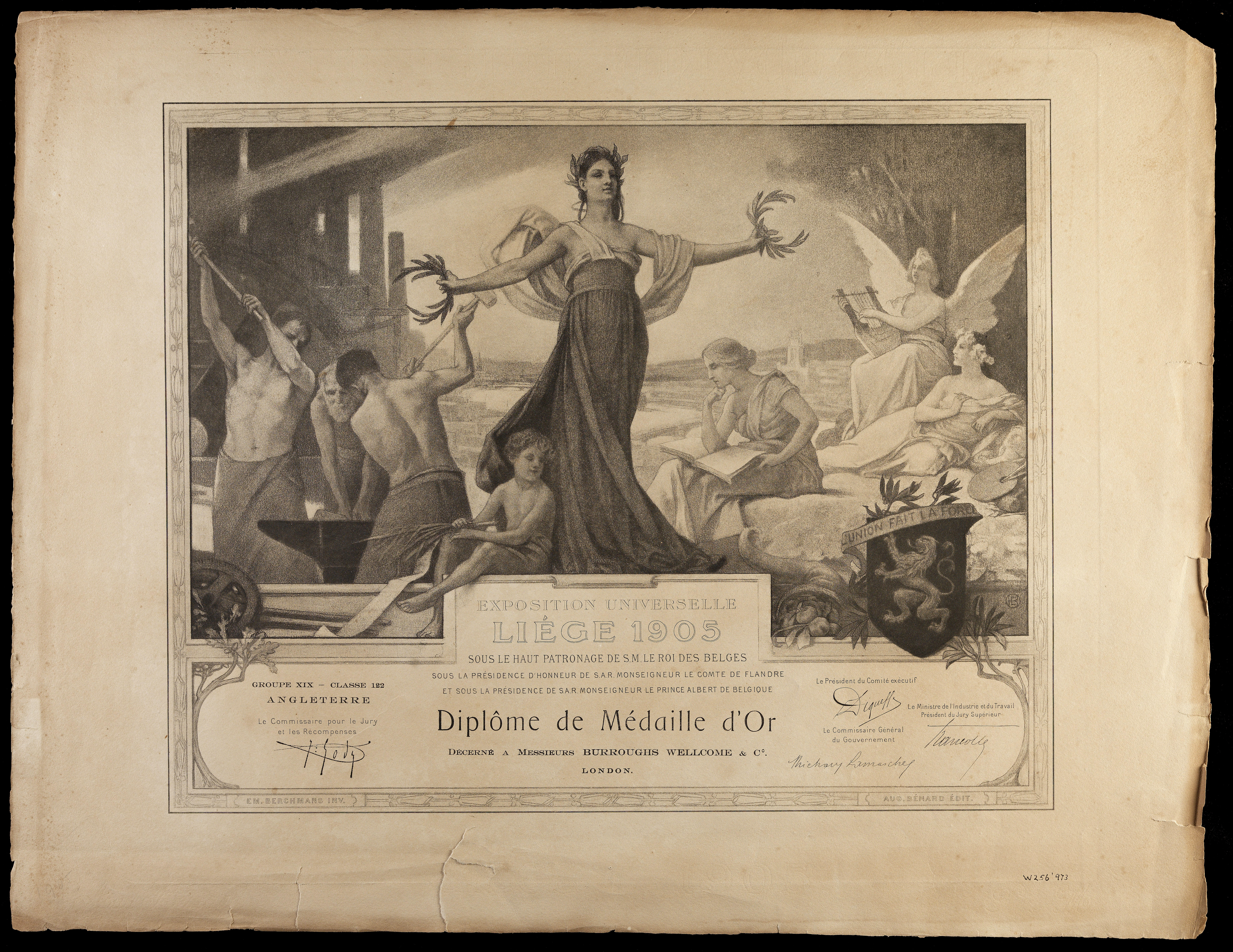
Exposition universelle de Liège de 1905, Diplôme de Médaille d'Or, 1905 (lithographie ; inv. Renardy no B-26 ;), Londres, Wellcome Collection.

Un dessin d'Émile Berchmans sert de modèle pour la lithographie qui illustre le diplôme remis aux exposants participant à l'Exposition universelle de Liège de 1905 comme attestation de la récompense qu'ils ont obtenue du jury international. La conception de cette illustration lui est confiée par Gustave Francotte.
Cette lithographie est décrite dans Le livre d'or de l'Exposition universelle et internationale de Liège de 1905 :
« Au premier plan d'un paysage léger où se distinguent l'architecture de l'Exposition et la Meuse enjambée de ses ponts, le dessinateur plaça une composition décorative d'une heureuse inspiration et qui rencontrait les sympathies des artistes par l'harmonie de sa conception et l'émotion qu'elle traduisait.
Délicatement souriante et comme charmée par les spectacles qu'elle vient d'entrevoir, une femme tend deux couronnes vers les groupes qui se trouvent à sa gauche et à sa droite, d'un côté un groupe de forgerons représentant le Travail, de l'autre, trois femmes, l'une assise, aux yeux durs d'être pensifs et représentant la Science, l'autre claire, aux ailes blanches épanouies, à la figure illuminée, laissant errer ses doigts sur une lyre, une troisième assise, ayant à côté d'elle une palette, personnifiant l'émotion à la fois réfléchie et spontanée, propre à ceux qui se vouent aux arts plastiques. »
Camille Lemonnier indique lors d'une conférence donnée durant l'Exposition qu'« Émile Berchmans se caractérise par un sens de l'allégorie souple et ondoyant : il possède l'imagination, le caprice, le goût et la grâce. Comme Donnay, mais autrement, il a l'esprit métaphorique : il pense en aimables images ; le jeu et l'amusement des allégories sont comme le tour naturel de son art. C'est un esprit meublé de lignes et de formes, comme un répertoire, et il y puise avec sûreté les éléments d'une œuvre qui trouve encore le moyen d'être personnelle. La femme, la beauté des attitudes sans voiles lui ont fourni des thèmes de dilection, où se révéla sa maîtrise adroite et rythmique ».

#### Galerie

Cramignon de nuit, avant 1905 (lithographie en couleurs ; inv. Renardy no A-6 ;), Paris, Bibliothèque nationale de France.
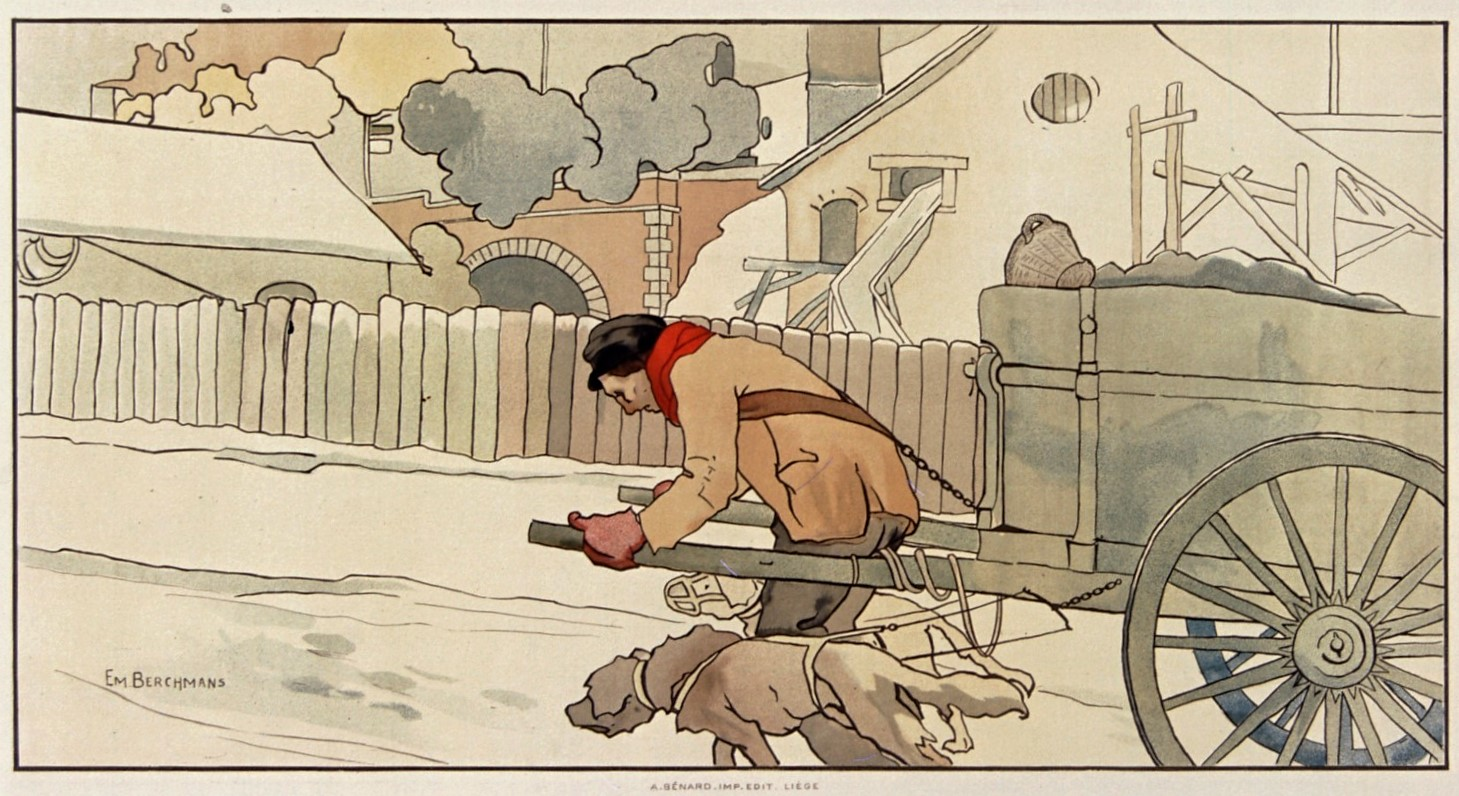
Marchand de charbon ambulant, avant 1905 (lithographie en couleurs ; inv. Renardy no A-14 ;), Paris, Bibliothèque nationale de France.
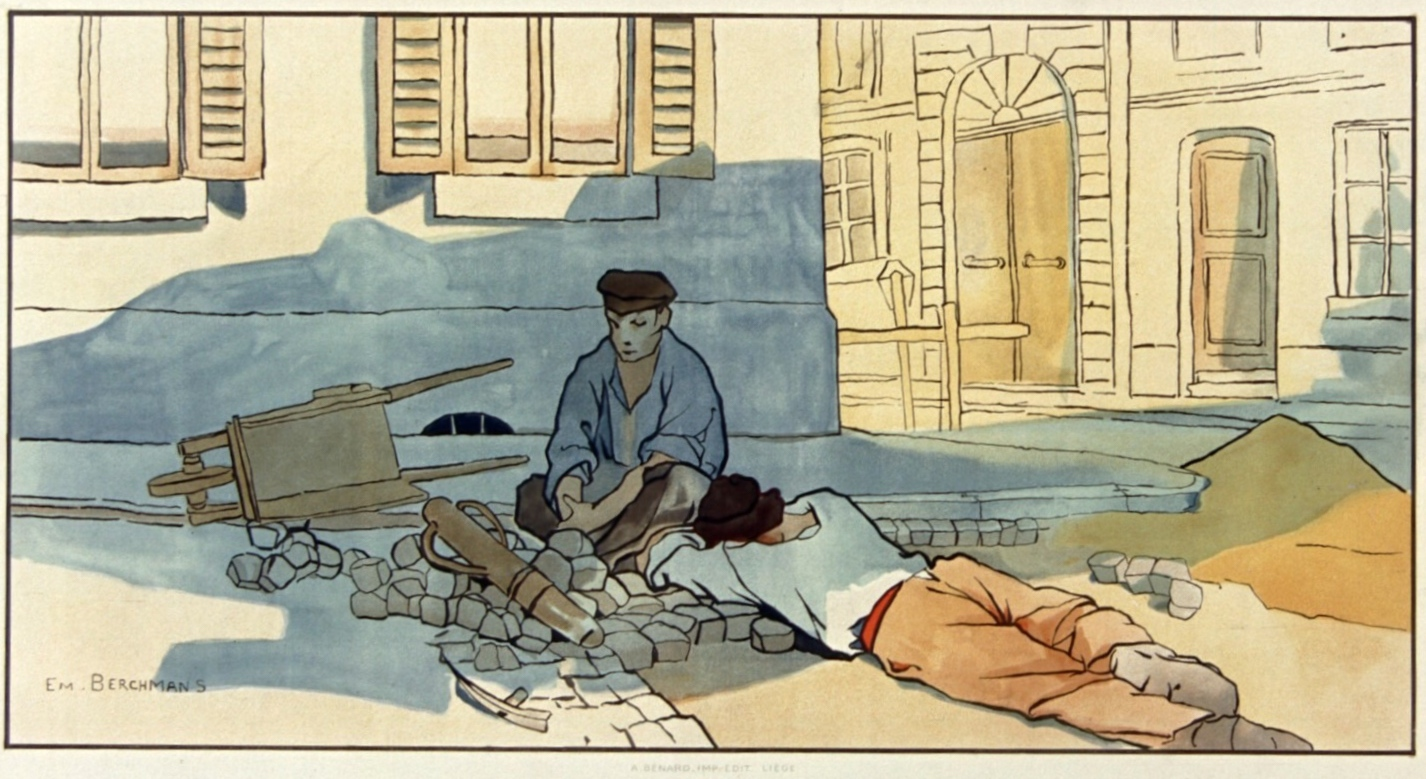
Pause de midi, avant 1905 (lithographie en couleurs ; inv. Renardy no A-17 ;), Paris, Bibliothèque nationale de France.

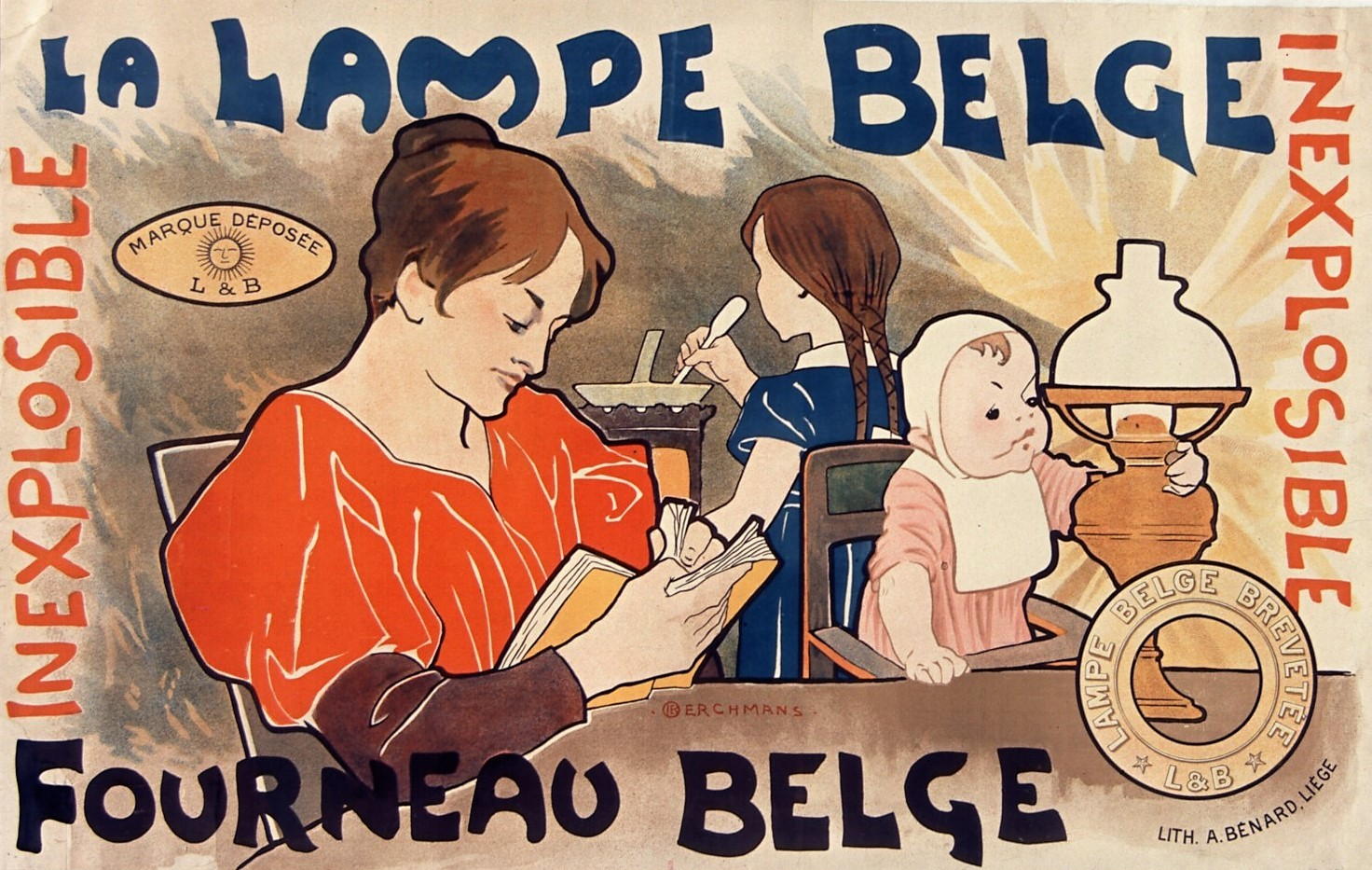
La Lampe Belge, 1897 (lithographie en couleurs ; inv. Renardy no B-34 ; 70 × 100 cm), Liège, musée de la Vie wallonne.
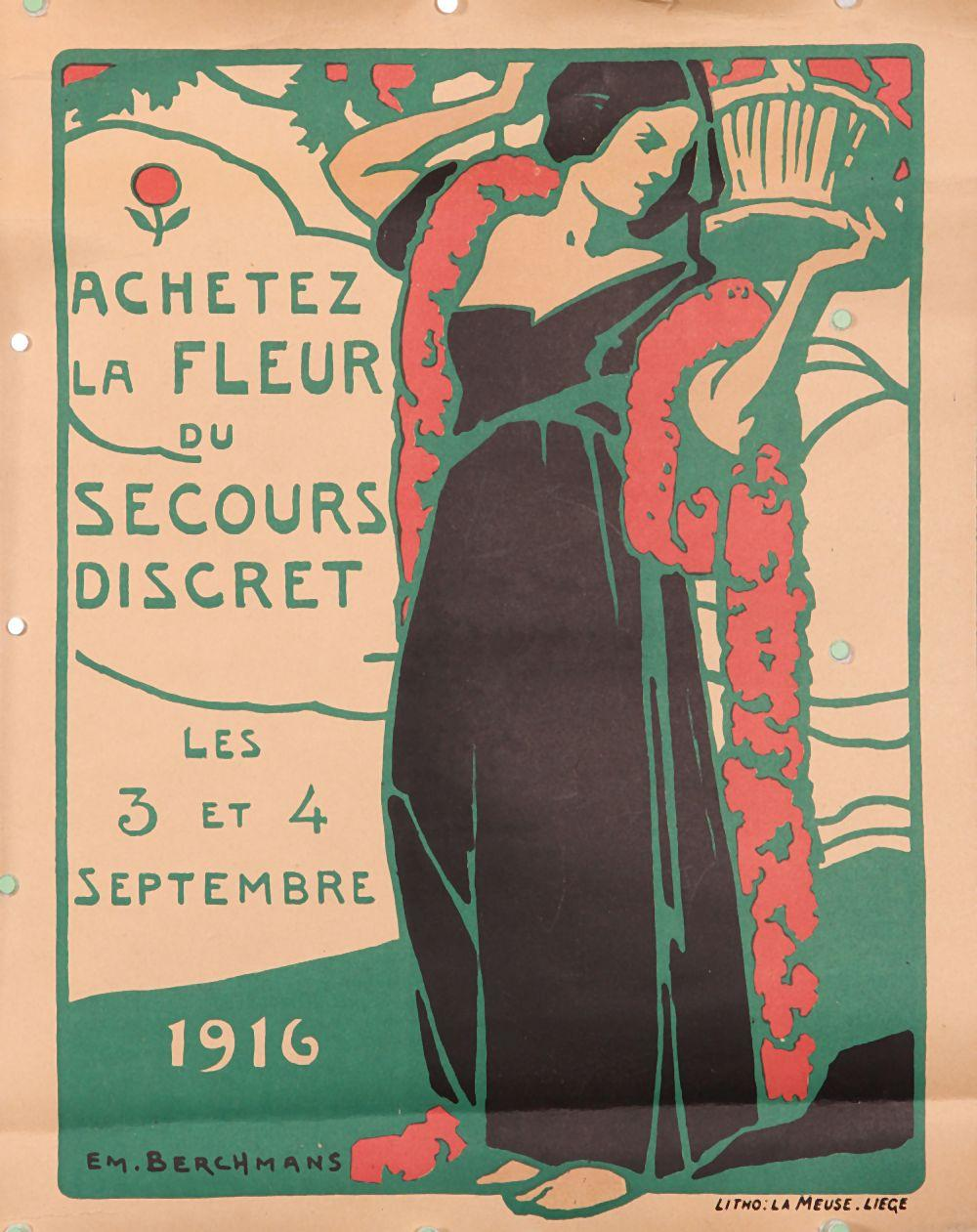
Achetez la fleur du secours discret, 1916 (lithographie en couleurs ; inv. Renardy no B-1 ; 35,5 × 27,5 cm), collection privée.
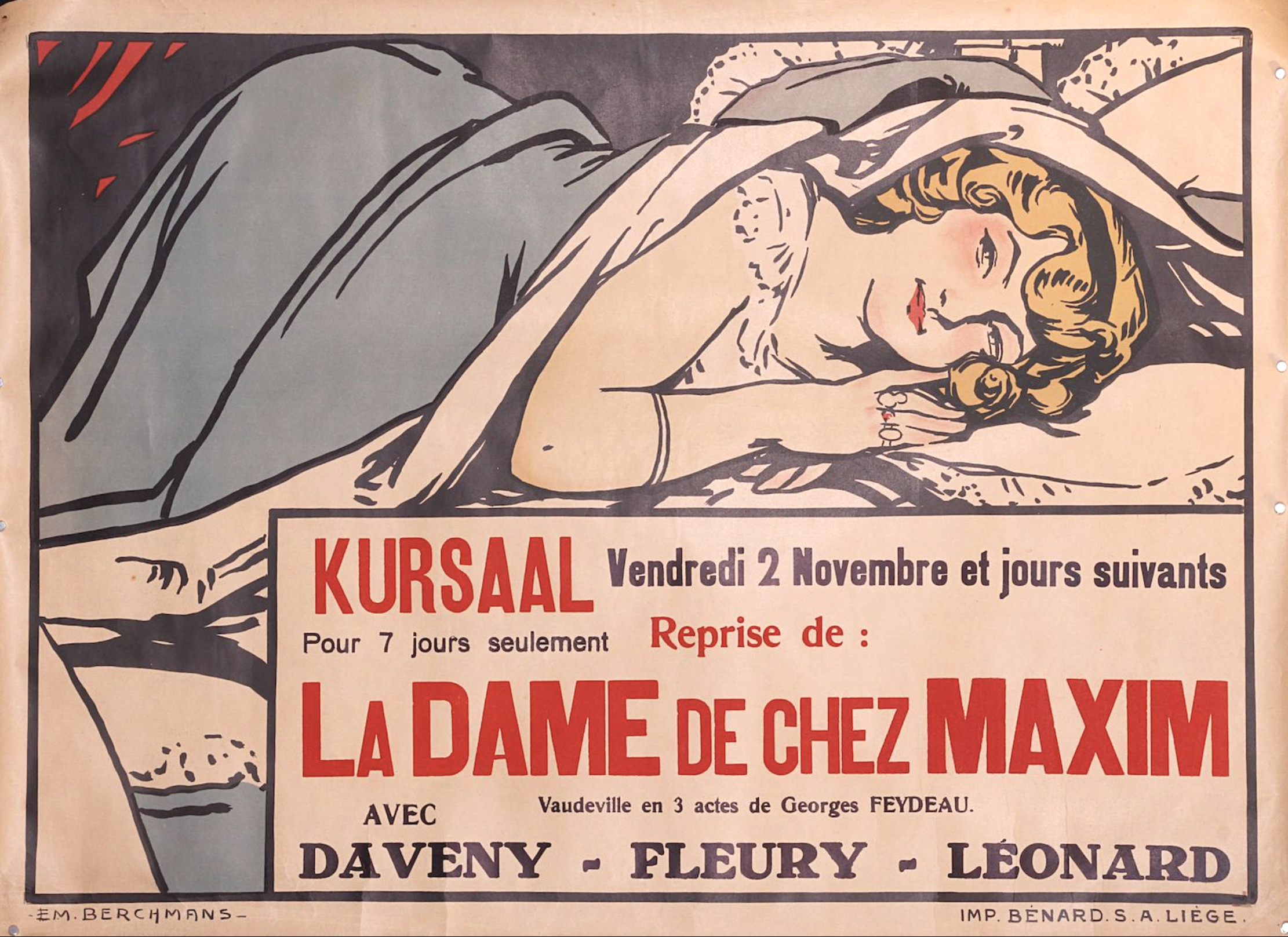
Kursaal, La dame de chez Maxim, vers 1920 (lithographie en couleurs ; 62 × 85 cm), collection privée.
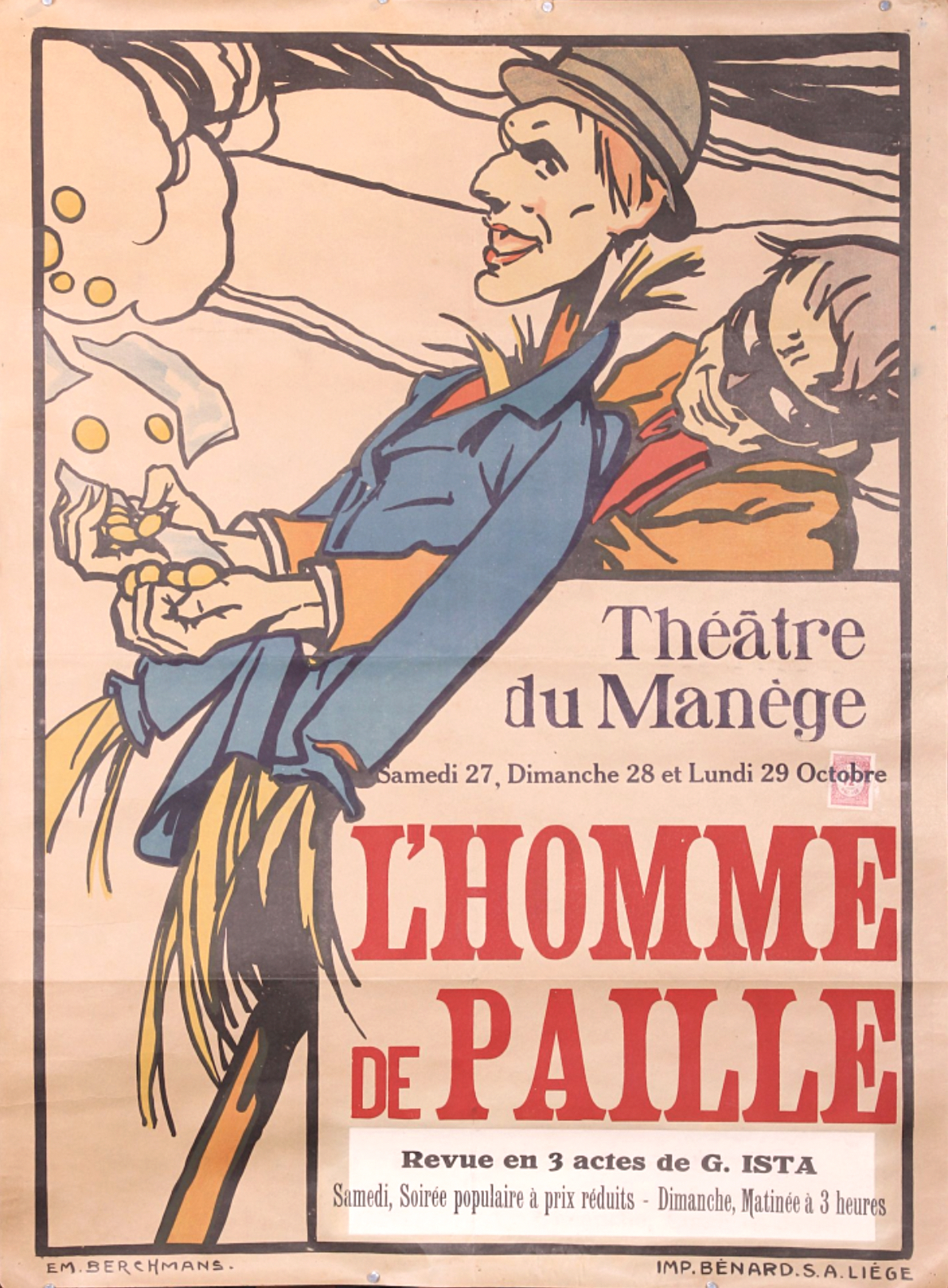
Théâtre du Manège, L’homme de paille, vers 1920 (lithographie en couleurs ; 85 × 62 cm), collection privée.

### Estampes
Dans cette catégorie sont incluses toutes les estampes qui, au contraire des affiches, ne comportent pas une intention publicitaire. Le catalogue de Cécile Renardy en dénombre 27 ; la majorité sont des lithographies (noir et blanc, couleur ou sanguine) mais il y a également une douzaine d'œuvres réalisées à la pointe sèche, l'eau-forte, l'aquatinte ou au vernis mou.
Sander Pierron confirme, tout comme le catalogue de Cécile Renardy, que « ce peintre amoureux des légendes mythologiques, qu'il interprète avec une poésie toute lyrique, a peu travaillé de la pointe et du brunissoir ». Pourtant, dans cette maigre production « on retrouve le souple talent, la magnifique fantaisie, la coloration chaude et nuancée qui distinguent ses suaves pastels, ses toiles et ses fresques harmonieusement composées, où des figures nues, aux chairs palpitantes, évoquent les fables païennes et les temps antiques… ». Il achève, notant que, dans les estampes d'Émile Berchmans, prédomine « la joie de vivre, de sentir, d'aimer, de se mêler à la vie des herbes et des fleurs, à la vie des eaux et du ciel ».

#### Renouveau(1897)

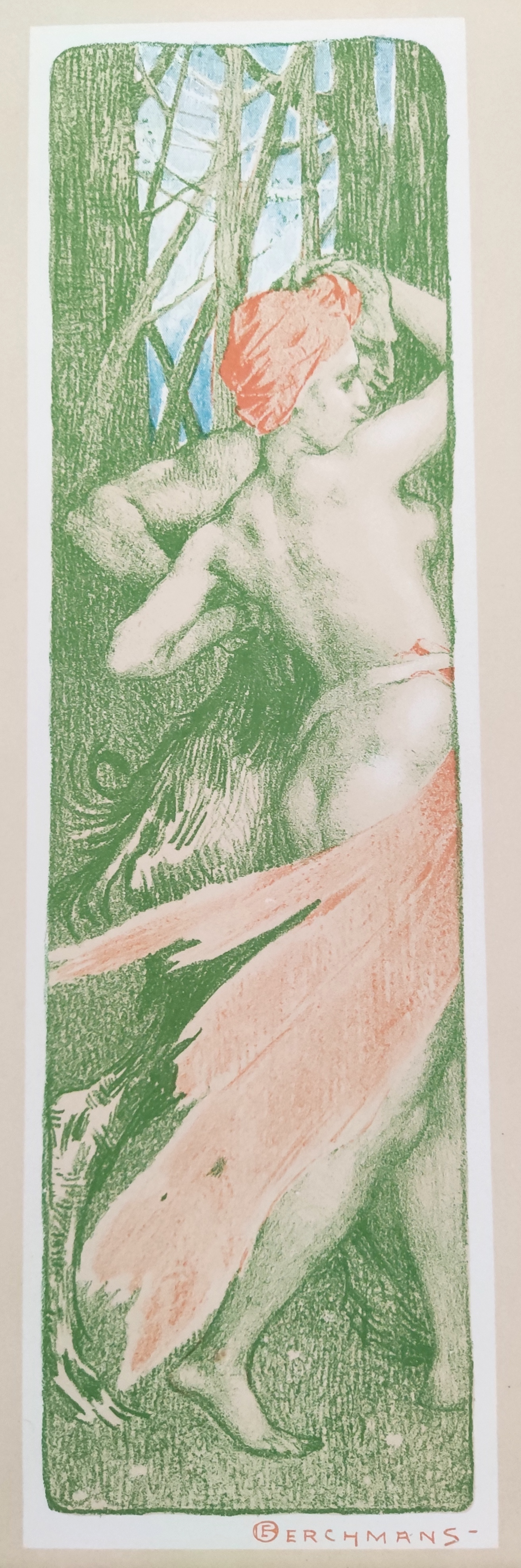
Renouveau, juin 1897 (lithographie en couleurs ; inv. Renardy no A-22 ; ; Paris, L'Estampe moderne), collection privée.

L'œuvre est une lithographie en couleurs, exécutée pour L'Estampe moderne et publiée en juin 1897,. L'estampe est précédée d'une serpente légendée du nom de l'artiste, du titre et d'une présentation de l'artiste : « E. Berchmans est un des artistes les mieux doués de la jeune école belge ; il s'est plus particulièrement révélé jusqu'ici aux amateurs par ses affiches de symbolisme ingénieux et de coloration délicate. Dans Renouveau, où un satyre et une faunesse s'en vont enlacés à travers les futaies reverdies, on retrouve les qualités du dessinateur habile et du peintre épris de poésie. »
Cette estampe, comme toutes celles qui ont été réalisées pour L'Estampe moderne, est tirée par l'imprimerie Champenois à 2 000 exemplaires vendus 3,50 francs l'unité, en plus de différents tirages « de luxe » : 100 exemplaires sur papier japon, vendus à 10 francs ; 50 exemplaires sur papier japon à grandes marges et 50 en noir sur papier de Chine, vendus à 30 francs.
La lithographie est caractéristique d'Émile Berchmans : on y observe « le style et l'importance de ses figures nues, dont la beauté païenne ignore le mysticisme » et des « êtres très proches de la nature — faunes, ægipans, satyres et nymphes — qui lui donnent son sens général et sa portée philosophique ». Jules Bosmant continue :

« Émile Berchmans a usé du nu féminin tantôt dans un clair langage symbolique, tantôt au titre d'harmonieux et explicatif complément d'un paysage stylisé. C'est pourquoi son nu est toujours chaste. Il ne connaît pas le péché, il est simple et innocent ; il insère dans des décors de nature, des gestes eurythmiques dépourvus d'intentions sexuelles, et son paganisme retrouve sans effort l'innocence des Temps antiques où la Vertu était nue. »

Maurice des Ombiaux, bien que commentant une autre estampe d'Émile Berchmans, rejoint certains des commentaires de Jules Bosmant :

« Dans le bois où le pourpre de l'horizon mange encore les troncs d'arbres, dans le bois rendu plus mystérieux par l'approche de la nuit, la faunesse ardente accourt à travers les taillis caresser la barbe de bouc d'un dieu terme dont le visage s'anime d'un sourire plein de lubricité. […] C'est d'un magnifique panthéisme, d'un panthéisme à la fois ardent et contenu. Émile Berchmans, nous restitue les heures divines du temps « où la grâce était nue », de l'âge d'or du monde où la beauté joyeuse sublimait tous les êtres. »

#### Le Printemps(1899)

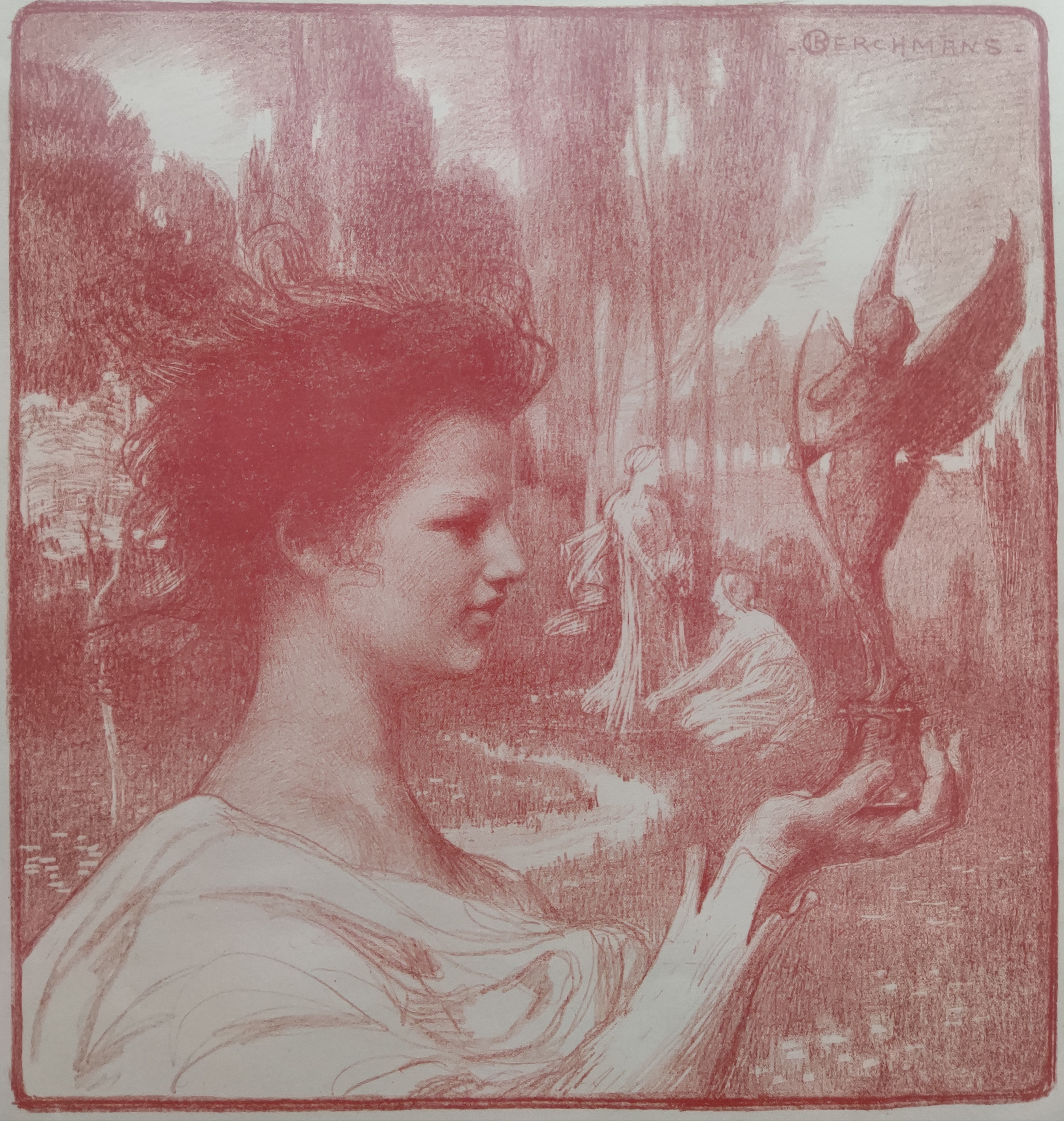
Le Printemps, 1899 (lithographie sanguine ; inv. Renardy no A-19 ;), collection privée.

Cette lithographie sanguine est plus que probablement destinée à être offerte aux membres du Cercle royal des Beaux-Arts, selon un numéro illustré du Journal de Liège de mars 1899.
Cécile Renardy décrit cette composition allégorique dans son catalogue de 1978 : « À l'avant-plan à gauche, le buste d'une jeune femme, tête de profil. Elle tient dans la main droite une statuette représentant Éros, personnage nu, ailé, portant un arc dans les mains et un carquois rempli de flèches au dos. À l'arrière-plan, un paysage avec des arbres et une rivière qui serpente. Au bord de la rivière, deux femmes, l'une debout, l'autre assise, habillée de clair. »
Comme l'indique Maurice des Ombiaux en 1907 dans son ouvrage Quatre artistes liégeois :

« Émile Berchmans voit la figure humaine comme l'expression la plus haute du même paysage. L'âme des ruines, l'âme du vent, l'âme du couchant, l'âme de l'aube prennent à ses yeux des formes humaines. […] La sensualité de Berchmans apparaît aussi dans ses nus. Ils évoquent la jeunesse d'un bel animal. Ils participent du jeu régulier des forces naturelles. La lumière caresse amoureusement ces corps qui vivent en elle. […] L'œuvre du peintre liégeois exprime cette même ardeur à animer la vie dans ses métamorphoses, cette même harmonie, ce rayonnement de la beauté, cette félicité ineffable. »

#### La Charité(avant 1923)

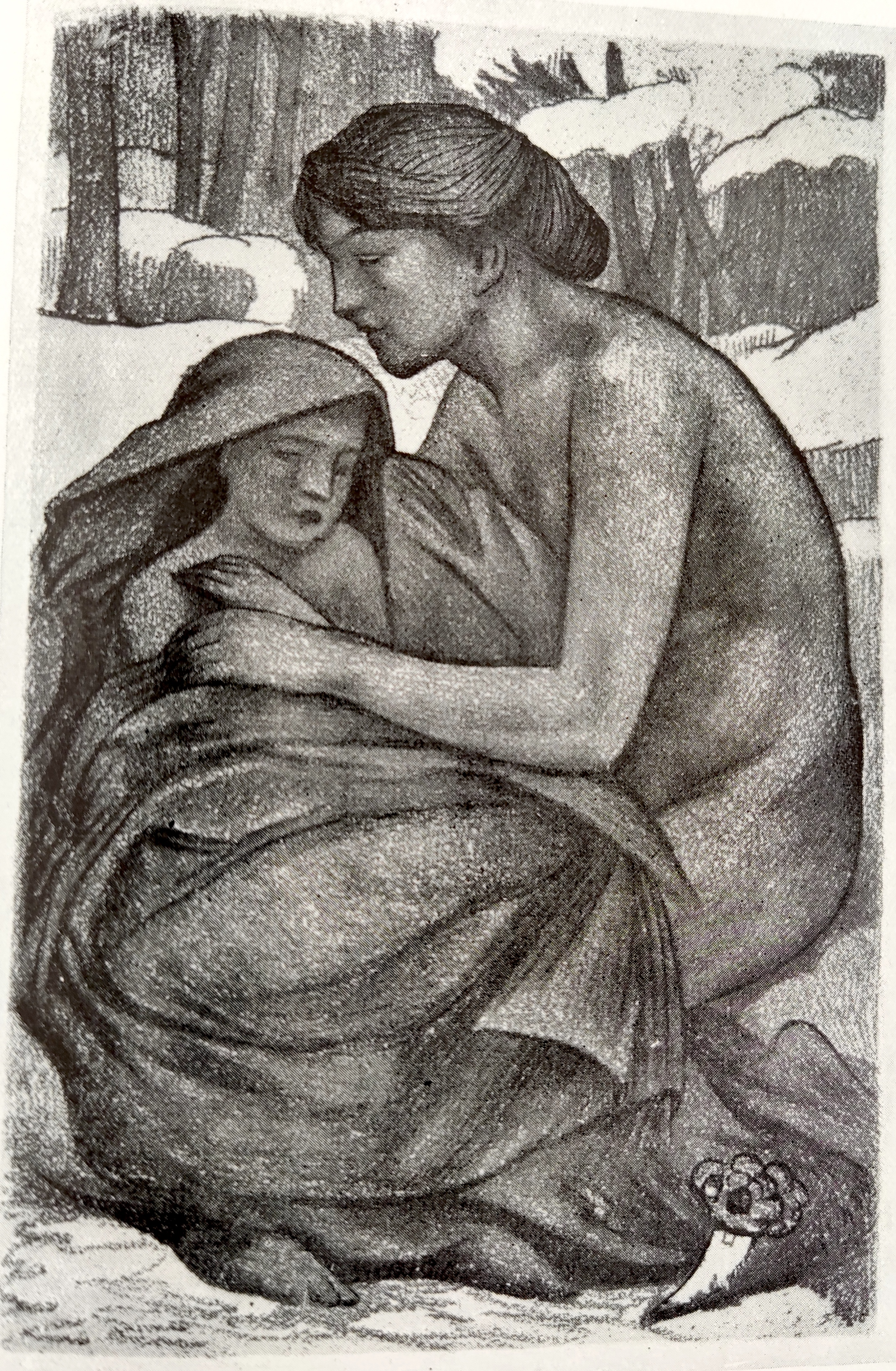
La Charité, avant 1923 (vernis mou en noir sur papier blanc ; inv. Renardy no A-4 ; ; reproduction imprimée dans L'École de Gravure de Liège de Sander Pierron en 1923).

En 1923, Sander Pierron reproduit dans son livre L'École de Gravure de Liège cette gravure et observe que « cette simplicité choisie de moyens qu'on aime dans toutes les œuvres d'Émile Berchmans […], il l'a fait parler plus profondément, sans doute, dans une composition allégorique où les formes n'ont rien de fantaisiste et où un sentiment humain anime la vérité. C'est un vernis mou : la charité. »
Il continue sa description et son analyse de cette planche :

« L'on y voit, dans un paysage neigeux de rochers et d'arbres évoquant sobrement l'Ardenne liégeoise, une femme accroupie qui se dépouille de son manteau pour envelopper un garçonnet nu et grelottant qu'elle tient sur ses genoux. La signification de ce groupe, d'une masse superbement sculpturale, déborde le cadre de la planche ; par leur style grave et harmonieux, ces figures sont parentes de celles de Puvis de Chavannes ; et par leur magnifique et haute expression décorative, elles ont la grandeur sereine et parlante de personnages de fresques. Toujours ce vif sentiment de la nature idéalisée, entendue par un artiste qui s'est fait une âme de primitif, règne et charme dans cette estampe dont, comme pour toutes les autres, il n'existe que quelques épreuves ; car Émile Berchmans, trop effacé et trop timide, n'a jamais considéré ces remarquables ouvrages que comme des essais. »

Comme le rappelle dès 1906 le critique d'art Luca Rizzardi (1884-1959) dans Peintres et aquafortistes wallons, bien que la sensibilité d'Émile Berchmans soit surtout « virginale, claire d'émerveillements » elle est parfois « ardente ou sauvage » ou encore « grave et réfléchie ».

#### Galerie
- Cramignon de nuit, avant 1905 (lithographie en couleurs ; inv. Renardy no A-6 ; 43,3 × 83,3 cm), Paris, Bibliothèque nationale de France.
- Marchand de charbon ambulant, avant 1905 (lithographie en couleurs ; inv. Renardy no A-14 ; 43,3 × 83,3 cm), Paris, Bibliothèque nationale de France.
- Pause de midi, avant 1905 (lithographie en couleurs ; inv. Renardy no A-17 ; 43,3 × 83,3 cm), Paris, Bibliothèque nationale de France.

### Peintures à l'huile
Dans ce groupe sont incluses toutes les peintures à l'huile de l'artiste. Le catalogue établi par Cécile Renardy en liste 73 ; la plupart d'entre elles sont réalisées sur toile même si plusieurs ont été produites sur bois ou sur carton.
Comme dans le reste de sa production artistique, Berchmans s'y distingue par « l'élégance de ses lignes, l'équilibre de ses compositions et le raffinement de ses coloris » et il effectue la « traduction symbolique d'un paysage » en introduisant, « dans une scène naturelle, un personnage qui traduit par son aspect l'émotion que provoque en lui la contemplation de cette scène ». Selon Luca Rizzardi, cette « faculté de personnifier » l'émotion spontanée que l'artiste ressent en face de certains spectacles naturels lui permet de créer des œuvres dégageant une beauté « plus étreignante, plus complète ».

#### La Fuite irréparable du temps(1895)
Il s'agit d'une peinture à l'huile, actuellement conservée à La Boverie, qui est en fait « une esquisse préparatoire dont le développement n'a pas vu le jour ». Pourtant, le professeur de l'université de Liège Pierre Somville considère que « les thèmes et la facture en sont menés à un tel degré d'achèvement que l'on peut considérer cet état comme une réalisation définitive ».
Il poursuit sa description du tableau : « Ici, c'est de la vie et du destin qu'il s'agit. On retrouve donc le thème du Ruisseau, des limbes d'eaux dormantes et du glacier mallarméen, si splendidement mis en images par Léon Frédéric. On y reconnaît une composition de type allégorique [dont] la lecture se fait de gauche à droite dans le sens chronologique. »
- « L'équivalent d'un volet latéral gauche nous montre une eau printanière reflétant le coloris vif et léger des fleurs en bouquet, peuplée sur ses deux rives de juvéniles présences[129]. »
- « Le panneau central s'assombrit quelque peu : ciel et arbres y communiquent une tonalité de grisaille à l'eau du gué que traverse le couple enlacé — et traditionnel — de l'homme à la peau brune et d'une femme à la blancheur d'un cygne. Un peu à droite, apparaît la maternité sous un ciel qui semble s'éclairer [129]. »
- « Sur le volet latéral droit le ciel ne tardera pas à devenir livide et servir de décor — proprement marin — au naufrage de la décrépitude et de la mort. La torche funèbre y est également allumée et brandie à l'horizontale, tandis que sur un fond de paysage erratique se détache de dos une forme humaine, sombre et mortuaire, faisant écho aux deux silhouettes noires qui semblent longer, vers la gauche, la courbe d'un rivage. Et le ciel saigne à l'horizon[130]. »

Pierre Somville conclut : « Cette allégorie des saisons, des heures et de la vie s'inscrit en fait sous le symbolisme des météores et du monde : ce sont les variations du ciel et les diverses colorations de ce paysage cosmique, sans cesse changeant, qui confèrent à l'image sa plus haute charge sémantique. L'homme ainsi associé dans les phases de son destin aux grands rythmes de l'univers nous apparaît, dans la crue lumière de sa condition, comme éphémère, irremplaçable et désespéré. »

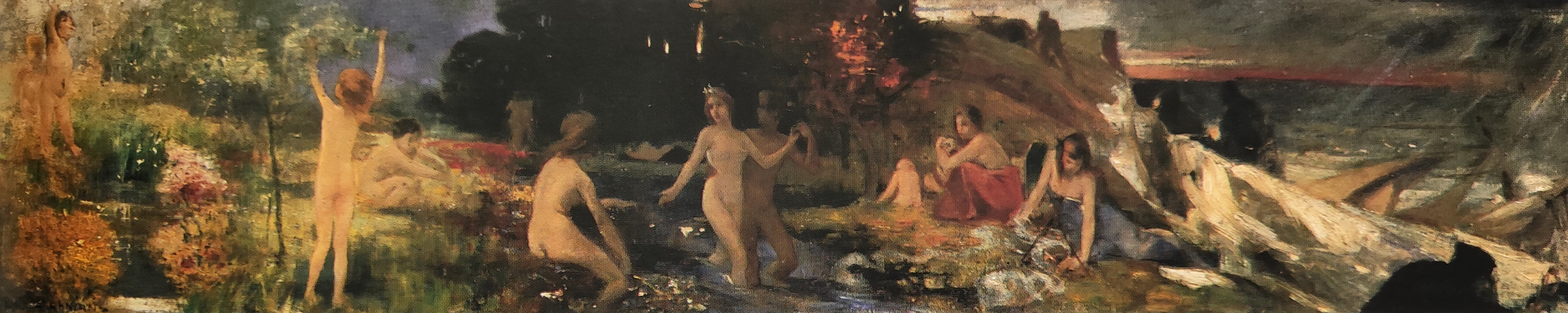
La fuite irréparable du temps, 1895 (huile sur toile ; inv. Renardy no F-29 ;), Liège, La Boverie.

La toile est exposée en mai 1895 à Liège lors de l'Exposition de l'art appliqué sous le nom des Âges de la vie. L'article du journal La Meuse commentant l'exposition y voit « une traduction allégorique du fugit irreparabile tempus d'Horace » et détecte dans cette œuvre l'influence de Puvis de Chavannes.

#### Faunesse(avant 1907)

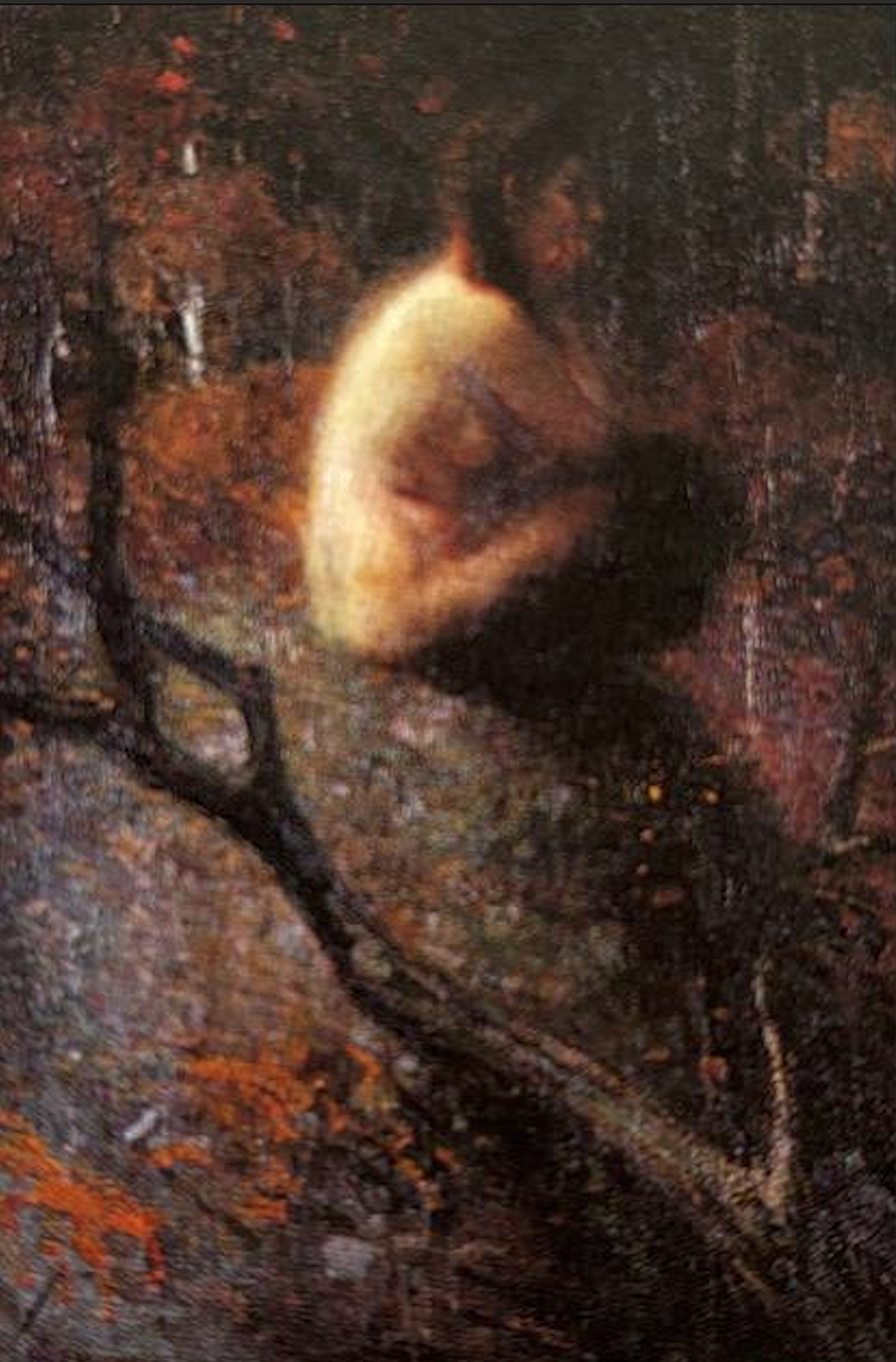
Faunesse, avant 1907 (huile sur toile ; inv. Renardy no F-49 ;), collection privée.

L'œuvre est reproduite dès 1907 par Maurice des Ombiaux dans son ouvrage Quatre artistes liégeois et nous présente « une figure féminine dotée d'une paire de pattes de bouquetin assise dans un paysage forestier, la main posée sous le menton dans une attitude méditative ».
De cette toile au « chromatisme assez sombre » émane « une atmosphère chargée de mélancolie et de mystère », renforcée par le visage de la jeune femme, rendu difficilement identifiable car il est à demi-masqué par une de ses mains.
L'historienne Gaëtane Leroy considère que Berchmans insuffle au tableau un caractère irréel, grâce à l'utilisation « d'un effet de sfumato qui confère aux lignes un caractère évanescent et vibrant ». Elle remarque également que le point de vue « tout à fait particulier » choisi par l'artiste, qui place la faunesse à l'arrière-plan, lui permet « d'insister sur sa nature sauvage, son inaccessibilité ».

#### Deux naïades(avant 1947)

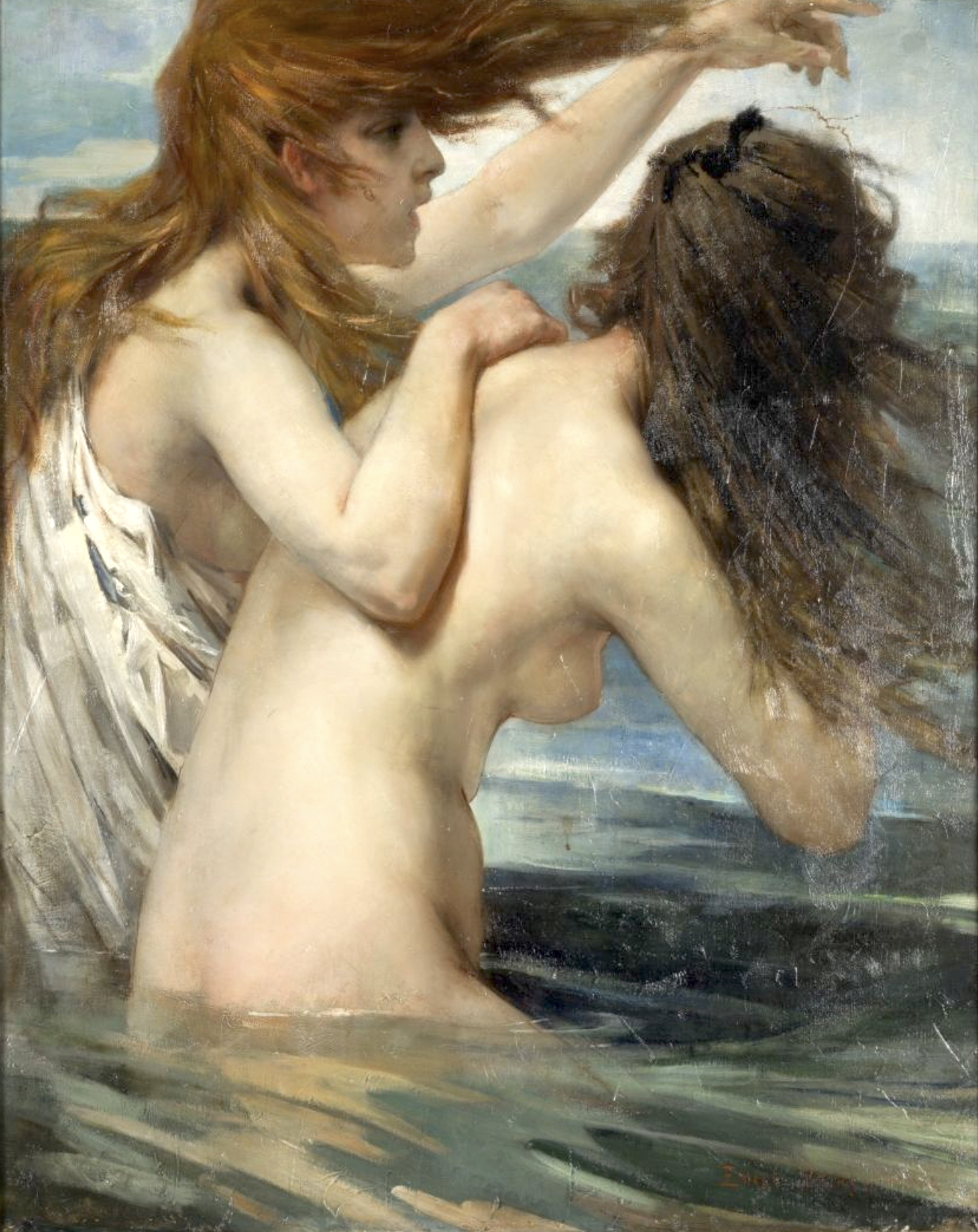
Deux naïades, avant 1947 (huile sur toile ; inv. Renardy no F-8 ;), collection privée.

La toile, dont le premier propriétaire n'est autre que l'imprimeur-éditeur Auguste Bénard, présente la scène suivante :

« Deux femmes dans l'eau jusqu'aux hanches, vues de profil. La première, à l'avant-plan, est nue et légèrement penchée en avant. La deuxième, en partie masquée par la première, a posé son bras droit replié sur le dos et l'épaule gauche de la première. Elle est vêtue d'un vêtement clair qui laisse découverte son épaule droite. Toutes deux ont de longs cheveux foncés que le vent fait voler sur leurs visages. »

Gaëtane Leroy estime que la toile « présente une atmosphère chargée d'une mélancolie toute symbolique » et que les visages voilés par les chevelures tombantes des deux jeunes femmes accentue « l'impression d'étrangeté et de mystère émanant de l'œuvre ».
La peinture témoigne également de l'intérêt de l'artiste pour la « reproduction fidèle de la réalité », qui est entre autres identifiable dans la qualité des draperies et dans la représentation des reflets de l'eau.

#### Galerie

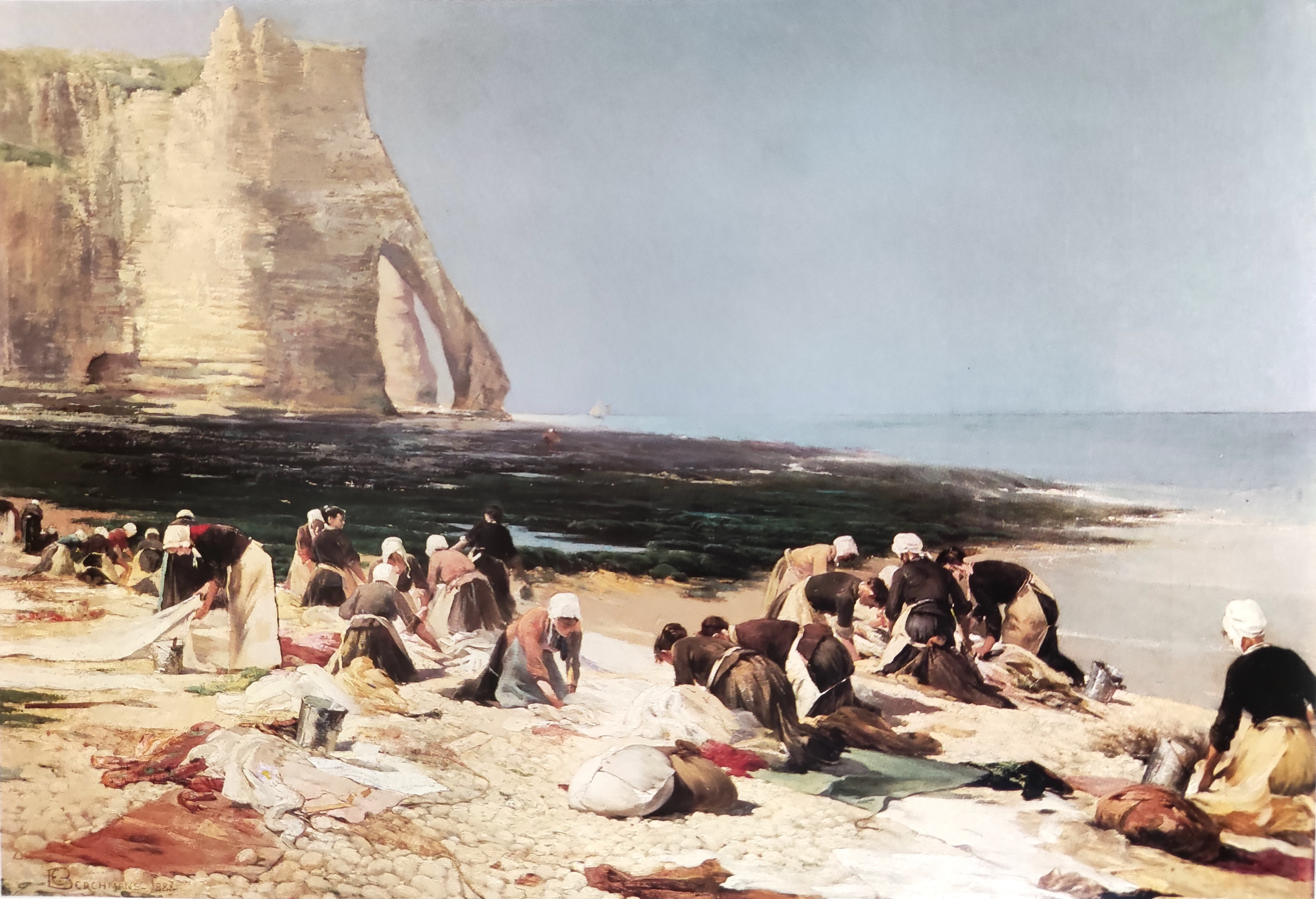
Les lavandières d'Étretat, 1887 (huile sur toile ; inv. Renardy no F-36), collection privée.
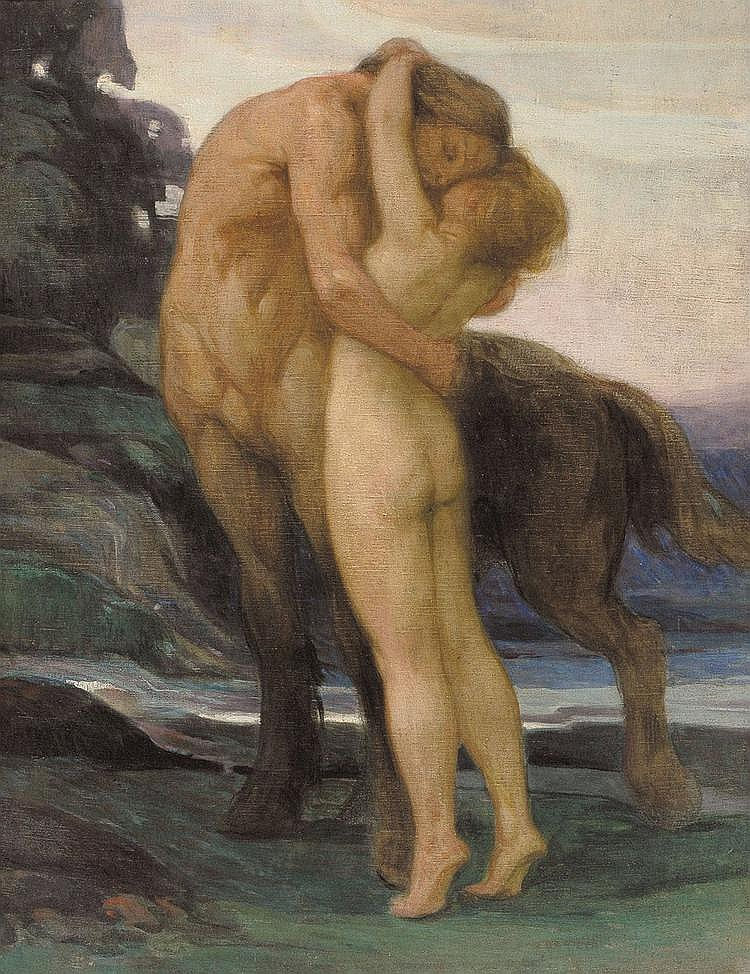
Le centaure amoureux, non daté (huile sur toile ; inv. Renardy no F-14 ; 74,5 × 57 cm), collection privée.
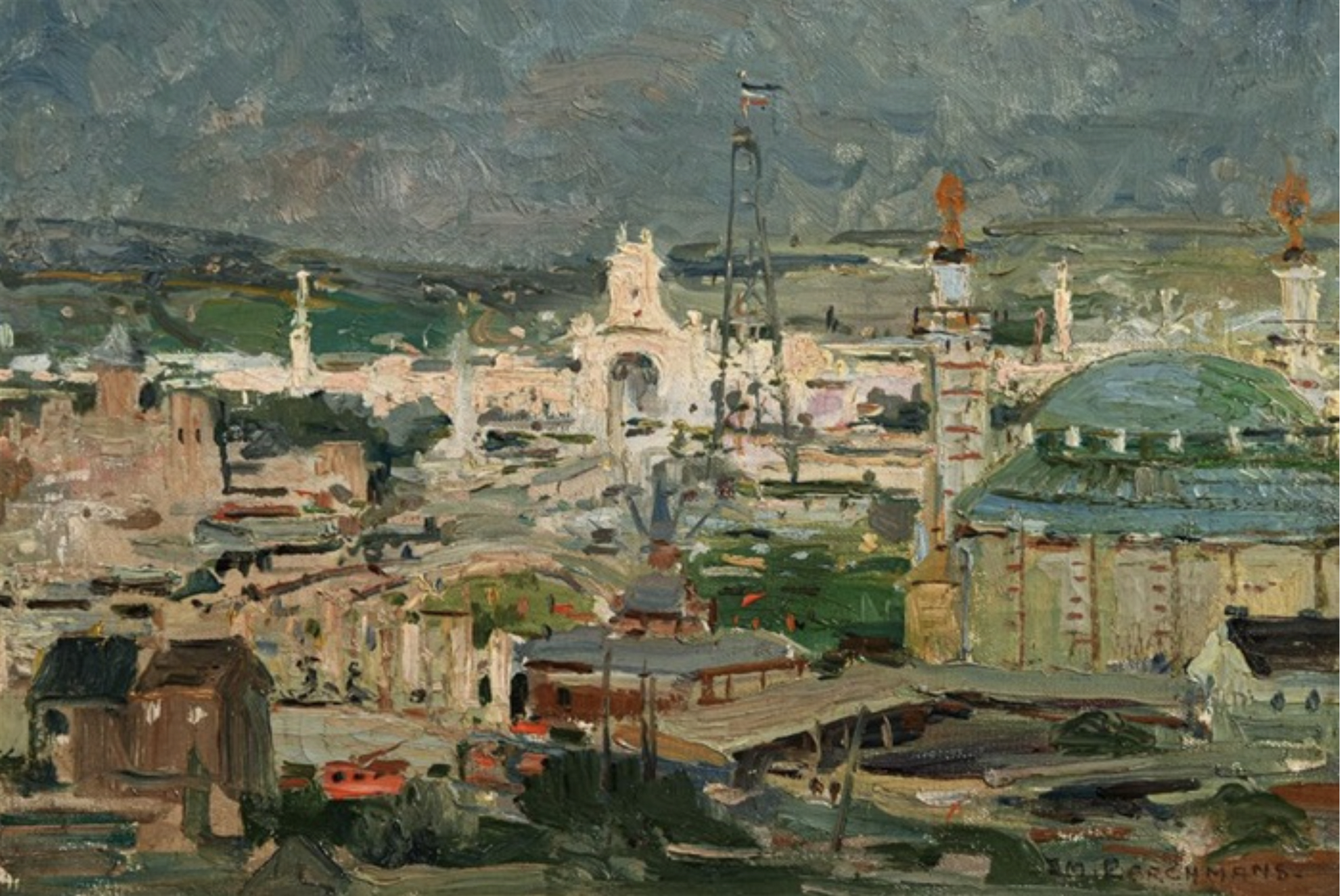
L'Exposition universelle de Liège, 1905 (huile sur toile ; inv. Renardy no F-38 ; 28 × 40 cm), collection privée.
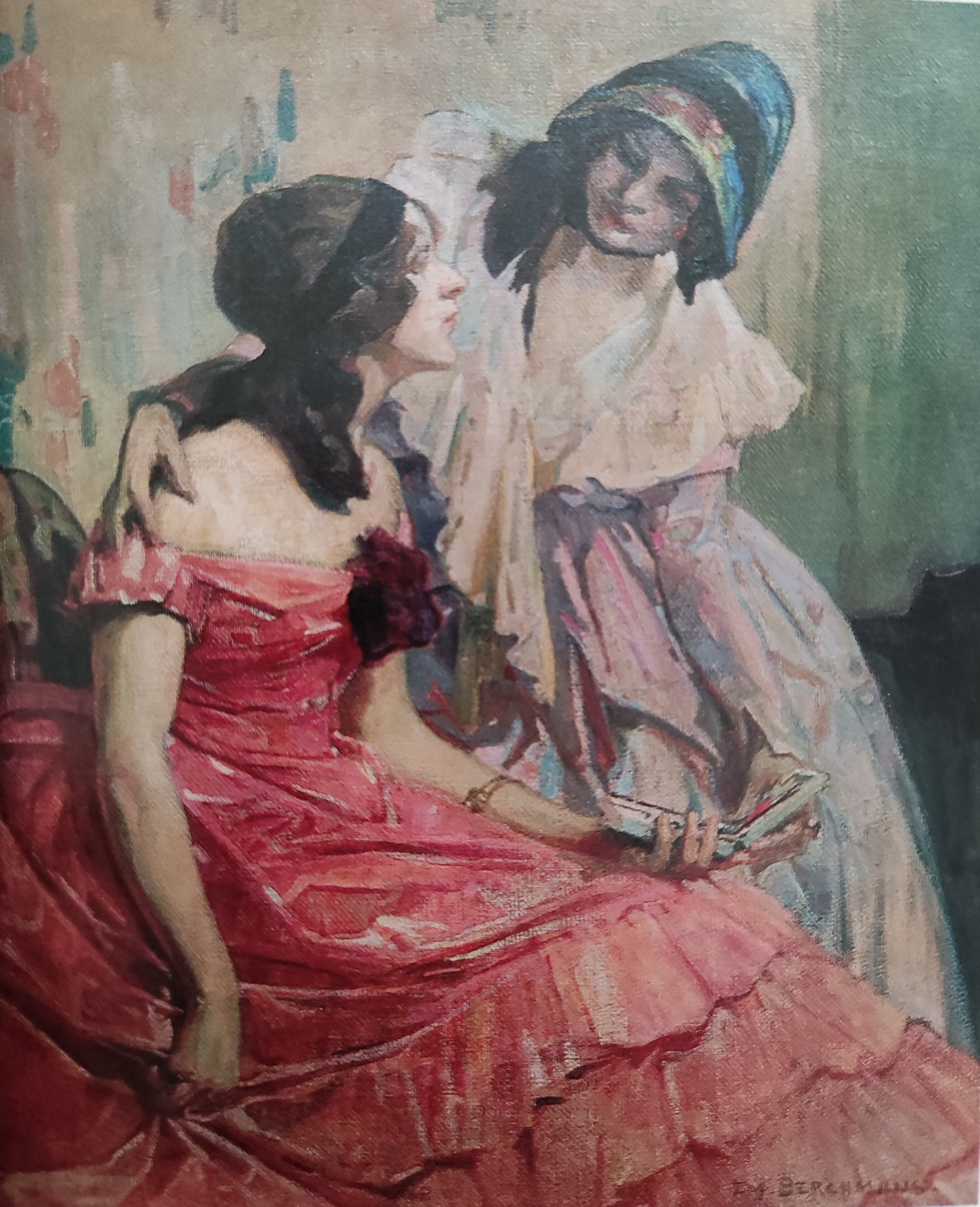
Le souvenir. Confidence, 1916 (huile sur toile ; inv. Renardy no F-65 ; 134 × 110 cm), Liège, La Boverie.

### Œuvres décoratives
Dans cette catégorie sont inclus les immeubles privés et publics décorés par l'artiste. Le catalogue de Cécile Renardy réalisé en 1978 en recense 33, répartis en 9 maisons particulières et 24 bâtiments publics. Parmi ces travaux de décoration, il convient de mentionner le château de La Chapelle-en-Serval, près de Compiègne,, et la coupole de l'église Saint-Michel à Aix-la-Chapelle,, même si la majorité de ces travaux ont été réalisés en région liégeoise comme le château Wiser à Embourg, les plafonds du foyer et de la salle de spectacle du Grand-Théâtre de Verviers,,, la bijouterie Lequeu, le plafond de l'une des salles du Casino de Spa,, la salle d'exposition du Cercle royal des beaux-arts situé boulevard de la Sauvenière et la décoration de plusieurs cafés comme la Renaissance, le Phare, le Panier Fleuri, le Café des Arcades, ou encore la brasserie Pacific de l'hôtel Britannique.

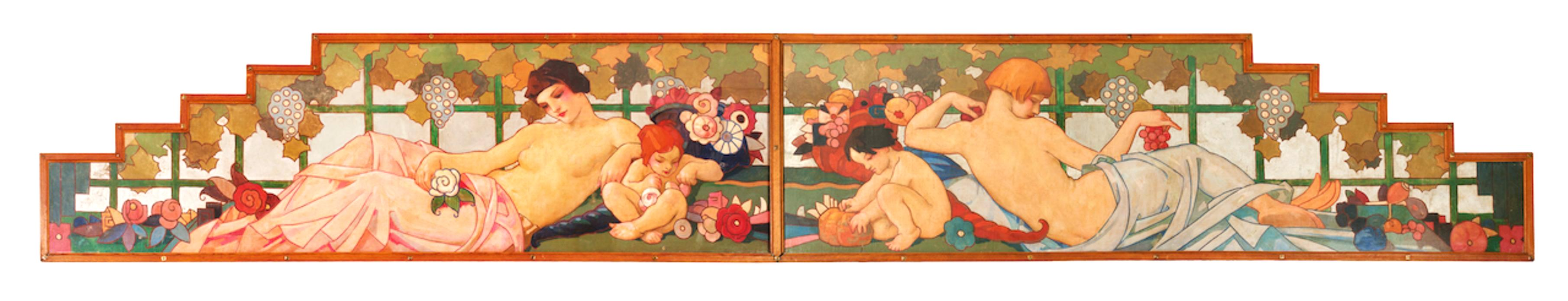
Fresque pour la décoration de la brasserie Pacific à Liège, non daté (huile sur toile marouflée ; inv. Renardy no I-18 ;), collection privée.

#### Décoration du plafond du Théâtre royal de Liège (1902-1903)
La peinture murale, de forme ovale, mesure 20 mètres sur 16,5 mètres avec une découpe centrale de 4,5 mètres de diamètre pour le lustre qu'a réalisé son frère Oscar Berchmans. L'œuvre est restaurée durant la dernière grande phase de travaux de l'Opéra royal de Wallonie entre 2009 et 2012,.

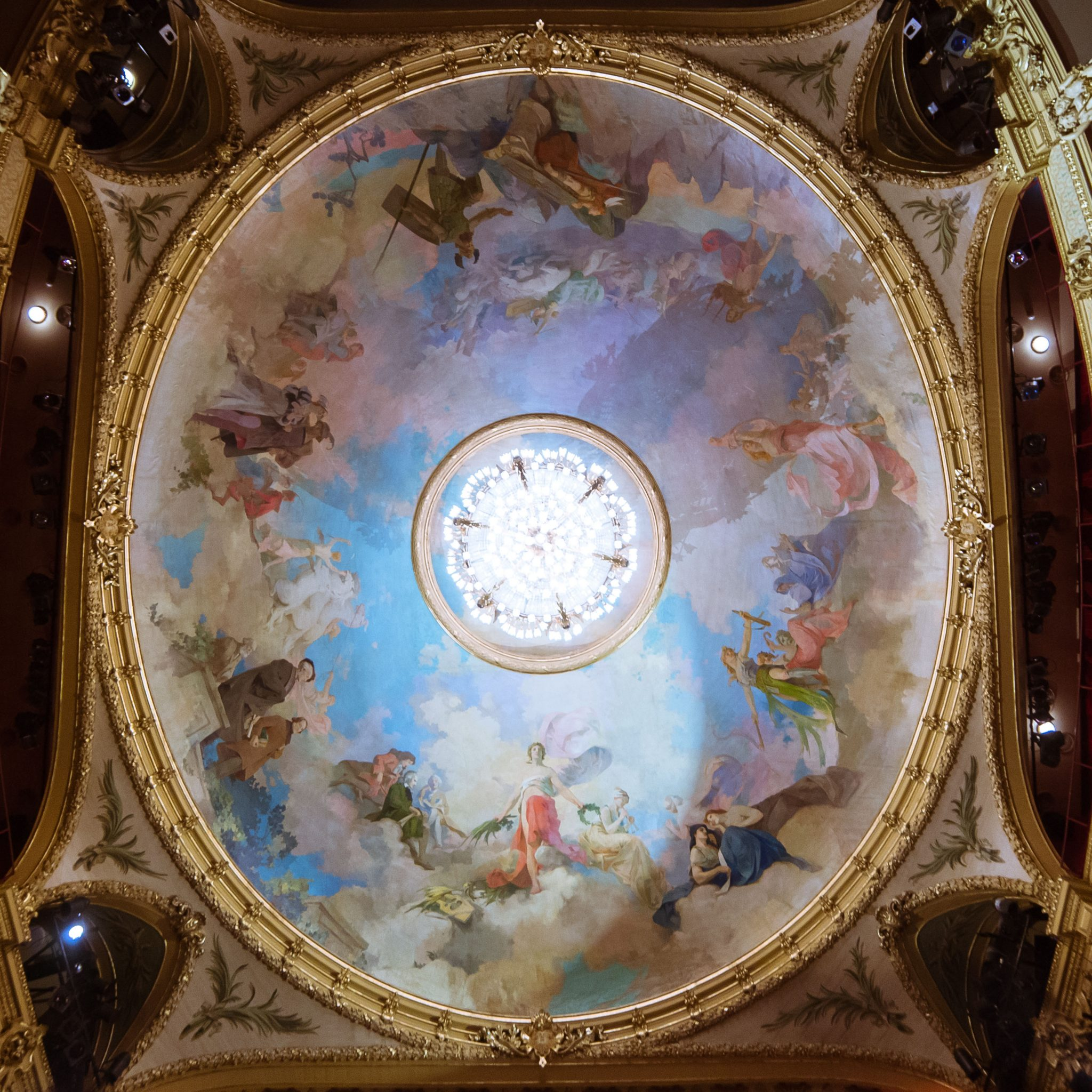
Plafond de l'Opéra royal de Wallonie, 1903 (inv. Renardy no I-25), Liège.

Maurice des Ombiaux décrit l'œuvre en ces termes : « Dans un rayonnement de beauté, de jeunesse et de gloire, le divin Apollon Musagète apparaît. À sa gauche se trouve un groupe gracieux des neuf sœurs qui se partagent tous les charmes du monde. Les muses, mères des arts, resplendissent de l'éclat du dieu de lumière. À sa droite, quelques pères de la musique moderne, graves, recueillis, semblent attendre l'instant sacré où il dardera sur eux quelques-uns de ses rayons. C'est le charmant Lulli, Gluck et Grétry, Rossini, Wagner et Gounod, escortés de leurs créations : Faust et Marguerite, le Barbier de Séville, Brunnehilde qui dort sur le roc élevé entourée de flammes, tandis que les vaillantes filles de Wotan, les Walkyries, ses sœurs, chevauchent à travers un ciel de tempête. De l'autre côté, Terpsichore conduit un cramignon qui ondule comme une écharpe de gaze, s'atténue, se fond et se perd dans le lointain. La danse et la chevauchée viennent mourir auprès d'Orphée qui chante aux accords de la lyre, tandis que l'aigle plane à ses pieds. »
La description de l'œuvre sur le site de l'Opéra royal de Wallonie est similaire à celle de Maurice des Ombiaux mais fournit quelques détails supplémentaires sur les muses représentées dans la peinture : « Au centre de la toile, trône Apollon, dieu des arts. À sa gauche, les neuf Muses, éternelles inspiratrices, qui symbolisent chacune une discipline artistique. Il y a Érato, muse de la poésie lyrique, avec un air pensif. À ses côtés, Melpomène, muse de la tragédie, brandit un poignard d'un geste ample qui met en mouvement sa toge verte. Plus loin, se trouvent Terpsichore, la muse de la danse, vêtue d'un rose délicat, et quelques danseuses. Puis s'illustrent […] la poésie et la musique avec Calliope, Thalie, Euterpe et Polymnie ainsi que l'astronomie avec Uranie, et l'histoire avec Clio. Plus excentré, avec sa lyre, Orphée charme les Muses. À la droite d'Apollon, place à quelques compositeurs avec Grétry, Gluck et Lully portés par un nuage, et plus près du socle, Rossini, Wagner et Gounod présentent au dieu Apollon leurs créations. Avec Faust, Méphistophélès et Marthe, Gounod offre son Faust ; Rossini, lui, présente Il Barbiere di Siviglia au travers d'une scène réunissant Figaro et Bartolo ; quant à Wagner, avec Brünhilde, Wotan et les Walkyries, il illustre Der Ring des Nibelungen. »
Maurice des Ombiaux valorise la qualité de l'œuvre d'art mettant en avant la « simplicité très neuve » des attitudes des personnages, qui voient les groupes naturellement liés, complémentaires. Selon lui, « le charme naît de tonalités très différentes, harmonisées par des roses tendres et des lilas infiniment distingués qui feraient penser, si toute comparaison de ce genre n'était oiseuse, aux admirables compositions du grand peintre vénitien Tiepolo ».

### Travaux d'illustrations
Dans cette section, Cécile Renardy a répertorié les illustrations de revues ou de livres. Il s'agit d'estampes, la plupart du temps basées sur des dessins, qui sont créés pour appuyer un texte. Berchmans réalise des illustrations pour plusieurs revues comme Caprice Revue, La Plume, la Revue illustrée, L'Épreuve (de Maurice Dumont), et Le Figaro illustré ; mais aussi pour des agendas, albums commémoratifs, catalogues d'exposition ou de produit, invitations, guides officiels, et partitions-paroles de chansons ; et enfin des livres tels que Contes pour l'aimée de Maurice Siville, Au festin de ma joie de Léon Duesberg, Les farces de Sambre et Meuse de Maurice des Ombiaux, Paroles d'un croyant de Félicité de La Mennais, Sangahall de Jules Sauvenière et Aventures nouvelles et merveilleuses de Petit Poucet de Rodolphe de Warsage.

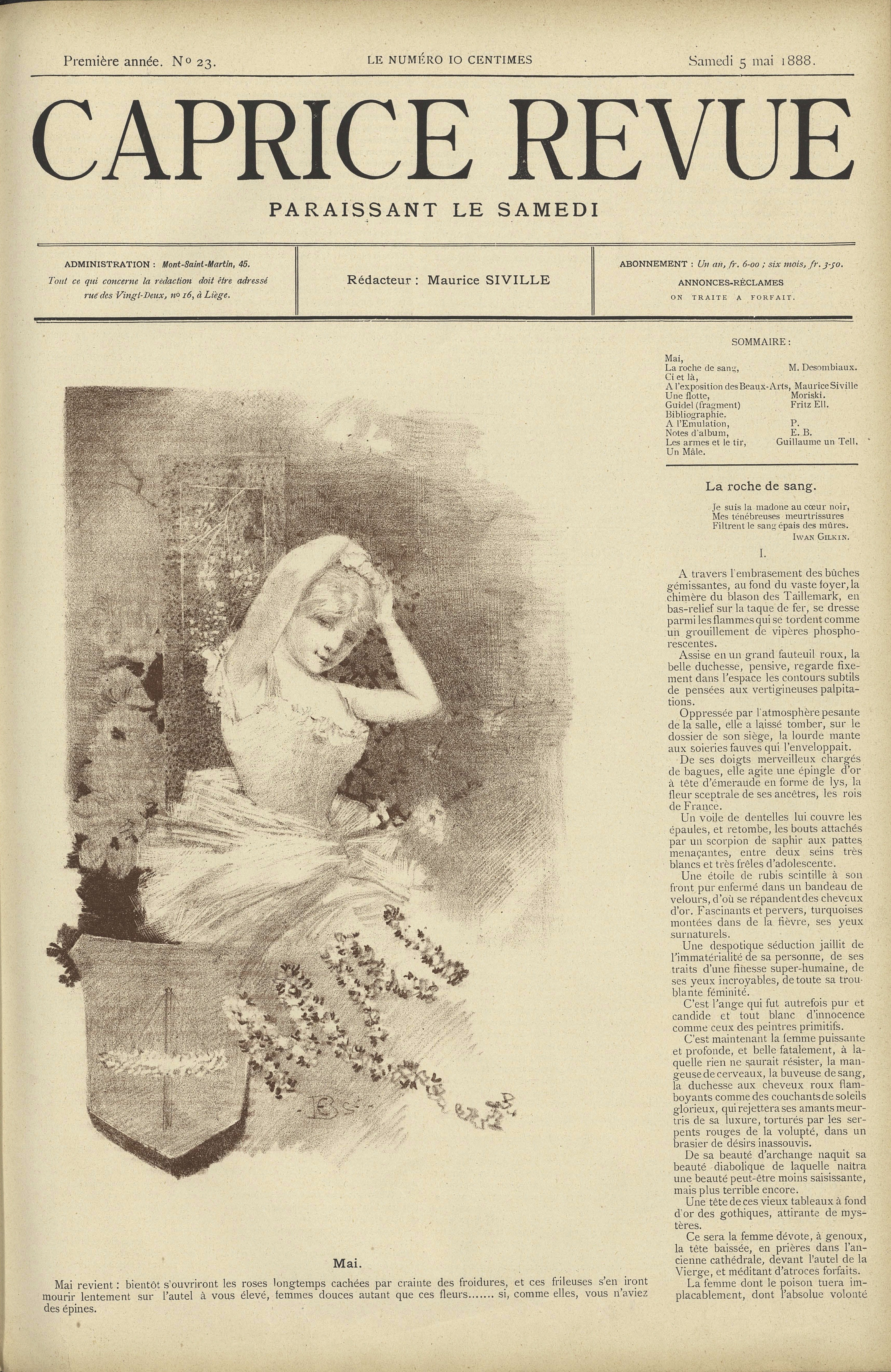
Caprice revue no 23, 5 mai 1888 (première page ; inv. Renardy no C-4 ), Liège, université de Liège.
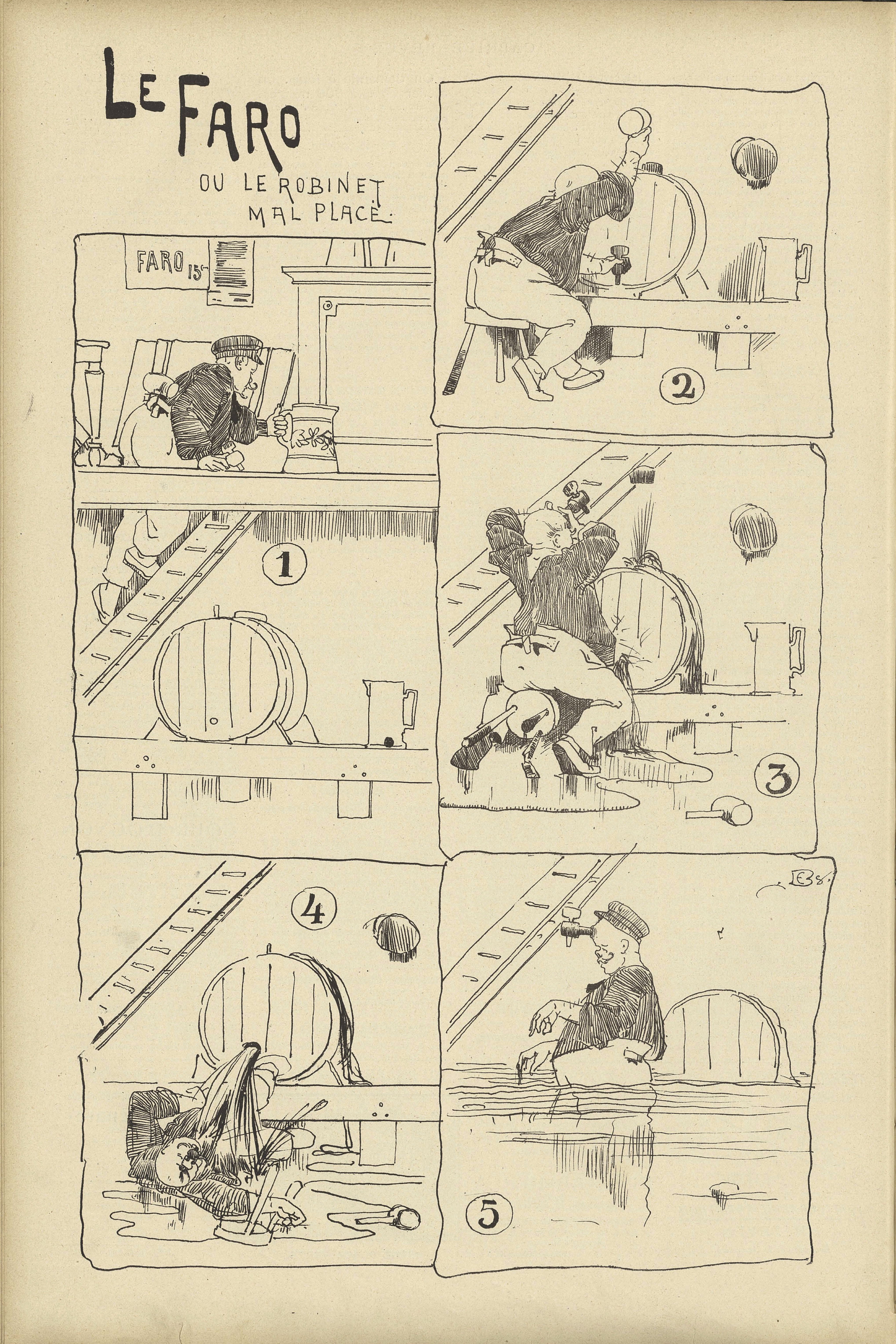
Le faro ou le robinet mal placé, 7 juillet 1888 (Caprice Revue no 32 ; inv. Renardy no C-4), Liège, université de Liège.
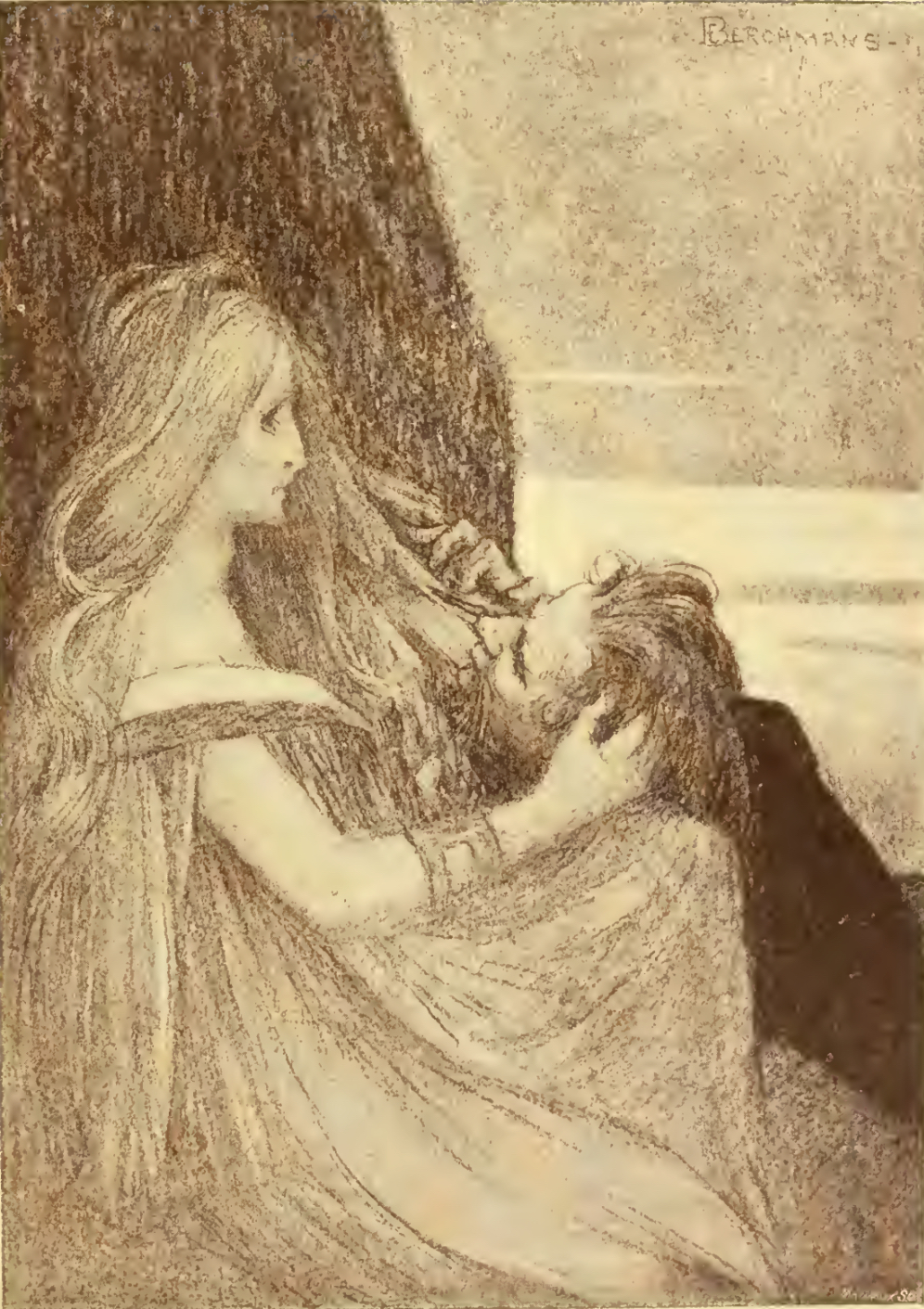
Élisiff et Halwart, 1897 (illustration du livre Sangahall de Jules Sauvenière ; inv. Renardy no C-26 ; édité par l'imprimerie d'Auguste Bénard).
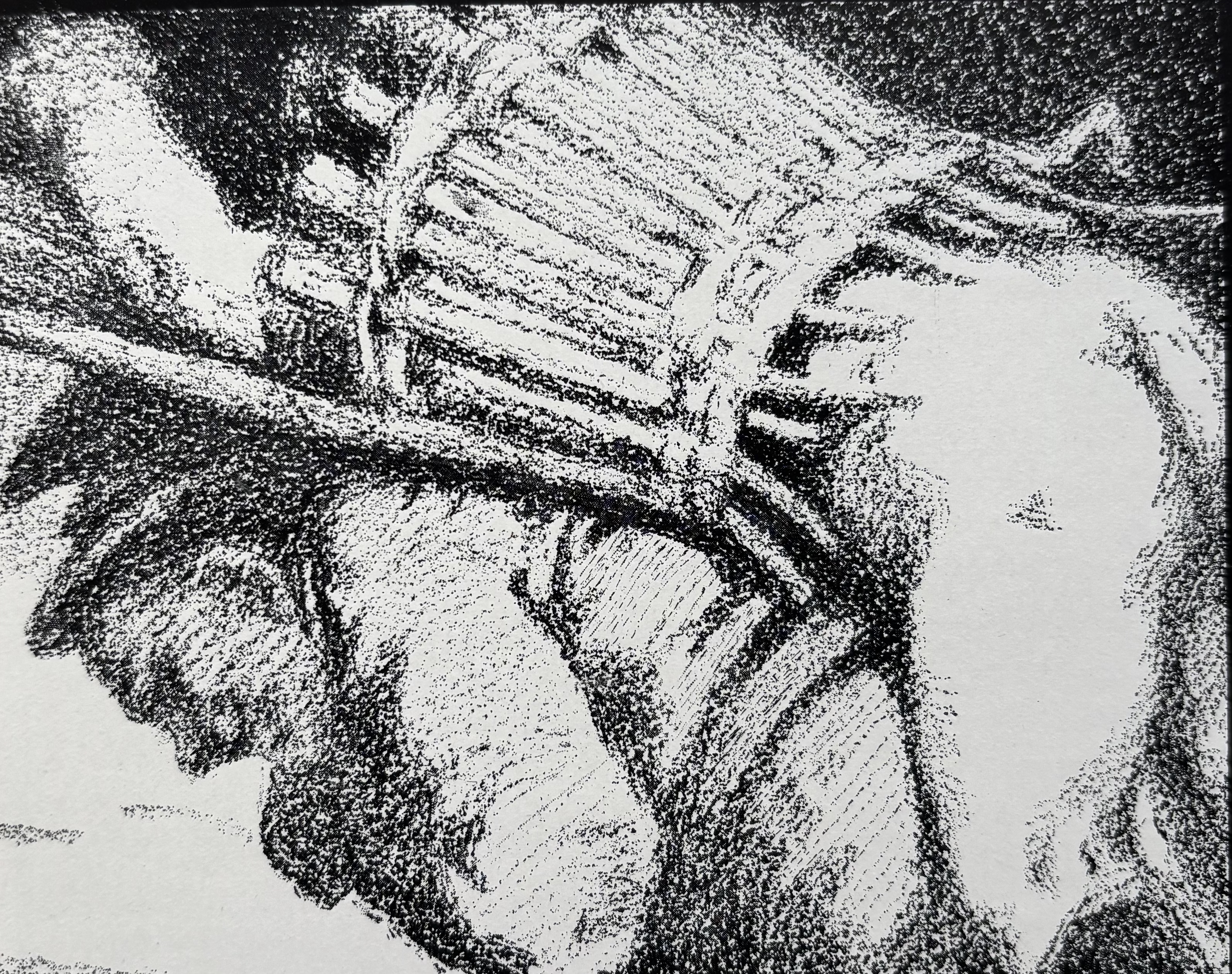
Frontispice pour Les farces de Sambre et Meuse de Maurice Des Ombiaux, 1907 (inv. Renardy no C-14).
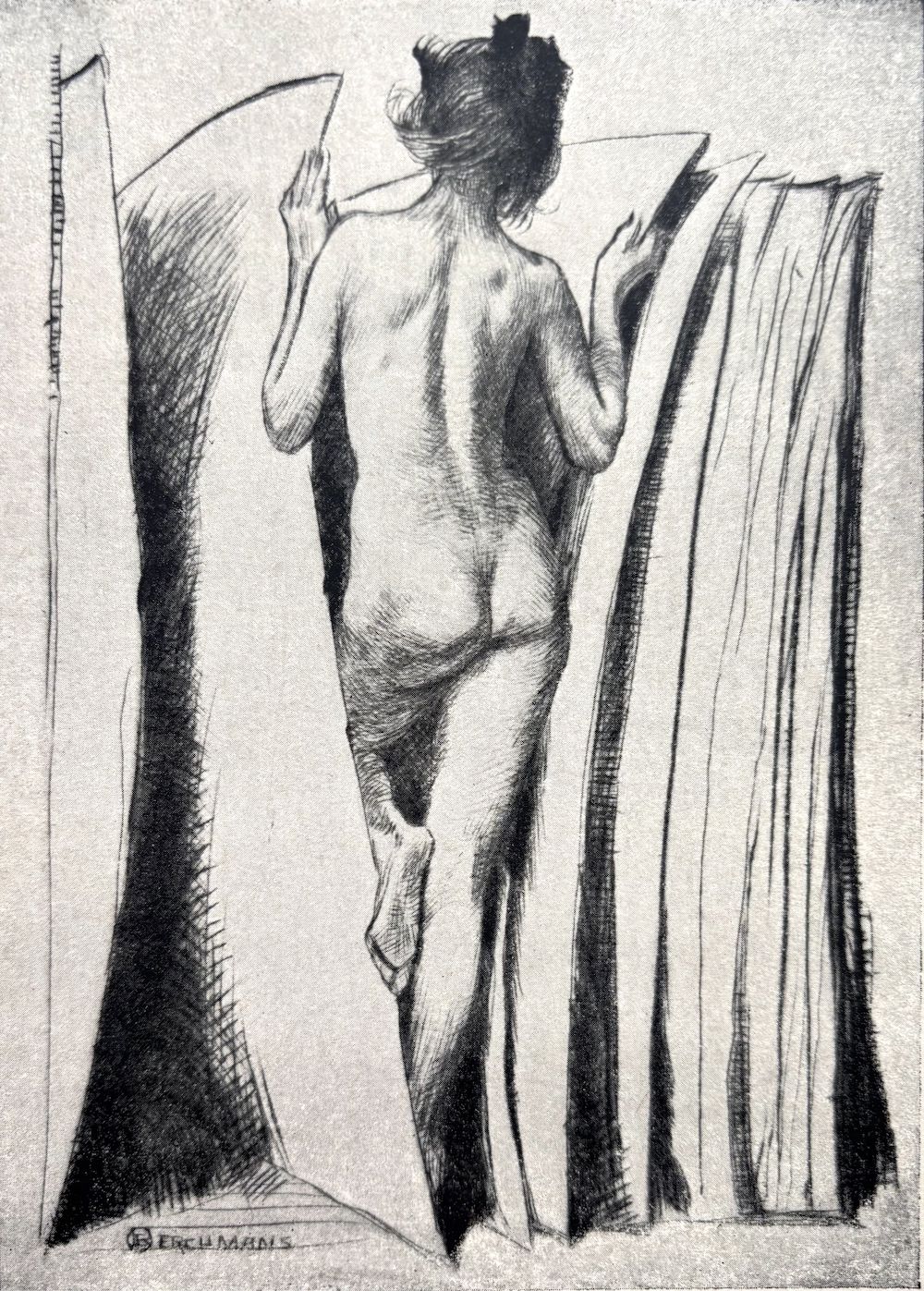
Frontispice pour la revue littéraire et artistique La Plume, avant 1914 (inv. Renardy no C-22).

#### Illustration desDialogues des courtisanesde Lucien de Samosate (1902)
Cet ouvrage, de 1902, est une traduction nouvelle de l'œuvre de Lucien de Samosate par Jules de Marthold qui est exécuté sous la direction des éditions G. Boudet,,. Les illustrations sont composées et lithographiées par Émile Berchmans, les lithographies sont tirées par l'imprimerie liégeoise d'Auguste Bénard et la typographie est exécutée par l'imprimerie Lahure avec des encres de la maison Ch. Lorilleux. L'édition est tirée à 550 exemplaires,.

Émile Berchmans effectue ici son plus important travail en tant qu'illustrateur puisqu'il réalise plus de 120 lithographies en couleurs : 15 frontispices pour les 15 dialogues qui composent le livre, qui sont aussi illustrés de 95 bandeaux, et une douzaine de culs-de-lampes,. Quelques illustrations du dernier dialogue des Dialogues des courtisanes, Cochlis et Parthénis, sont reproduites ci-dessous :

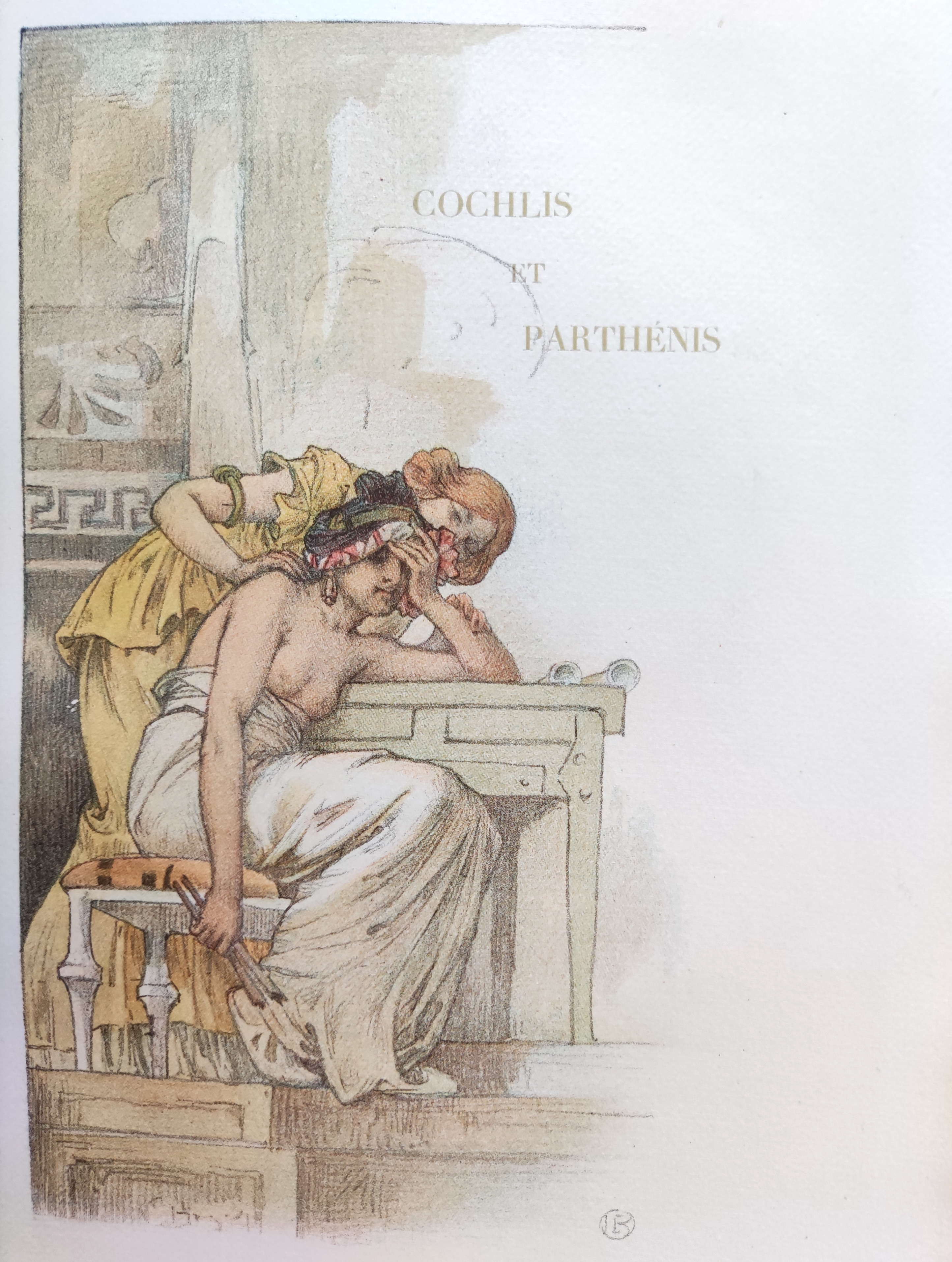
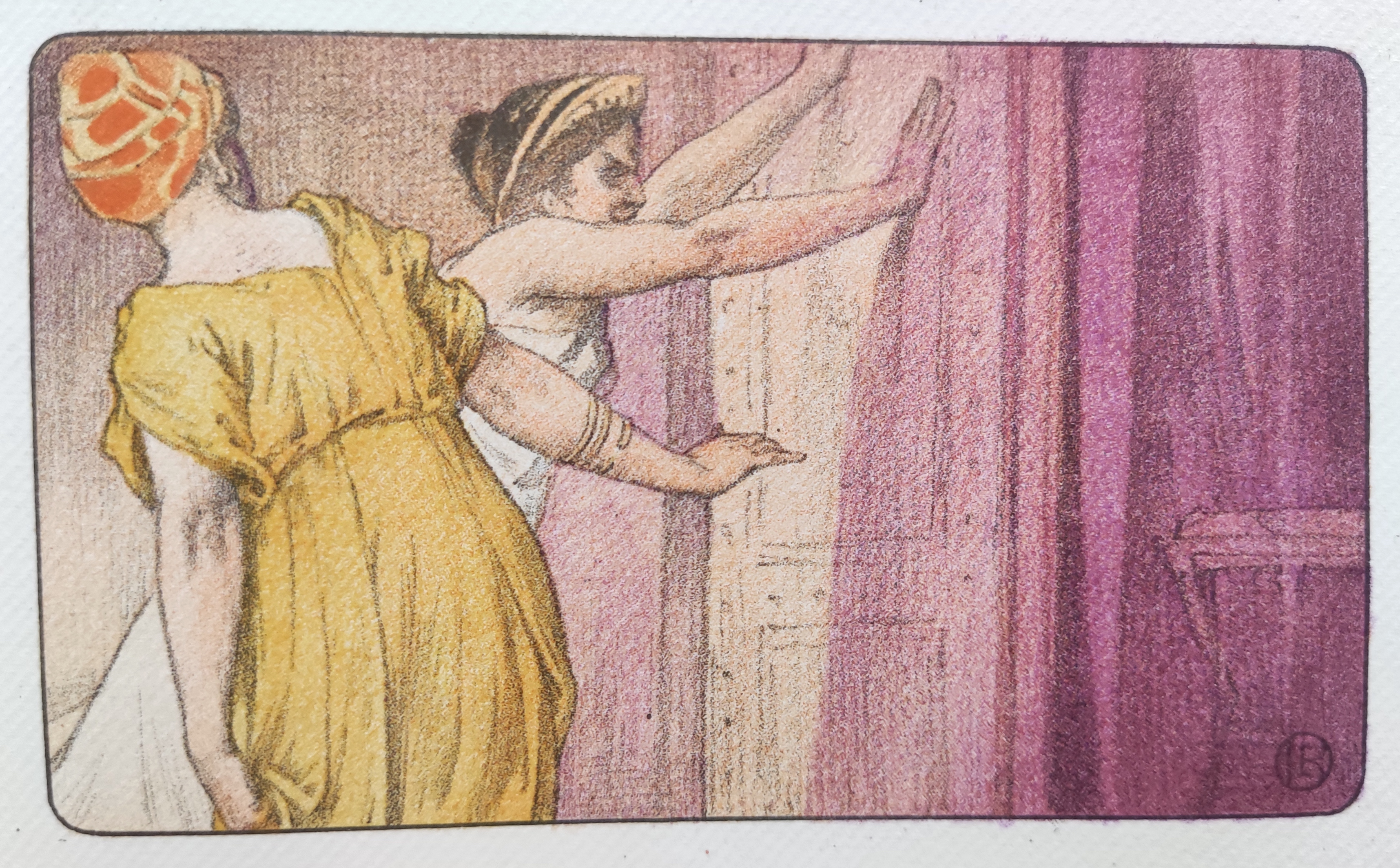
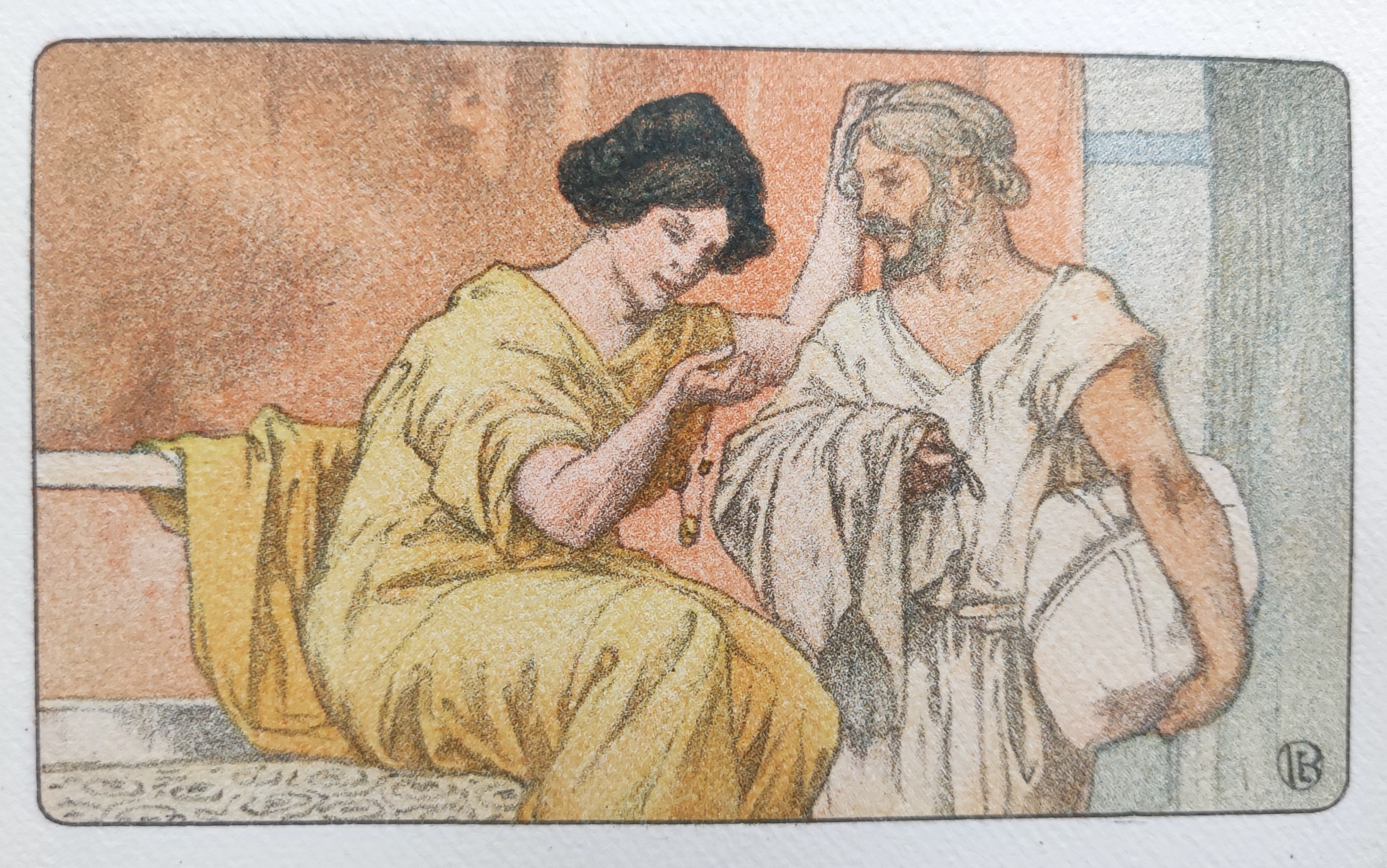
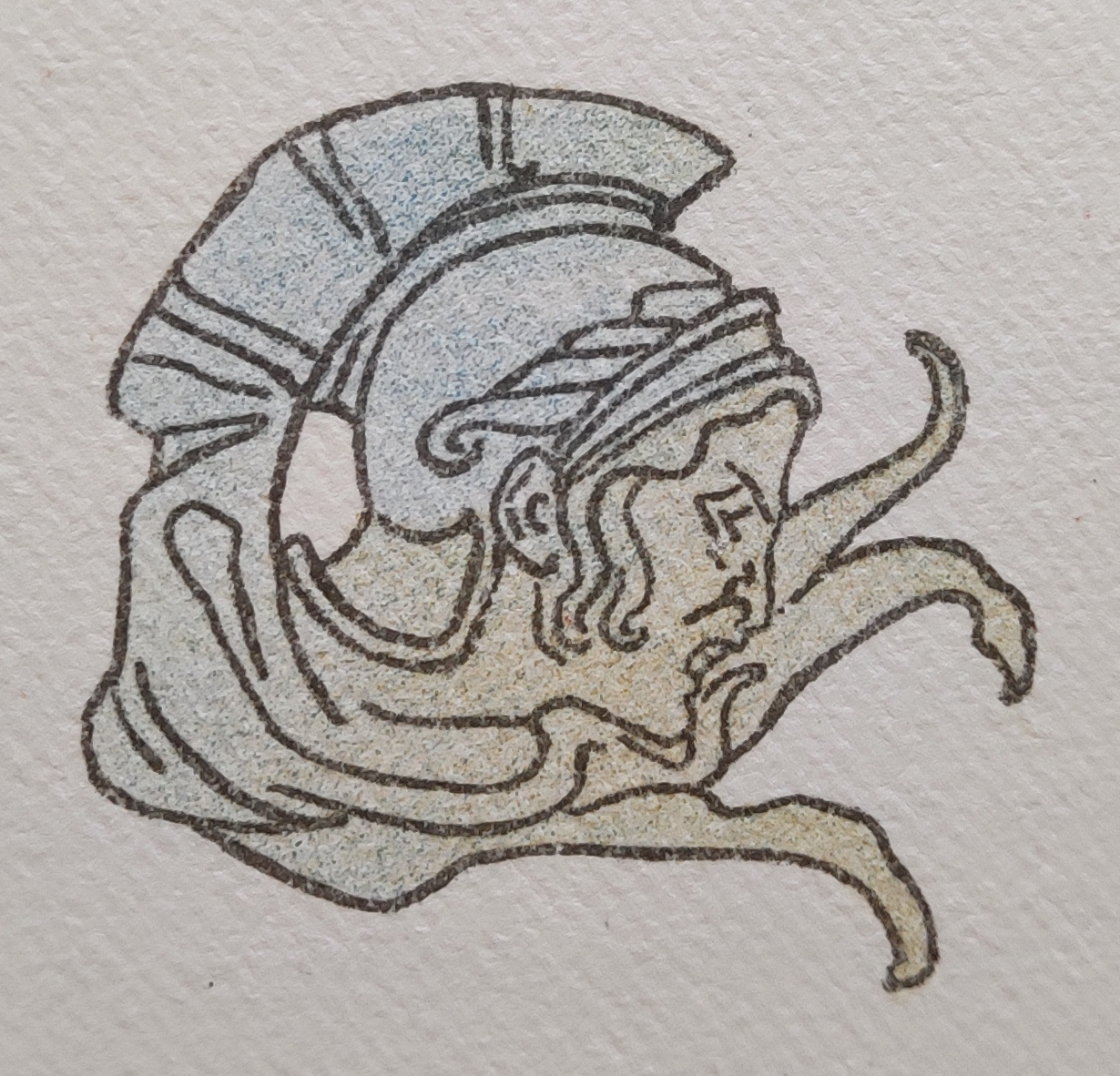

### Catalogue et musées
L'œuvre d'Émile Berchmans est ample, dispersée en de nombreux panneaux décoratifs, peintures murales, tableaux de chevalets, gravures, estampes, affiches et croquis, et donc difficile à répertorier. L'inventaire partiel réalisé en 1907 par Maurice des Ombiaux est de 22 peintures à l'huile, 36 pastels, 20 aquarelles, 6 eaux-fortes et vernis mous, plus de nombreuses œuvres décoratives, affiches et illustrations. Selon Jacques Parisse, le musée de la Vie wallonne conserve 34 affiches d'Émile Berchmans.
L'inventaire le plus complet de l'œuvre d'Émile Berchmans est probablement celui effectué en 1978 par Cécile Renardy qui liste : 73 peintures à l'huile, 92 aquarelles, pastels ou gouaches, 65 affiches (lithographies publicitaires), 38 dessins, 27 estampes (ce qui inclut les gravures et les lithographies sans intention publicitaire), 23 techniques mixtes, 29 travaux d'illustration de différents livres, magazines ou journaux, et enfin 33 œuvres décoratives dans divers immeubles privés et publics.
Des œuvres d'Émile Berchmans sont présentes dans les collections du musée de la Vie wallonne (Liège),, du musée de La Boverie (Liège),,,,,, du Grand Curtius (Liège), du musée Wittert (Liège), du musée d'Ixelles (Bruxelles), des musées royaux des Beaux-Arts de Belgique (Bruxelles),,,, du Vleeshuis (Anvers), de la Bibliothèque nationale de France, du British Museum, du musée national d'Art de Catalogne, du Delaware Art Museum, du musée des Beaux-Arts de Boston, de la National Gallery of Art et du Museum of Modern Art.

## Le professeur et ses élèves
En tant que professeur à l'Académie royale des Beaux-Arts de Liège, Émile Berchmans adopte une pédagogie respectueuse envers ses étudiants, comme le décrit Marcel Laruelle : « Jamais, il ne voulait imposer son point de vue aux élèves… Animateur, plus que professeur, soucieux des idées des autres dont il était à l'écoute. » Flory Roland, une de ses anciennes élèves, le confirme : « Émile Berchmans n'a jamais voulu imposer sa façon de faire, il donnait de simples conseils ; il était un excellent professeur, tout ce que l'on peut lire dans les traités les plus célèbres, il nous l'a montré à sa manière, au fur et à mesure des difficultés que nous rencontrions. »

### Élèves notables
- Joseph Bonvoisin (1896-1960)[3],[177]
- Robert Crommelynck (1895-1968)[178],[179]
- Paul Daxhelet (1905-1993)[180]
- Marcel de Lincé (1886-1957)[181],[182]
- Jean Donnay (1897-1992)[183]
- Eva Herbiet (1913-1985)[184],[185]
- Ludovic Janssen (1888-1954)[186]
- Luc Lafnet (1899-1939)[187],[188]
- Alfred Martin (1888-1950)[189],[190]
- Régine Renchon (1900-1985)[191]
- Toussaint Renson (1898-1986)
- Flory Roland (1905-1978)[192]
- Edgar Scauflaire (1893-1960)[193]

## Expositions notables
Il expose également de 1892 à 1903 au Cercle royal des Beaux-Arts de Liège.

### Expositions du vivant de l'artiste

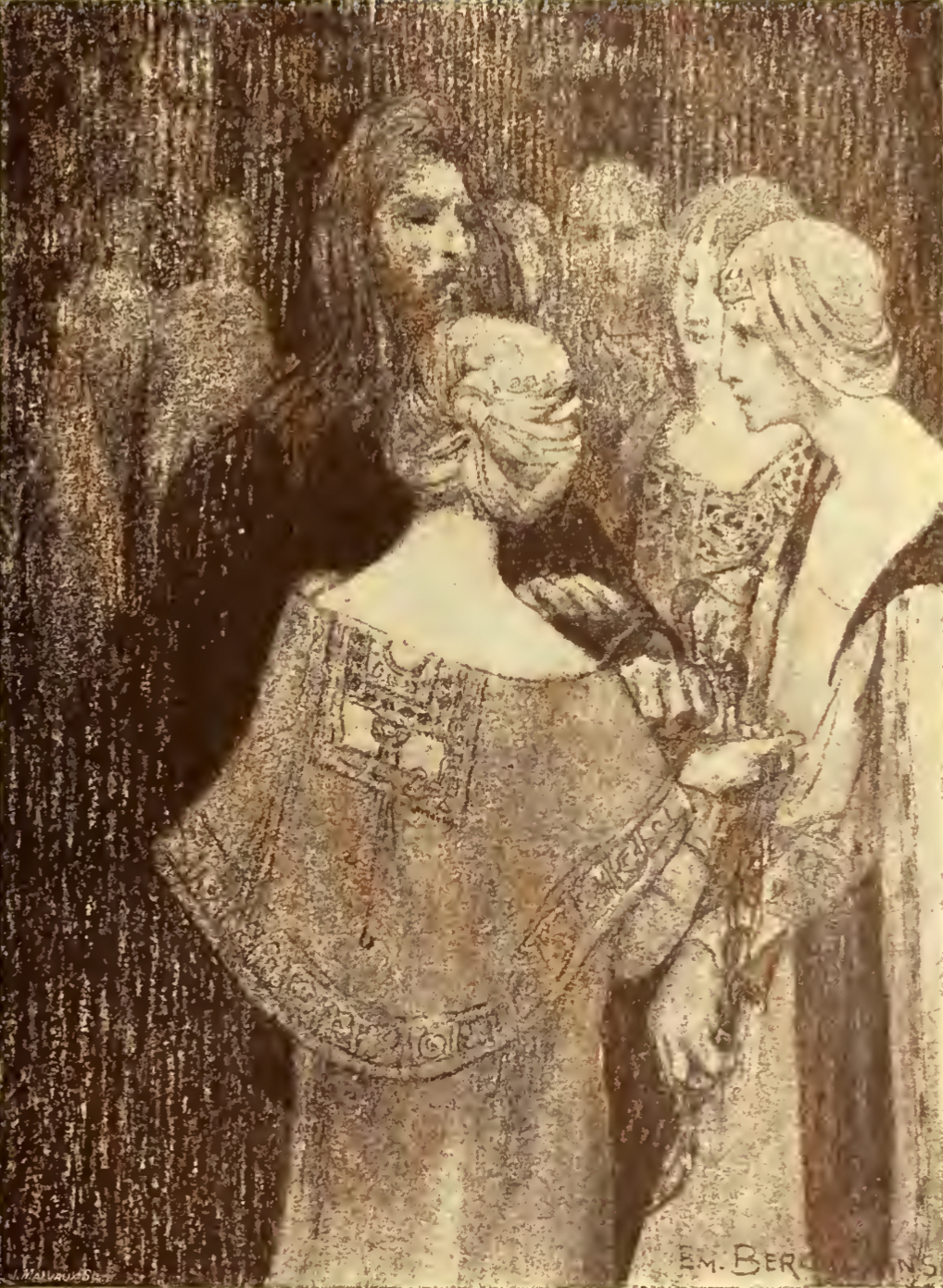
Le poète, 1897 (illustration du livre Sangahall de Jules Sauvenière (d), édité par l'imprimerie d'Auguste Bénard ; inv. Renardy no C-26).

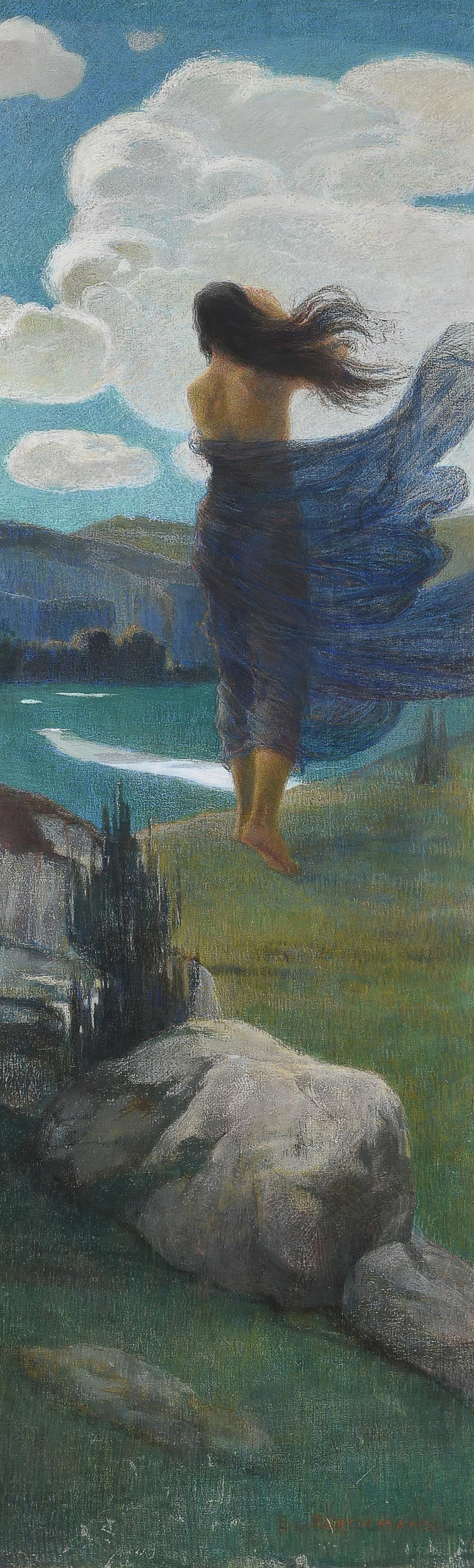
Dans le vent, 1907 (pastel sur toile ; inv. Renardy no E-19 ;), collection privée.

- 1888 : Association pour l'Encouragement des Beaux-Arts, Liège[2],[3],[52] ; Salon d'Anvers, du 30 juillet au 15 octobre, rue Vénus, Anvers (Berchmans y expose Les lavandières et Brûleuse de parfums)[41].
- 1889 :  XXXIVe Exposition triennale - Salon de Gand, du 11 août au 6 octobre, casino de Gand, Gand (l'artiste y expose un portrait et Idylle)[43].
- 1890 : 1re Exposition d'architecture et d'art décoratif, mai, salle de l'Émulation, Liège (il y expose une esquisse décorative réalisée au pastel, la Diane chasseresse)[194].
- 1891 : Exposition de l'Union Artistique, mai, salle de l'Émulation, Liège (il y expose Sainte Agnès, Tête de femme et Christ mourant)[195] ; Salon d'Anvers, du 8 août au 24 octobre, rue Vénus, Anvers (il y expose le dessin d'un triptyque C'était un enfant de l'amour)[42],[196].
- 1893 : Exposition d'architecture et d'art décoratif, juin, salle de l'Émulation, Liège (il y expose son projet de décoration pour la salle du Grand-Théâtre de Verviers)[197].
- 1894 : Exposition de l'Union Artistique, mars, salle de l'Émulation, Liège[198].
- 1895 : 2e salon de La Libre Esthétique, du 23 février au 1er avril, Bruxelles (Berchmans y expose La Vie ; tapisserie décorative peinte)[4],[10],[199] ; XXXVIe Exposition triennale - Salon de Gand, du 1er septembre au 28 octobre, casino de Gand, Gand (le peintre y envoie une aquarelle, esquisse pour un dessus de cheminée, Caritas)[44].
- 1896 : 3e salon de La Libre Esthétique, du 22 février au 30 mars, Bruxelles (l'artiste y expose 8 gravures, 2 aquarelles, divers projets d'affiches, une esquisse de tapisserie peinte et les dessins qui vont illustrer le livre Sangahall de Jules Sauvenière qui est publié en 1897)[4],[10],[200].
- 1899 : 6e salon de La Libre Esthétique, Bruxelles[4],[10] ; Salon des indépendants, Paris[4],[52].
- 1902 : Esposizione internazionale di "Bianco e nero", avril-mai, Rome[46],[201] ; Salon de Liège, juin, Liège[202].
- 1903 : Salon de Bruxelles, du 5 septembre au 2 novembre, hall du Palais du Cinquantenaire, Bruxelles (il y expose 3 pastels : Crépuscule, Amoroso et Dans le vent)[45].
- 1905 : Exposition internationale des Beaux-Art, du 27 avril au 6 novembre, enceinte de l'Exposition universelle de Liège de 1905, Liège[62],[52].
- 1906 : Exposition universelle de Milan, du 28 avril au 11 novembre, Parco Sempione, Milan[203].
- 1907 : Salon de Bruxelles, du 28 août au 10 novembre, hall du Palais du Cinquantenaire, Bruxelles (il y expose un panneau décoratif pour un intérieur de Léon Sneyers)[204].
- 1908 : XXIe Salon de l'Œuvre des Artistes, du 9 mai au 26 juin, palais des beaux-arts, Liège[205],[206].
- 1911 : Salon des artistes belges, juin, Hôtel de ville de Roubaix, Roubaix[207].
- 1914 : Salon de Bruxelles, du 9 mai au 3 août, hall du Palais du Cinquantenaire, Bruxelles (l'artiste y expose Centaure et Le Tango)[208].
- 1939 : Exposition de la gravure liégeoise, Musée des Beaux-Arts, Liège[209],[52].

### Expositions après la mort de l'artiste
- 1964 : 125e anniversaire de l'Académie royale des Beaux‑Arts, du 11 avril au 10 mai, Musée des Beaux-Arts, Liège[209].
- 1978 : Émile Berchmans 1867-1947, du 7 février au 4 mars, Affaires culturelles de la Province de Liège, Liège[176].
- 1980 : Gérardy Paul et ses amis, du 20 mars au 20 avril, Cabinet des Estampes et des Dessins, Liège[209] ; Affiches de l'imprimerie Bénard. Collection du Musée de la Vie wallonne, Liège, du 24 avril au 22 mai, Belgisches Haus, Cologne[210] ; Affiches de l'imprimerie Bénard : 1888-1918, du 5 au 28 septembre, Musée de la Vie wallonne, Liège[211].
- 1984 : Exposition personnelle du 26 juin au 19 août, Cabinet des Estampes et des Dessins, Liège[209].
- 1992 : Le Cercle royal des Beaux-Arts de Liège 1892-1992, du 18 septembre au 20 avril 1993, Cercle royal des Beaux-Arts, Liège (Le souvenir. Confidence est la toile exposée d'Émile Berchmans)[212].
- 1996 : Quatre artistes liégeois : Émile Berchmans, Auguste Donnay, François Maréchal, Armand Rassenfosse, du 31 mars au 12 mai, Centre wallon d'Art contemporain de Flémalle "La Châtaigneraie", Flémalle[163] ; 125 ans d'art liégeois - peinture, sculpture, gravure en province de Liège 1870‑1995, du 27 novembre au 31 janvier 1997, ING Espace Culturel, Liège[209].
- 1997 : Choix de dessins par Jacques Parisse, du 22 mars au 20 avril, Galerie Liehrmann, Liège[209].
- 2001-2002 : Vers la modernité : le XIXe siècle au pays de Liège, du 5 octobre 2001 au 20 janvier 2002, musée de l'Art wallon et salle Saint-Georges, Liège (sont exposés des pastels ou peintures comme L'allégorie des cinq sens[213], L'adieu[214], Deux naïades[126], Faunesse[133] ; ainsi que plusieurs affiches comme Maison Serrurier-Bovy[25], Fabrique Nationale[108], The Fine Art and General Insurance Company[101], Compagnie lyonnaise[94], Amer Mauguin[99] et Pieper cycles[34]).
- 2022 : Autour d’Auguste Bénard. L’âge d’or de l’affiche à Liège, du 19 septembre au 30 novembre, Fonds Patrimoniaux, Liège[215],[216].
- 2025 : Ars Mechanica - La Force d'innover, du 25 avril au 27 juillet, La Boverie, Liège (la fresque Les Forges de Vulcain est exposée)[217],[218],[219].

## Prix et distinctions
- 1887 : 1er prix en « dessin ombré d'après le modèle vivant » et « peinture d'après le modèle vivant » au concours général de l'Académie royale des beaux-arts de Liège[8].
- 1900 : médaille d'argent à l'Exposition universelle de 1900 à Paris[23],[52].